# 2023年のテレビドラマ (日本)
- 2023年のテレビ (日本) > 2023年のテレビドラマ (日本)

2023年のテレビドラマでは、2023年に日本国内で放送されたテレビドラマについてまとめる。

## 主な動向

### 1月
- 1日

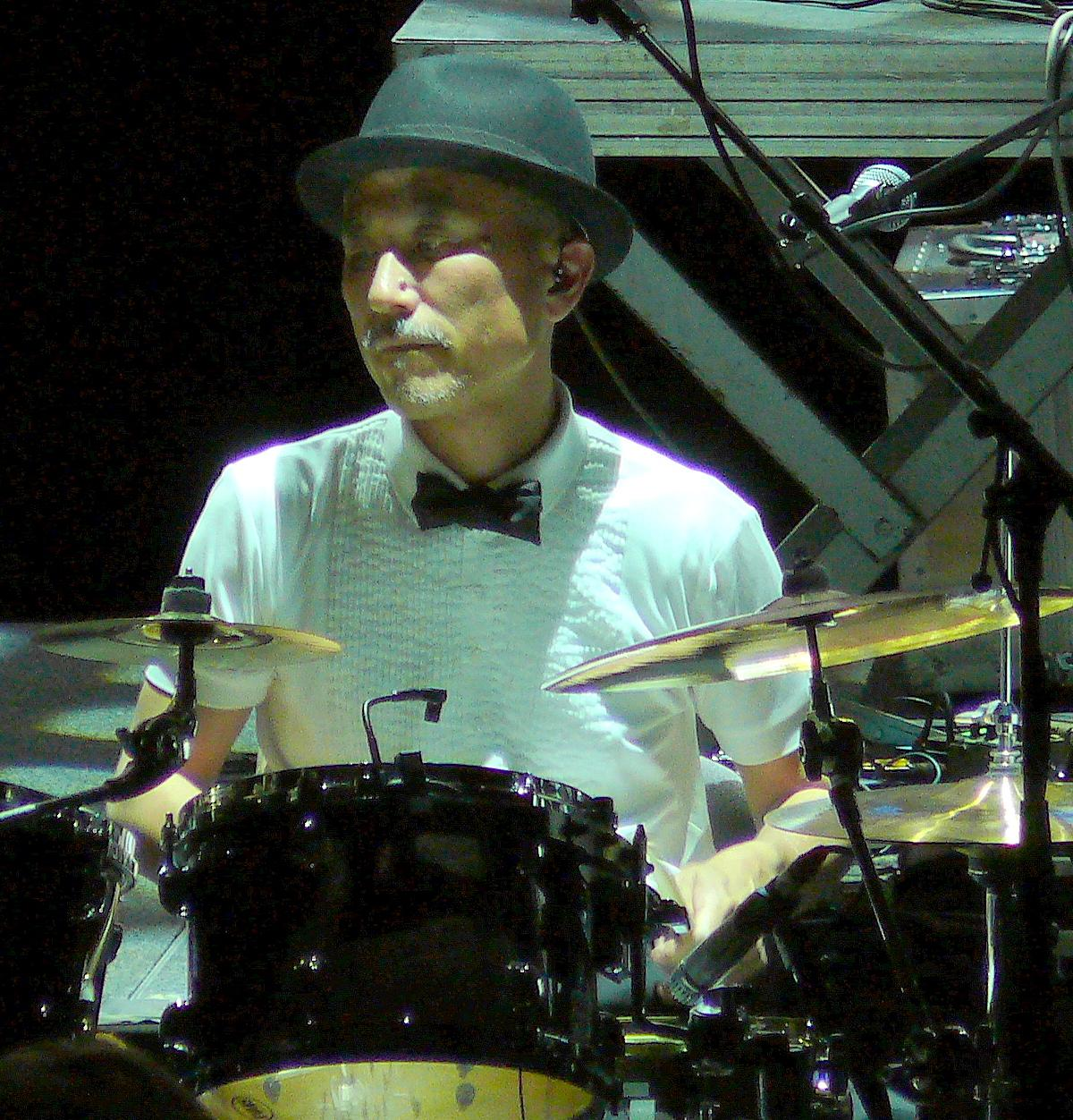
高橋幸宏死去（1月11日、70歳没。写真は2008年6月撮影）

  - 【刑事】テレビ朝日系「水曜21時」枠で放送の『相棒』は、この日に恒例の「元日スペシャル」を放送（21時 - 23時15分）。元日スペシャルの放送は、2006年に初放送して以降17年連続となる[1]。
  - 【訃報】いずれもTBS系で放送された『水戸黄門』の徳川綱吉役や『3年B組金八先生』の校長役、また同局系『スクール☆ウォーズ』やNHK名古屋放送局制作『中学生日記』など数多くの作品で名脇役として知られた長谷川哲夫（本名・伊藤哲夫）がこの日東京都内の自宅で死去（84歳没）。長谷川の死去は8日に所属事務所がスポーツ報知などの取材に応じる形で認めた[2][3]。
- 2日 - 【訃報】舞台俳優やモデルとして活躍し、またテレビドラマでも2014年に放送されたNHK大河ドラマ『軍師官兵衛』に赤松広秀役で出演。実生活では女優・赤木春恵（2018年没）の孫だった野杁俊希がこの日未明、脳出血のため東京都内の病院で死去（33歳没）。野杁は前年12月29日に都内の飲食店の階段で転倒、頭部を強打して緊急搬送されていた[4]。
- 3日
  - 【時代劇】NHKの新春恒例「正月時代劇」、本年は永井義男の小説『幕末一撃必殺隊』を原案にした漫画（松本次郎作）を原作としてドラマ化した『いちげき』を放送（NHK総合・BS4K）。脚本は宮藤官九郎が手掛け、キャストに染谷将太、町田啓太、松田龍平らを起用するほか、ドラマのナビゲーター役である「語り」を六代目神田伯山（講談師）が務める[5]。
  - 【医療】テレビ朝日系で、2011年から沢村一樹が敏腕外科医・相良役を演じ、これまで連続ドラマ3作・単発ドラマ4作が放送され人気を博した『DOCTORS〜最強の名医〜』の最新作で最終作品となる『DOCTORS〜最強の名医〜ファイナル』を放送（21時 - 23時5分）。相良のバトルの相手となる森山院長役の髙嶋政伸のほか、伊藤蘭、松坂慶子、比嘉愛未、黒川智花、菅野美穂らが出演[6][7]。
- 5日
  - （4日深夜）テレビ東京系
    - 【エロラブコメディ】「ドラマParavi」枠1月期作品として、『来世ではちゃんとします3』が放送開始（全12話、 - 3月23日(22日深夜)）。2022年の正月スペシャルに続く第3シリーズで、主人公・大森桃江役の内田理央をはじめとする出演陣は続投[8]。
    - 【恋愛・コメディ】「水ドラ25」枠1月期作品として、『それでも結婚したいと、ヤツらが言った。』が放送開始（全8話、- 2月23日(22日深夜)）。大黒天の使いであるネズミの一家が経営不振の結婚式場を救うため、式場スタッフに乗り移って式場の再建と結婚式に臨むカップルたちのトラブル解決に奔走する。主演の鈴木ゆうかはネズミ一家の長女とウエディングプランナーの一人二役を務める。共演に福山翔大、優希美青、西岡星汰、濱津隆之ら[9]。

  - 【警察】テレビ朝日系「木曜ドラマ」枠1月期作品として、加藤実秋の同名小説を原作とした『警視庁アウトサイダー』を放送開始（全9話、 - 3月2日）[10]。主人公の警部補を同局系連続ドラマ初主演となる西島秀俊が演じる。共演に濱田岳、上白石萌歌、優香、斎藤工、片岡愛之助、柳葉敏郎ら。
  - 【コメディ】フジテレビ系「木曜劇場」枠1月期作品として、横関大の同名小説を原作に、結婚した夫婦が実は共に忍者の末裔だったコメディ『忍者に結婚は難しい』を放送開始（全11話、 - 3月16日）。妻で甲賀忍者の末裔である草刈蛍役を菜々緒が、夫で伊賀忍者の末裔である草刈悟郎役を鈴木伸之がそれぞれ演じるほか[11]、勝地涼、山本舞香、筧美和子、ともさかりえ、市村正親らが出演。また主題歌をaikoが担当。初回は15分拡大で放送[12]。
- 6日
  - （5日深夜）【恋愛・近畿広域圏】毎日放送「ドラマ特区」枠にて、宮口ジュン原作、梅涼作画の同名漫画をテレビドラマ化した『あなたは私におとされたい』を放送開始（全7話、 - 2月17日(16日深夜)）[13]。主演は鶴嶋乃愛と村井良大、共演に宇垣美里ら。
  - テレビ東京系
    - （5日深夜）【ヒューマン】「木ドラ24」枠1月期作品として、坂井恵理の同名漫画をテレビドラマ化した『ヒヤマケンタロウの妊娠』を放送開始（全8話、 - 2月24日(23日深夜)）[14][15]。主人公の妊夫となる広告マン・桧山健太郎役を斎藤工が、そのパートナー役を上野樹里がそれぞれ演じる。なお、地上波放送に先立ち、2022年4月21日よりNetflixで配信されている。
    - 【時代劇】「新春ドラマスペシャル」で、徳川3代将軍・家光の恋の逸話を描いた『ホリデイ〜江戸の休日〜』を望月歩と葵わかなの主演で放送（19時25分[注 1] - 21時48分）。共演として里見浩太朗、小林稔侍、高橋英樹らベテラン陣が脇を固める。同スペシャルで時代劇が編成されるのは2016年の『信長燃ゆ』以来7年ぶりとなる[16]。
- 7日
  - （6日深夜）テレビ東京系
    - 【恋愛・グルメ】「ドラマ24」枠1月期作品として、谷口菜津子の同名漫画をテレビドラマ化した『今夜すきやきだよ』を放送開始（全12話、 - 3月25日(24日深夜)）[17]。蓮佛美沙子とトリンドル玲奈のダブル主演。共演に鈴木仁、三河悠冴ら[18]。
    - 【恋愛】「ドラマ25」枠1月期作品として、2022年4月期に「木ドラ24」枠で放送された岡崎紗絵主演の『花嫁未満エスケープ』の続編作品となる『花嫁未満エスケープ 完結編』を放送開始（全4話、- 1月28日(27日深夜)）。今作は原作の同名コミック作品にない完全オリジナルとして放送される[19]。

  - 【ホーム】東海テレビ制作・フジテレビ系「土ドラ」枠1月期作品として、お金と人生に向き合う女性たちを描いた原田ひ香の同名小説をテレビドラマ化した『三千円の使いかた』を葵わかなの主演により放送開始（全8話、 - 2月25日）[20][21]。共演に中尾ミエ、山崎紘菜、森尾由美、利重剛、アンミカら[22]。
  - 【コメディ・BS】BS松竹東急「土曜ドラマ」枠1月期作品として、1980年から連載が開始された植田まさしの同名漫画を原作とし、テレビアニメ化[注 2]もされた『かりあげクン』をヨーロッパ企画の脚本、戸塚純貴の主演により放送開始（全12話、 - 3月25日）[25]。
- 8日
  - 【大河ドラマ】NHK大河ドラマ第62作として、戦国三英傑のひとりであり江戸幕府初代征夷大将軍である徳川家康を主人公とする『どうする家康』（脚本：古沢良太）を放送開始（総合・BSプレミアム・BS4K、全48話、 - 12月17日）。主役の家康役を松本潤が務め[26][27]、織田信長役を岡田准一、瀬名役を有村架純、豊臣秀吉役をムロツヨシ、今川義元役を野村萬斎、武田信玄役を阿部寛[28]、本多正信役を松山ケンイチがそれぞれ演じる[29]。初回は15分拡大で放送[30]。
  - 【ヒューマン・コメディ】日本テレビ系「日曜ドラマ」枠1月期作品として、バカリズム脚本による『ブラッシュアップライフ』を放送開始（全10話、 - 3月12日）。主人公となる独身市役所職員・近藤麻美役に民放連続ドラマ初主演となる安藤サクラを起用。主人公がある日突然、平凡な人生をもう1度やり直すことから物語が展開される[31]。
  - 【医療】TBS系「日曜劇場」枠1月期作品として、『Get Ready!』を放送開始（全10話、 - 3月12日）。天才執刀医が闇医者チームを率いるオリジナル作品で、主演を妻夫木聡が務め、バディとなる弁護士役に藤原竜也を起用。堤幸彦らによる演出[32]。
  - 【ヒューマン・BS】NHK BSプレミアム・BS4K「プレミアムドラマ」枠にて、林真理子の同名小説をテレビドラマ化した『我らがパラダイス』を放送開始（全10話、 - 3月12日）[33]。主演は木村佳乃。
  - 【恋愛・BS】BSテレ東（2K・4K）日曜23時30分枠で、和田依子の同名コミックを連続ドラマ化した『親友は悪女』を放送開始（全12話、 - 3月26日）。純粋で控えめな女性・真奈役を清水くるみが、親友であり悪女でもある妃乃役を山谷花純がそれぞれ演じる。2人は連続ドラマ初主演となる[34]。共演に淵上泰史、矢野聖人ら[35]。
  - 【時代劇】テレビ朝日系にて、朝日放送テレビ・テレビ朝日・松竹との共同制作により、2007年から続く東山紀之（少年隊）主演による『必殺シリーズ』の、1972年放送の『必殺仕掛人』[注 3]からシリーズ50周年となる最新作『必殺仕事人（2023年版）』を放送（21時 - 22時55分）。本作品をもって2015年放送の『必殺仕事人2015』から瓦屋の陣八郎役で出演してきた遠藤憲一が卒業する。また、東山とともに出演15周年となる松岡昌宏（TOKIO）と和久井映見をはじめ、知念侑李（Hey! Say! JUMP）、中越典子、キムラ緑子らの共演陣は続投する[36][37]。
- 9日
  - 【帯・コメディ】NHK総合「夜ドラ」枠の新作として、とらふぐ原作・江口心作画の同名漫画（「めちゃコミック」連載）をドラマ化した『ワタシってサバサバしてるから』を放送開始（全20話、 - 2月9日）。主人公「網浜奈美」役で丸山礼（タレント）が主演を務め、演出は『笑う犬シリーズ』『水10! ワンナイR&R』（いずれもフジテレビ系）などのコントバラエティ番組を手掛けた伊藤征章が担当[38]。共演にトリンドル玲奈、栗山千明、犬飼貴丈、栗原類、アンミカら[39]。
  - 【法曹界】フジテレビ系「月9」枠1月期作品として、大北はるかと神田優によるオリジナル脚本で北川景子が裁判官から法科大学院に出向し実務家教員を演じる『女神の教室〜リーガル青春白書〜』を放送開始（全11話、 - 3月20日）。共演に同枠初レギュラー出演となる山田裕貴が同僚であり判例オタクの研究家教員を演じる[40][41]。他に南沙良、高橋文哉、前田旺志郎、前田拳太郎、河村花らが出演[42]。初回は30分拡大で放送（21時 - 22時24分）[43]。
  - 【グルメ・BS】BS松竹東急「月曜ドラマ」枠1月期作品として、歴史料理研究家・遠藤雅司（音食紀行）のレシピ本『歴メシ!決定版 歴史料理をおいしく食べる』を原案にした『À Table!〜歴史のレシピを作ってたべる〜』を放送開始（全12話、 - 3月27日）[44]。主演は市川実日子。
  - 【訃報】ジャズのビッグバンドのアレンジャーとして活躍し、1976年第18回日本レコード大賞受賞曲「北の宿から[注 4]」（作詩・阿久悠（2007年没）、作曲・小林亜星（2021年没）、歌唱：都はるみ）の編曲を担当したことで知られ、テレビドラマでは『図々しい奴』（1963年、TBS・大映テレビ室）の劇伴音楽及び主題歌（「図々しい奴」／作詩・青島幸男（2006年没）、作曲・萩原哲晶（1984年没）、歌唱：谷啓（2010年没））の編曲を担当した作曲家・アレンジャーの竹村次郎がこの日、肺炎のため東京都内の自宅で死去（90歳没）[45]。
- 10日 - 【時代劇・コメディ】NHK総合「ドラマ10」枠にて、よしながふみの同名漫画を原作とし、男女が逆転した大奥の世界を描く『大奥』を放送開始[注 5]（全10話、 - 3月14日）。脚本は森下佳子が担当[46][47]、ドラマでは「3代徳川家光×万里小路有功編」「5代徳川綱吉×右衛門佐編」「8代徳川吉宗×水野祐之進編」から大政奉還までの物語が展開される。「3代徳川家光×万里小路有功編」では福士蒼汰、堀田真由、斉藤由貴[48]、「5代徳川綱吉×右衛門佐編」では仲里依紗、山本耕史、竜雷太といった面々が出演する[49]。初回は15分拡大で放送[50]。
- 11日
  - （10日深夜）【サスペンス・復讐劇】テレビ東京系「ドラマチューズ!」枠1月期作品として、三田たたみ原作・アップクロス作画の同名漫画をテレビドラマ化した『夫を社会的に抹殺する5つの方法』を放送開始（全10話、 - 3月15日(14日深夜)）[51]。主人公のDVやモラハラに苦しめられている妻役を馬場ふみかが、その夫役を野村周平がそれぞれ務める。
  - 【音楽】日本テレビ系「水曜ドラマ」枠1月期作品として、清水友佳子のオリジナル脚本の下、引退して市役所職員になった元天才少女ヴァイオリニストが変人のマエストロに巻き込まれて地域のオーケストラを再建する物語『リバーサルオーケストラ』を放送開始（全10話、 - 3月15日）。本作の演出を猪股隆一、小室直子、鈴木勇馬の3名が持ち回りにて担当し、主役の元天才少女ヴァイオリニスト役には民放ゴールデン・プライム枠ドラマ初出演となる門脇麦を、その相手となる変人マエストロ役には田中圭をそれぞれ起用、また神奈川フィルハーモニー管弦楽団が全面協力して劇中での演奏シーンなどを披露する[52][53]。
  - 【訃報】
    - 1972年に加藤和彦（2009年没）が結成した「サディスティック・ミカ・バンド」のドラマーとしてデビュー。その後1970年代後半から80年代にかけて一世を風靡したテクノ・ポップサウンドグループ「イエロー・マジック・オーケストラ（YMO）」のメンバーとして知られ、音楽、ファッション、趣味人として幅広いジャンルで活動。また、テレビドラマではNHK名古屋放送局制作『中学生日記』の「恋のぼりキュンキュン!」（2004年5月3日放送）にてYMOのメンバーとして作曲に参加した作品「君に、胸キュン。－浮気なヴァカンス－」（1983年）が作品主題歌として使用されたこともある音楽家の高橋幸宏がこの日早朝、脳腫瘍から併発した誤嚥性肺炎のため死去（70歳没）。訃報は15日に所属事務所から正式発表された[54][55]。
    - 佛教大学卒業後、塾講師や広告代理店社員、コピーライターなど職を転々とした後、2004年に発表した短編ミステリー「黒い鶴」で第1回立教・池袋ふくろう文芸賞を受賞した後に作家専業となり、2006年に発表した『東京ダモイ』で江戸川乱歩賞を受賞、テレビドラマでは自作の「京都思い出探偵ファイルシリーズ」の一作である『鶴を折る女』を原作として『京都タクシードライバーの事件簿』（2009年2月4日、TBS系「月曜名作劇場」主演：内藤剛志）が放送されたことがある推理作家の鏑木蓮がこの日、多臓器不全のため死去（61歳没）。訃報は2月17日に公表された[56]。
- 13日 - 【ファンタジーラブストーリー】TBS系「金曜ドラマ」枠1月期作品として、『100万回 言えばよかった』を放送開始（全10話、 - 3月17日）。ヒロインの相馬悠依役を16年ぶりにTBS連続ドラマ主演となる井上真央が務め、悠依の恋人だったが不可解な事件に巻き込まれ亡くなるも幽霊として彼女を見守る鳥野直木役に佐藤健、事件の担当刑事であり唯一幽霊となった直木を認識できる魚住譲役に松山ケンイチを起用する[57]。
- 14日
  - 【サスペンス】日本テレビ系「土曜ドラマ」枠1月期作品として、『大病院占拠』を放送開始（全10話、 - 3月18日）[58]。鬼の面を被った謎の武装集団によって占拠され大病院で、休職中の刑事が、人質を救うため犯人に立ち向かうサスペンスドラマ。主人公の休職中の刑事を櫻井翔が演じる。共演に比嘉愛未、ソニン、白洲迅、宮本茉由、平山浩行ら。
  - テレビ朝日系
    - 【恋愛・コメディ】「オシドラサタデー」枠1月期作品として、天沢アキの同名漫画をテレビドラマ化した『ハマる男に蹴りたい女』を放送開始（全10話、 - 3月18日）[59]。主演は同局系ドラマ初主演となる藤ヶ谷太輔（Kis-My-Ft2）、共演に関水渚ら。
    - 【ファンタジー・コメディ】「土曜ナイトドラマ」枠1月期作品として、橋部敦子のオリジナル脚本で、高橋一生演じる花火師と、橋爪功演じる死んだはずの父親との不思議な日常を描いた『6秒間の軌跡〜花火師・望月星太郎の憂鬱』を放送開始（全10話、 - 3月18日）。またヒロイン役として本田翼が出演[60]。
- 15日
  - （14日深夜）【復讐劇・BS・大阪府】テレビ大阪制作・BSテレ東（2K・4K）「真夜中ドラマ」枠1月期作品として、あいざわあつこ原作、ツキシロギン作画の同名漫画をテレビドラマ化した『わたしの夫は--あの娘の恋人--』を放送開始（全12話、 - 4月2日(1日深夜)）[61]。主演は山下リオ、共演に泉澤祐希、紺野彩夏、佐伯大地ら。
  - 【恋愛・近畿広域圏】朝日放送テレビ制作「ドラマL」1月期作品として、八海つむの同名漫画をテレビドラマ化した『ひともんちゃくなら喜んで!』を放送開始（全10話、 - 3月19日）[62]。主演は矢作穂香と犬飼貴丈。
  - 【訃報】1951年に裏方として就職した劇団「文学座」にて1955年に役者へ転向して初舞台を踏み、その後は「劇団雲」「演劇集団 円」の結成に参加し、舞台俳優として活動、テレビドラマでは1974年のTBS系（円谷プロダクション制作）『ウルトラマンタロウ』（ZAT・二谷一美副隊長役）や東京12チャンネル（宣弘社制作）『闘え!ドラゴン』（久利彦左衛門役）など数多くの作品に出演した俳優の三谷昇がこの日未明、慢性心不全増悪のため東京都内の病院で死去（90歳没）。訃報は27日に公表された[63][64]。
- 16日
  - 【アクション・復讐劇】関西テレビ制作・フジテレビ系「月10」枠1月期作品として、2015年1月期[注 6]の『銭の戦争』、2017年1月期[注 7]の『嘘の戦争』に続く草彅剛主演の「復讐シリーズ」第3弾『罠の戦争』を放送開始（全11話、 - 3月27日）。共演に井川遥、杉野遥亮、高橋克典、岸部一徳、片平なぎさら[65][66][67]。
  - 【ヒューマン】テレビ東京系「ドラマプレミア23」枠1月期作品として、秋元康が企画・原作・脚本を手掛けるドラマ6作目となる『ダ・カーポしませんか?』を放送開始（全10話（11回）、 - 3月27日）。金も運もない男女8人が一発逆転を懸けた「くじ引きゲーム」に挑む。その男女8人には伊野尾慧（Hey! Say! JUMP）、観月ありさ、マキタスポーツ、杉本哲太、迫田孝也、平田敦子、小林涼子、長谷川百々花が、そして4年振りの連続ドラマ出演となる武田鉄矢が8人の前に出現する謎の男・二宮辰之助役を演じる[68][69]。
- 17日
  - 【ヒューマン・ラブストーリー】テレビ朝日系「火曜21時」枠1月期作品として、大石静脚本のオリジナル作品『星降る夜に』を放送開始（全9話、 - 3月14日）。主演を、同局系のドラマ初主演となる吉高由里子が務め、共演及びその相手役には北村匠海を起用する[70]。
  - 【ラブストーリー】TBS系「火曜ドラマ」枠1月期作品として、北川悦吏子オリジナル脚本による『夕暮れに、手をつなぐ』を放送開始（全10話、 - 3月21日）。主役となる九州地方の片田舎育ちの女性・浅葱空豆役を同局連続ドラマ初主演となる広瀬すず、相手となる音楽家を目指す青年・海野音役を永瀬廉（King & Prince）がぞれぞれ演じる[71]。
- 18日 - フジテレビ系
  - （17日深夜）【SF・関東広域圏】フジテレビ「火曜ACTION!」枠で、都市に擬態する世界一大きな生物＜街＞と、その保護官をVFXを駆使した映像で描く新感覚SFモキュメンタリードラマ『City Lives』を放送開始（全3話、 - 2月1日(1月31日深夜)）[72]。保護官役を広田亮平と片山友希が演じる。また、高嶋政宏がナビゲーターとして出演。
  - 【ヒューマン】「水10」枠1月期作品として、福田秀原作の同名漫画をテレビドラマ化した『スタンドUPスタート』を竜星涼の主演で放送開始（全11話、 - 3月29日）。竜星は人間投資家・三星大陽役を演じる。また小泉孝太郎が太陽の兄で三ツ星重工社長を務める三星大海役を、反町隆史が本音の読めない大企業の副社長役をそれぞれ演じる他[73][74]、吉野北人（THE RAMPAGE from EXILE TRIBE）、戸次重幸（TEAM NACS）、鈴木浩介、高橋克実、小手伸也らが出演。初回は15分拡大で放送[75]。
- 19日
  - 【恋愛】読売テレビ制作・日本テレビ系「木曜ドラマ」枠1月期作品として、原秀則の同名漫画をテレビドラマ化した『しょうもない僕らの恋愛論』を放送開始（全10話、 - 3月23日）[76]。主人公の書籍デザイナーで40代前半の独身男性を眞島秀和が演じる。共演に矢田亜希子、中田青渚ら。
  - 【ホームドラマ・BS】BS-TBS（2K・4K）木曜23時30分枠で、連続ドラマ初主演となる紫吹淳がシングルマザーのバーテンダー役を演じる『ママはバーテンダー〜今宵も踊ろう〜』を放送開始（全8話、 - 3月9日）[77]。ゲストとして内藤剛志、勝村政信、奥菜恵、松井愛莉らが出演する[78]。
- 20日
  - （19日深夜）【近畿広域圏・サスペンス】関西テレビ金曜未明（木曜深夜）「EDGE」枠で、沖田臥竜書き下ろし・監修による『インフォーマ』を放送開始（全10話、 - 3月24日(23日深夜)）。主演には連続ドラマ単独初主演となる桐谷健太を起用。元暴力団員の情報屋・木原慶次郎役を演じる。また実話系週刊誌記者・三島寛治役を佐野玲於（GENERATIONS from EXILE TRIBE）が演じる。さらに本作品は動画配信サイト・Netflixで全世界に配信される[79][80]。
  - 【医療】テレビ朝日系「金曜ナイトドラマ」枠1月期作品として、ヨンチャン・竹村優作の同名漫画をテレビドラマ化した『リエゾン -こどものこころ診療所-』を放送開始（全8話、 - 3月10日）[81]。主人公の児童精神科の院長を山崎育三郎が、ドジな研修医を松本穂香がそれぞれ演じる。
- 21日
  - 【グルメ・関東広域圏】TBSの「土曜☆ブレイク」枠（14時 - 14時54分）にて、鈴木もぐら（空気階段）主演の『歯無しのグルメ〜噛まずにとろける美味い店〜』を放送。昨年5月28日に同枠で放送された柔らかいグルメを扱ったドラマの第2弾で、もぐらの相方・水田かたまりが脚本を担当[82]
  - 【ヒューマン】NHK総合「土曜ドラマ」枠で、江戸川乱歩が作家になるまでを描いた『探偵ロマンス』を大阪局（BK）の制作で放送（全4話、 - 2月11日）。濱田岳が後の乱歩となる平井太郎役、草刈正雄が初老の探偵役をそれぞれ演じる他、尾上菊之助、松本若菜、森本慎太郎（SixTONES）、大友康平（HOUND DOG）、石橋静河らが出演[83]。
- 22日
  - 【BS・サスペンス】WOWOWプライム「連続ドラマW」枠で、すえのぶけいこの漫画『ライフ2 ギバーテイカー』をテレビドラマ化した『ギバーテイカー』を放送開始（全5話、 - 2月19日）[84]。主人公の元小学校教諭で愛娘を元教え子に殺害された刑事を中谷美紀が、元教え子でその娘を殺害した殺人鬼を菊池風磨（Sexy Zone）がそれぞれ演じる。
  - 【訃報】
    - 朝日放送制作・TBS系[注 3]『必殺仕置人』や日本テレビ系『太陽にほえろ!』など、時代劇・現代劇を問わず主に悪役として出演した上野山功一（本名・上野山貢之介）がこの日の朝、胃がんのため福島県福島市内の介護施設で死去（89歳没）[85]。
    - 1960年に日本大学卒業後、日活に入社し、野口晴康（1967年没）、中平康（1978年没）などの監督の下で助監督を務めた後に日活がロマンポルノ路線に転換した際の1971年に監督としてデビューし、数々の作品を演出。またテレビドラマでも日本テレビ系「火曜サスペンス劇場」『わが娘が消えた夜』（1985年7月30日放送）などのサスペンス作品の演出を手掛けたこともある映画監督の小沼勝が肺炎のため死去（85歳没）。訃報は2月9日に日活より公表された[86][87]。
- 23日（22日深夜） - 【恋愛・近畿広域圏】朝日放送テレビ「ドラマ+」枠1月期作品として、ムラタコウジの同名漫画を原作とした『アカイリンゴ』を放送開始（全10話、 - 3月27日(26日深夜)）[88]。主演は小宮璃央、共演に川津明日香、新條由芽ら。
- 24日
  - （23日深夜） - 【ヒューマン・関東広域圏】日本テレビ「シンドラ」枠1月期作品として、水橋文美江脚本のオリジナル作品『すきすきワンワン!』を放送開始（全10話、 - 3月28日(27日深夜)）[89]。主役の人生諦めモードの男子を岸優太（King & Prince）が、元愛犬と名乗る謎の男を浮所飛貴（美 少年/ジャニーズJr.）がそれぞれ演じる。
  - 【訃報】1975年に渡辺プロダクション／東芝EMIより双子デュエットアイドル「ザ・リリーズ」として姉の燕奈緒美と共にデビューし、1970年代から1980年代半ばにかけて精力的に活動、テレビドラマではフジテレビ系『銭形平次（大川橋蔵版）』に姉と共に1977年から1年半出演していた経歴を持つ歌手・タレントの燕真由美がこの日、脳腫瘍のため死去（62歳没）[90]。
- 25日（24日深夜） - 【恋愛・関東広域圏】TBS「ドラマストリーム」枠にて、日向きょうの同名漫画をテレビドラマ化した『ブラザー・トラップ』を放送開始（全9話、 - 3月22日(21日深夜)）[91]。主演は久間田琳加、共演に山中柔太朗（M!LK）ら。
- 27日
  - 【警察・サスペンス】テレビ東京系「金曜8時のドラマ」枠で、これまで単発のスペシャルドラマとして3回放送された今野敏原作、中村梅雀主演による『機捜235』を連続ドラマ化、そして同じ今野原作で同様に単発ドラマとして放送され、同枠にて連続ドラマとして放送された内藤剛志主演による『警視庁強行犯係 樋口顕』とのコラボレーションにより『今野敏サスペンス 機捜235×強行犯係 樋口顕』のタイトルで放送開始（全7話、 - 3月10日）。機捜側からは平岡祐太、山本未來、東根作寿英、榎木孝明[注 8]らレギュラー陣に加え、新たに須賀健太が出演。また樋口側からは内藤のほか、佐野岳、片山萌美、小松利昌らが出演する。初回は20時から21時48分までの2時間スペシャルとして放送[92][93][94]。
  - 【訃報】小学館にて編集記者を務めつつ歴史小説を創作し、1964年に発表した『炎環』で第52回直木三十五賞を受賞、NHK大河ドラマでは1979年度『草燃える』（主演：石坂浩二）と1997年度『毛利元就』（主演：三代目中村橋之助（現・八代目中村芝翫））の原案[注 9]を担当した歴史小説家の永井路子（本名：黒板擴子）がこの日、老衰のため死去（94歳没）。訃報は2月9日に明らかとされた[95]。
- 28日 - 【特撮】テレビ東京系・円谷プロダクション制作「ウルトラシリーズ」最新作となる『ウルトラマン ニュージェネレーション スターズ』を土曜9時前半枠で放送開始（ - 6月24日）[96]。
- 29日 - いずれも【訃報】
  - ロックバンド「シーナ&ザ・ロケッツ」のボーカル兼ギタリストであり、また俳優としても1993年のフジテレビ系『愛情物語』、さらに2001年上半期のNHK連続テレビ小説『ちゅらさん』ではロックの師匠役で出演した鮎川誠がこの日早朝、膵臓がんのため死去（74歳没）。訃報は翌30日に公式サイトで公表された[97]。
  -  アメリカ合衆国の女優で、日本でもフジテレビ系やテレビ東京系で放送された米国20世紀フォックステレビジョンとイマジン・エンターテインメント共同制作『24 -TWENTY FOUR-』でFBIの女性捜査官役を演じたアニー・ワーシングがこの日、カリフォルニア州ロサンゼルスで死去（45歳没）。約3年前にがんに罹患したことを公表、療養生活を送っていた[98]。

### 2月
- 4日
  - （3日深夜）【恋愛】テレビ東京系「ドラマ25」枠で、さんずい尺の同名漫画を原作とした『全力で、愛していいかな?』を放送開始（全8話、 - 3月25日(24日深夜)）。桜庭ななみ演じる恋に臆病なアラサー女性と竹財輝之助演じる40代イケオジとのラブストーリーを描く。共演に小田井涼平、藤森慎吾、岩岡徹（Da-iCE）、渡邉理佐ら[99]。
  - 【SP・大河ドラマ】NHKにて、当時のアナログテレビ放送開始から70年、且つ「大河ドラマ」放送開始から60年を記念したドラマ『大河ドラマが生まれた日』を総合テレビにて放送（19時30分 - 20時45分）。金子茂樹が脚本を手掛け、主役となるドラマのアシスタントディレクター・山岡進平役を生田斗真が演じる。他に山岡の直属の上司役で阿部サダヲ、山岡の下宿先の娘役で松本穂香が出演[100][101][102][103]。
- 5日
  - 【BS・大河ドラマ】NHK総合及びNHK BS4K同時放送にてこの日の16時30分 - 17時29分枠でNHK大河ドラマ第1作『花の生涯』[注 10]（1963年、原作：舟橋聖一、主演：二世尾上松緑（1989年没））の第1話（1963年4月7日）のフル映像及び第38話（1963年12月22日・桜田門外の変）の一部映像をカラー化して放送した[100][104]。
  - 【訃報】1959年に創作人形作家となり、NHK総合の人形劇『新八犬伝』（1973年 - 1975年）にて、劇中に登場した「犬塚信乃」ら八犬士や「玉梓が怨霊」などのキャラクターの人形を創作したことで人気を集め、テレビドラマではテレビ朝日系『必殺仕事人V・激闘編』（朝日放送制作）第12話「頼み人は津軽のあやつり人形」（1986年2月14日放送）に人形師役でゲスト出演したり、またTBS系時代劇『浮浪雲』（1990年版）の衣装デザインを担当するなどジャンルを問わず幅広く活動した創作人形師・衣装デザイナーの辻村寿三郎（旧名義：辻村ジュサブロー）がこの日夜遅く、心不全のため広島県三次市内の病院で死去（89歳没）。訃報は13日に明らかになった[105]。
- 8日（7日深夜）
  - 【恋愛・近畿広域圏】毎日放送「ドラマイズム」枠にて、凪良ゆうの同名小説を原作とし、2021年11月から12月に「ドラマ特区」枠で放送された『美しい彼』の続編『美しい彼 シーズン2』を放送開始（全4話、 - 3月1日(2月28日深夜)）[106]。主人公の二人である平良一成（ひら・かずなり）役を萩原利久が、清居奏（きよい・そう）役を八木勇征（FANTASTICS from EXILE TRIBE）がそれぞれ続投。
  - 【ヒューマン・関東広域圏】フジテレビ「火曜ACTION!」枠で、『凋落ゲーム』を放送開始（全4話、 - 3月1日(2月28日深夜)）[107]。主演は菅生新樹、共演に水谷果穂ら。
- 9日 - 【医療・東京都】TOKYO MX（独立局）はこの日同局公式サイトにおいて、TOKYO MX1及び同局公式配信サイト「エムキャス」で1月12日未明（11日深夜）から放送・配信していたゴッドワールドエンターテインメント製作の医療ギャグドラマ『GODドクターNEOX』を打ち切ることを発表。ドラマ内で新型コロナワクチンへの不安を煽る内容の描写が放送されたことで物議を醸していた[108]。
- 10日 - 【BS・オムニバス】WOWOWプライムにて『俳優が、ある休日の1日をどう過ごすか』をテーマに気鋭の脚本家・演出家（監督）が描くオムニバスドラマ“撮休シリーズ”第4弾[注 11]として、主役に杉咲花を迎えて制作する「連続ドラマW-30」『杉咲花の撮休』を放送開始（全6話、 - 3月17日）。本作では演出を松居大悟、今泉力哉、三宅唱の3名が、 脚本を松居、今泉、三宅並びに燃え殻、向井康介、和田清人の計6名がそれぞれ担当する[109][110]。
- 11日 - 【訃報】東映に1983年4月入社以来、フジテレビ系『スケバン刑事』シリーズやテレビ朝日系『味いちもんめ』、『科捜研の女』、『京都迷宮案内』など主にテレビドラマ畑で活動し、その後取締役、常務取締役を経て2020年6月から代表取締役社長を務めていた手塚治がこの日、肺動脈血栓のため死去（62歳没）。訃報は14日に東映から発表され、さらに翌15日には死亡日と死因が同社から発表された[111][112]。
- 13日 - 【帯・SF】NHK総合「夜ドラ」枠の新作として、大間九郎原作・まつだこうた作画の同名漫画（「イブニング」連載）をドラマ化した『超人間要塞 ヒロシ戦記』を放送開始（全20話、 - 3月16日）[113]。主演に同局のテレビドラマ初主演となる高山一実を起用。共演に豆原一成（JO1）、山之内すずら。
- 14日 - 【訃報】1953年に開催された『ミス・ユニバース1953』（アメリカ合衆国・カリフォルニア州ロングビーチ）にて第3位入賞を果たして“八頭身美人”の流行語を生み、その後はファッションモデルなどとして活動、テレビ創成期の1950年代前半に日本テレビ開局2周年記念ドラマ『真夏の夜の夢』（1955年8月26日放送）に準主役として出演した経歴を持つ元ファッションモデル・実業家の伊東絹子（結婚後の本名：松村絹子）がこの日、心不全のため東京都内の病院で死去（90歳没）。訃報は21日に公表された[114]。
- 15日 - 【訃報】日本大学芸術学部在学時に劇団を旗揚げして俳優として活動を始め、また声優やナレーターとしても数多くのテレビアニメやコマーシャルなどに出演、俳優としてもフジテレビ系『マグマ大使』（1966年、ピー・プロダクション制作）や『スケバン刑事III 少女忍法帖伝奇』（1986年 - 1987年、東映制作）などに、声優としてはNET系『人造人間キカイダー』（1972年 - 1973年、東映制作）『キカイダー01』（1973年 - 1974年、同）『イナズマン』（同）、読売テレビ制作・日本テレビ系『超人バロム・1』（1972年、東映制作）などに出演した経歴を持つ声優・俳優の飯塚昭三がこの日午前、急性心不全のため死去（89歳没）。訃報は28日に所属事務所のシグマ・セブンから公表された[115]。
- 20日 - 【訃報】TBS系『水戸黄門』、テレビ朝日系『必殺シリーズ』、『遠山の金さん』（前者は朝日放送テレビ制作）など、主に時代劇で悪役として活躍し、独特の風貌や演技力の高さで存在感を示していた時代吉二郎（旧芸名：浜伸二・浜伸詞、本名：濱田昇三）がこの日の夜、心不全のため大阪府堺市内の病院で死去（80歳没）。訃報は26日に明らかになった[116]。
- 22日 - 【訃報】1980年に大阪芸術大学を卒業し、笑福亭鶴瓶に入門し落語家となり、主に新作落語で高座を務める一方、タレントとしても大川慶次郎（競馬評論家、1999年没）やアントン・ウィッキー（国際比較学者）などのモノマネで人気を集める傍ら、テレビドラマではフジテレビ系『女ねずみ小僧』（1989年、C.A.L制作）やNHK連続テレビ小説『カムカムエブリバディ』（2021年後期、BK制作）などに出演するなどジャンルを問わず幅広く活動した落語家・タレントの笑福亭笑瓶（本名：渡士洋）がこの日午前、急性大動脈解離のため死去（66歳没）[117]。
- 24日（23日深夜） - 【恋愛・近畿広域圏】毎日放送「ドラマ特区」枠にて、亀奈ゆう / COMIC ROOMの同名漫画をテレビドラマ化した『バツイチがモテるなんて聞いてません』を放送開始（全6話、 - 3月31日(30日深夜)）[118]。主演は高梨臨、共演に綱啓永、塩野瑛久ら。
- 25日
  - 【学園・関東広域圏】日本テレビ「Zドラマ」枠にて『沼る。港区女子高生』を放送開始（全5話、 - 3月25日）[119]。主演は桜田ひより。
  - 【訃報】1960年代より声優として活動し、テレビアニメ作品への出演や外国映画の日本版テレビ放送において外国人俳優のアテレコを担当するなどし、テレビドラマではNHKのスペシャルドラマ『負けて、勝つ 〜戦後を創った男・吉田茂〜』（2012年）にて劇中のアナウンサーの声を担当するなど幅広く活動した声優の千田光男がこの日、虚血性心不全のため死去（82歳没）。訃報は28日に所属事務所の81プロデュースより公表された[120]。
- 25日 - 3月18日 - 【ローカル・北海道】北海道テレビ（HTB、テレビ朝日系）が開局55周年を記念して、札幌が舞台の喜多みどり原作の同名小説を実写化した『弁当屋さんのおもてなし』を4週にわたり放送（1話30分。いずれも10時40分 - 11時10分）。心に深い傷を負い東京から札幌に転勤してきた女性・小鹿千春役を久保田紗友、千春の相手となる弁当屋の店員・大上祐輔（ユウ）役を飯島寛騎、弁当屋の常連客・黒川晃役を戸次重幸（TEAM NACS）といずれも札幌出身の3人が出演。また全話の放送が終了した後にNetflixで配信される。なおHTBは放送終了後の3月19日、同ドラマのシーズン2制作を決定したことを発表した[121][122][123][124]。
- 26日（25日深夜）・27日（26日深夜） - 【恋愛・SP・近畿広域圏】朝日放送テレビでは、スペシャルドラマとして2022年3月に放送された『今夜、わたしはカラダで恋をする。』の第2弾、『今夜、わたしはカラダで恋をする。Season2』を2夜連続で放送[125][126][127]。

### 3月

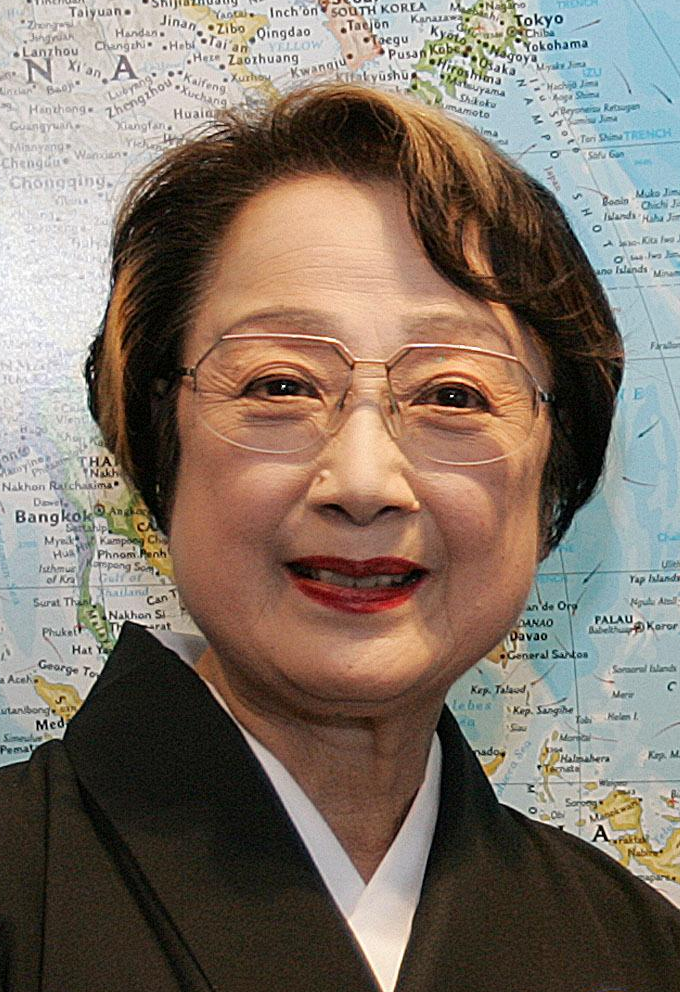
扇千景死去（3月9日、89歳没。写真は2006年8月撮影）

- 2日（1日深夜） - 【恋愛・コメディ】テレビ東京系「水ドラ25」枠で、三浦直之のオリジナル脚本で、合コンをテーマに、タイプの異なる女性3人が飲み会を通じて男性と出会いながら成長していくコメディ『とりあえずカンパイしませんか?』を放送開始（全4話、 - 3月23日(22日深夜)）。主演を白石聖が務め、朝倉あきと北野日奈子が共演[128]。
- 3日
  - （2日深夜）【グルメ・旅行】テレビ東京系「木ドラ24」枠で、『絶メシロード 出張編』が2週連続（ - 3月10日(9日深夜)）で放送。「ドラマ25」枠にて2020年・2022年に放送された『絶メシロード』の特別編。濱津隆之演じる主人公の須田民生が出張先の佐賀県で知り合った強面の男・鮫島（演じるのは佐賀県出身の白竜[129]）と絶メシめぐりをする。民生の妻・佳苗役の酒井若菜も引き続き出演[130]。
  - 【訃報】1979年にテレビ朝日に入社以来主にテレビドラマ畑で活躍し、現在season21が放送中の『相棒』ではチーフプロデューサーを担当している他、『臨場』などの連続ドラマ、「土曜ワイド劇場」枠で放送された『タクシードライバーの推理日誌』や『終着駅シリーズ』などを手掛けた同局ストーリー制作部所属の佐藤凉一がこの日死去（66歳没）。訃報は9日に明らかになった[131]。
- 4日
  - 【ファッション】東海テレビ制作・フジテレビ系「土ドラ」枠にて、オーツカヒロキの漫画『バックステージ・イン・ニューヨーク』をテレビドラマ化した『自由な女神-バックステージ・イン・ニューヨーク-』を放送開始（全4話、 - 3月26日(25日深夜)）[132]。主演は井桁弘恵、共演に武田真治、古川雄輝ら。
  - 【スポーツ・ローカル・福岡県】テレビ西日本（TNC、フジテレビ系）で、同局開局65周年と共に福岡ソフトバンクホークス球団創設85周年及び福岡ドーム（現・福岡PayPayドーム）開業30周年を記念したテレビドラマ『1回表のウラ』を同局と同球団の共同制作により、25日までの4週にわたって放送（1話30分、いずれも17時 - 17時30分）。戦力外通告を受け球団職員に転身したプロ野球選手役を福山翔大が演じ、吉本実憂、カンニング竹山、豊永阿紀（HKT48）、石橋凌らが共演。さらにホークス一軍監督の藤本博史や柳田悠岐、今宮健太、牧原大成などの選手、球団パフォーマンスチーム「ハニーズ」も登場する[133][134][135]。
  - 【グルメ・ローカル・中京広域圏】中京テレビ 土曜 23時30分 - 24時枠にて、山崎樹範主演の『君が、おにぎり好きだから。』を放送開始（全4話、 - 3月25日）。名古屋への単身赴任となった山崎演じる主人公・白田聡志が、地元の名物に詳しい部下の協力を得ながら、おにぎりを通して東京に残った妻の機嫌を直そうという内容。共演に磯山さやか、宮﨑優ら[136]。
- 5日 - 【特撮】テレビ朝日系・東映制作の老舗特撮シリーズ「スーパー戦隊シリーズ」第47作として、シリーズ初の「王様」と「昆虫」をモチーフとした『王様戦隊キングオージャー』を放送開始（全50話、 - 2024年2月25日）[137]。
- 8日（7日深夜）
  - 【恋愛・近畿広域圏】毎日放送「ドラマイズム」枠にて、米代恭の同名漫画をテレビドラマ化した『往生際の意味を知れ!』を放送開始（全8話、 - 4月26日(25日深夜)）[138]。主演は見上愛と青木柚。
  - 【サスペンス・関東広域圏】フジテレビ「火曜ACTION!」枠で、『#who am I』を放送開始（全3話、 - 3月22日(21日深夜)）[139]。主人公の記憶を失った女子大生インフルエンサーを連続ドラマ単独初主演となる関水渚が演じる。
- 9日 - 【訃報】1954年に宝塚歌劇団公演『春の踊り』で初舞台を踏み、宝塚俳優として数々の舞台に立ち、劇団を離れた1959年に女優・タレントとして活動を再開、テレビドラマではNHK連続テレビ小説『たまゆら』（1965年）やフジテレビ系「日立カラー劇場」『暖春』（1968年）など数々の作品に出演、また1977年の参議院選挙にて自由民主党公認で出馬し初当選後には政治家としても活動して閣僚や参議院議長を務めるなどマルチに活動した俳優・司会者・タレント・政治家の扇千景（本名：林寛子）がこの日、食道胃接合部がんのため東京都内の病院で死去（89歳没）。訃報は13日に松竹から発表された[140]。
- 12日 - 【訃報】1960年代からジュニアモデルとして雑誌などに出演、タレントとして1980年代初めにフジテレビ系『競馬中継』サブ司会者やヤマダイ「ニュータッチヌードル」のCMなどで活躍、テレビドラマでは劇団若草在籍時の女優デビュー作『泣かないで!かあちゃん』（1970年、NET・東映）を皮切りに『天下御免』（1971年 - 1972年、NHK総合）など数々の作品に出演した女優・タレントの津山登志子（本名：鈴木登志子）がこの日、心臓発作のため滞在先の マレーシア・クアラルンプール市内の病院で死去（69歳没）[141]。
- 13日 - 【サスペンス】NHK BS4Kにて、有吉佐和子の同名小説を原作とし、1978年にテレビ朝日系で、2012年にTBS系でテレビドラマ化された『悪女について』を放送（21時 - 22時29分）[142]。主演はNHKのドラマ初主演となる田中みな実、共演に木竜麻生、吉沢悠ら。また、NHK総合「ドラマ10」枠にて6月27日と7月4日に再編集版を放送[143]。
- 15日 - 【訃報】1979年にフジテレビ系で放送された『芳べえ物語』など多数のテレビドラマの脚本を手掛け、晩年は「シナリオ・センター」所長として後進ライターの育成にも尽力した脚本家の後藤千津子がこの日未明、老衰のため横浜市内の自宅で死去（89歳没）。訃報は20日に判明した[144]。
- 17日 - 【サスペンス】フジテレビ系・大映テレビ制作の「赤い霊柩車シリーズ」（1992年放送開始、原作：山村美紗〈1996年没〉、主演：片平なぎさ）は、この日放送の『放送開始30周年記念 山村美紗サスペンス39 赤い霊柩車 FINAL〜弔の京人形〜』（20時 - 21時52分）をもってシリーズ30年の歴史に幕[145][146]。神田正輝、大村崑、山村紅葉、若林豪といったレギュラーメンバーに加え、今作のゲストとして榎木孝明と松下由樹が出演した[147]。
- 18日 - 【BS・サスペンス】BS-TBS（2K・4K）「土曜サスペンス」枠にて、石ノ森章太郎の漫画『HOTEL』を原作としたスピンオフドラマ『ホテルマン東堂克生の事件ファイル〜日光鬼怒川温泉殺人事件〜』を放送（19時 - 20時54分）。昨年1月に放送された「八ヶ岳リゾート殺人事件」に続く第2弾で、主人公である「プラトン鬼怒川」支配人・東堂克生役を内藤剛志が演じる。共演に小林綾子、松井愛莉ら[148]。
- 19日 - 【BS】
  - 【ヒューマン】NHK BSプレミアム・BS4K「プレミアムドラマ」枠にて、源孝志の小説を原作とし、源自身が脚本・演出も手掛ける『グレースの履歴』を放送開始（全8回、 - 5月7日）。ドラマでは妻を交通事故で亡くした男性が亡き妻の愛車で日本各地を旅し、自身の過去と妻の思いをたどるロードムービーとして描く。主人公・蓮見希久夫役を滝藤賢一、希久夫の亡き妻・美奈子役を尾野真千子がそれぞれ演じる[149]。
  - 【社会問題・サスペンス】WOWOWプライム「日曜連続ドラマW」枠で、野木亜紀子のオリジナル脚本で、沖縄県の基地問題や米兵による性的暴行事件などを題材とした『フェンス』を放送開始（全5話、 - 4月16日）。松岡茉優が東京から沖縄にやって来た雑誌ライター役を、宮本エリアナが沖縄育ちの女性バディ役をそれぞれ演じる[150]。
- 20日 - 【ミステリー・BS】NHK BS4Kにて、東野圭吾の小説『天使の耳』をテレビドラマ化した『天使の耳〜交通警察の夜』を放送（前編・20時 - 21時29分、後編・21時30分 - 22時59分）[151]。主演は小芝風花、共演に安田顕ら。また、6月10日・17日にはNHK BSプレミアムで、2024年4月にはNHK総合「ドラマ10」枠でそれぞれ放送。
- 22日 - 【訃報】1968年にファッションモデルとしてデビューし、資生堂専属モデルとして男性化粧品「MG5」のCMに出演して人気を博し、また俳優としてもTBS・円谷プロダクション制作の『帰ってきたウルトラマン』（1971年4月 - 1972年3月）にてウルトラマンジャックに変身するMAT隊員・郷秀樹役で主演、また日本テレビ・日本現代企画制作のテレビドラマ『少年探偵団』（1975年10月 - 1976年3月）では怪人二十面相を、フジテレビ・東映制作の『ロボット8ちゃん』（1981年10月 - 1982年9月）ではロボット研究所の所長、青井博士をそれぞれ演じるなど数多くのテレビドラマ作品に出演し、ジャンルを問わず活動した俳優・ファッションモデル・歌手の団時朗（旧芸名：団次郎、本名：村田秀雄）がこの日早朝、肺がんのため死去（74歳没）。訃報は24日に所属事務所のアルファエージェンシーから発表された[152][153]。
- 23日 - 【訃報】1949年に女子美術大学卒業後、「民衆藝術劇場」第1期生として初舞台を踏み、1950年に民衆藝術劇場を母体として結成された「劇団民藝」に参加し、宇野重吉（1988年没）や滝沢修（2000年没）、大滝秀治（2012年没）らと共に劇団の看板役者として舞台を中心に俳優活動を展開、テレビドラマではTBS系「東芝日曜劇場」『おんなの家』シリーズ（1974年 - 1993年）を始め、数々の作品に出演するなど幅広いジャンルで活動した舞台俳優で劇団民藝代表の奈良岡朋子がこの日夜、肺炎のため東京都内の病院で死去（93歳没）。訃報は29日に公表された[154]。
- 24日
  - 【サスペンス】テレビ東京系で、沢村一樹が事件で妻を殺害した容疑者を追いかける元刑事・獅子舞亘役を演じたサスペンスドラマ『ペルソナの密告 3つの顔をもつ容疑者』を放送（20時 - 21時48分）。また亘の娘で解離性同一性障害（DID)を持つ高校生・獅子舞音役を畑芽育、さらに音と同様に解離性同一性障害をもつ青年容疑者・元村周太役を竹内涼真がそれぞれ演じた[155][156][157]。
  - 【ヒューマン・社会問題】NHK総合にて、月経を題材にしたドラマ『生理のおじさんとその娘』を放送（22時 - 23時15分）。出演は原田泰造（ネプチューン）、上坂樹里、齋藤潤ら[158]。
  - 【BS】WOWOWプライム
    - 【恋愛・グルメ】「連続ドラマW-30」枠にて、磯谷友紀の同名漫画をテレビドラマ化した『ながたんと青と-いちかの料理帖-』を放送開始（全10話、 - 5月26日）[159]。主演は門脇麦。
    - 【サスペンス】金曜23時30分枠にて、中村明日美子の同名漫画をテレビドラマ化した『ウツボラ』を放送開始（全8話、 - 5月12日）[160]。主演の前田敦子が飛び降り自殺で死亡する女性とその妹の一人二役を演じる。

  - 【訃報】1954年頃に東宝に美術助手アルバイトとして入職、1957年に特技監督・円谷英二（1970年没）の下で光学作画技術者として『ゴジラ』シリーズや『太平洋奇跡の作戦 キスカ』など多くの映画を担当、テレビドラマではTBS・円谷プロダクション制作の「ウルトラシリーズ」〈『ウルトラQ』（1966年）から『ウルトラセブン』（1967年）〉や日本テレビ・国際放映制作の『西遊記』（1978年）などの作品で特撮光学技術を担当した光学合成技師の飯塚定雄がこの日、誤嚥性肺炎のため死去（88歳没）[161][162]。
- 25日・26日 - 【SP・伝記】テレビ朝日系にて「日本の食卓」を変えた2人の女性を描くSPドラマ『キッチン革命』を2夜連続で放送[163]。第1夜では計量カップや計量スプーンを開発した女性医師・香川綾（1997年没）を、第2夜ではダイニングキッチンを発明した日本初の女性建築家・浜口ミホ（1988年没）をそれぞれモデルに描く。主演は葵わかな（第1夜）と伊藤沙莉（第2夜）がそれぞれ務め、第1夜の共演に林遣都、杉本哲太、石田ひかり、伊東四朗、筒井真理子、美村里江、和田正人、渡部篤郎ら、第2夜の共演に成田凌、中村アン、戸塚純貴、佐藤寛太、毎熊克哉、板尾創路、寺島進、北村一輝ら。また、薬師丸ひろ子がそれぞれのヒロインをつなぐ存在として出演。
- 25日
  - 【医療・BS】NHK BS4KのBS4Kドラマとして、丹後半島にある京都府伊根町を舞台にした藤岡陽子原作、桜井ユキ主演の『満天のゴール』を放送[164]。共演に加藤シゲアキ（NEWS）、風吹ジュン、柄本明ら。また、NHK総合「ドラマ10」枠にて9月19日・26日に再編集版が放送された。
  - 【ヒューマン・近畿広域圏】関西テレビで、2010年から開始された千原ジュニアがナニワの貸金業・萬田銀次郎役を演じるヒューマンドラマ『新・ミナミの帝王』の最新作で第22弾となる『新・ミナミの帝王 銀次郎の新たな敵は神様!?』を関西ローカルで放送（14時57分 - 17時）。今回は宗教団体の闇に銀次郎が迫る。銀次郎のパートナー・坂上竜一役の大東駿介の他、若月佑美、赤井英和らが出演[165]。
  - 【訃報】木下惠介プロダクション（後のドリマックス・テレビジョン、現・TBS SPARKLE）を経てフリーの脚本家としてTBS系『コメットさん（大場久美子版）』や『親子ゲーム』、『とんぼ』、フジテレビ系「木曜劇場」枠『オレゴンから愛』、テレビ朝日系「木曜ドラマ」枠『外科医 柊又三郎』など多数のテレビドラマの脚本を手掛け、晩年は映画監督としても活動した黒土三男がこの日の夜、多臓器不全のため千葉県浦安市内の自宅で死去（76歳没）。訃報は4月3日に明らかになった[166][167]。
- 29日（28日深夜） - 【恋愛・関東広域圏】TBS「ドラマストリーム」枠にて、本山久美子原作、美園作画の同名漫画をテレビドラマ化した『私がヒモを飼うなんて』を放送開始（全8話、 - 5月17日(16日深夜)）[168]。主演は井桁弘恵、共演に一ノ瀬颯、西垣匠、トリンドル玲奈ら。
- 30日 - 【訃報】本業の落語家だけではなく、フジテレビ系「木曜劇場」枠『任侠ヘルパー』や同系「月9」枠『HERO』などに俳優として出演した経歴をもつ橘家二三蔵（旧高座名：桂小多み・桂楽之助、本名：寺田多三男）がこの日夕方、誤嚥性肺炎のため死去（77歳没）。訃報は1週間後の4月6日に所属する落語協会から発表された[169]。

### 4月

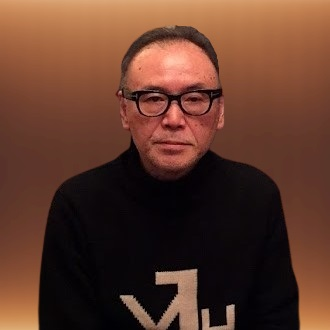
竹山洋死去（4月12日、76歳没。写真は2016年2月撮影）

- 1日 - 【グルメ・コメディ・BS】BS松竹東急「土曜ドラマ」枠4月期作品として、瀬戸口みづき原作の同名4コマ漫画をテレビドラマ化した『めんつゆひとり飯』を放送開始（全13話、 - 6月24日）。主役の面倒臭りなズボラ女子・面堂露役をドラマ初主演となる鞘師里保が演じる[170]。
- 3日
  - NHK
    - 【朝ドラ】令和5年度前期NHK連続テレビ小説として、日本の植物学の父として知られる植物学者：牧野富太郎（1862年 - 1957年）の生涯をモチーフに描く『らんまん』（脚本：長田育恵）を放送開始（NHK総合・BSプレミアム・BS4K）（全130話（全26週）、 - 9月29日）。牧野の出身地である高知県から物語が始まる同作は、主演となる「槙野万太郎」役には神木隆之介を起用[171][172][注 12]。共演に浜辺美波、志尊淳、広末涼子、島崎和歌子、寺脇康文、松坂慶子、牧瀬里穂、宮澤エマら[173][174][175]。また語りを宮崎あおいが務める[176]。
    - 【帯・恋愛・ヒューマン】総合テレビ「夜ドラ」枠で、雨隠ギドの同名漫画を原作とし、同期にテレビアニメ化[注 13]もされた『おとなりに銀河』を放送開始（全32話、 - 5月25日）。主役の売れない漫画家役を佐野勇斗が演じる[177]。

  - 【グルメ・BS】BS松竹東急「月曜ドラマ」枠4月期作品として、羽鳥まりえの漫画『半熟ファミリア 腹ペコ兄妹の熟成レシピ』をテレビドラマ化した『半熟ファミリア』を放送開始（全13話、 - 6月26日）[178]。主演は平祐奈。
- 4日 - 【刑事・SP】テレビ朝日系にて2016年から2022年まで6シーズン「木曜ミステリー」枠[注 14]にて放送された内藤剛志主演のドラマシリーズ『警視庁・捜査一課長』のスペシャル第9弾を放送（20時 - 21時54分）[179]。
- 5日
  - （4日深夜）【ホラー・サスペンス】テレビ東京系「ドラマチューズ!」枠4月期作品として、ホラーサスペンスドラマ『何かおかしい2』を放送開始（全12話、 - 6月21日(20日深夜)）[180]。2022年6 - 7月に同枠で放送された『何かおかしい』のシーズン2となるが、舞台をネットラジオに移し、主演でプロデューサー上村役の浅利陽介、ディレクター土屋役の津田寛治らが新たに出演するほか、シーズン1の主演であった濱正悟（第5話より）、松尾諭らが続投する。2022年8月12日からParaviで先行配信されている[181][182]。
  - 【刑事】テレビ朝日系「水曜21時」枠4月期作品として、井ノ原快彦（20th Century）主演の『特捜9』のseason6を放送開始（全9話、 - 5月31日）[183][184]。共演はこれまでのシリーズから引き続いて羽田美智子、田口浩正、吹越満、山田裕貴、中越典子、原沙知絵、中村梅雀、津田寛治、向井康二（Snow Man）、深川麻衣らが続投。
- 6日
  - （5日深夜）テレビ東京系
    - 【ヒューマン】「水ドラ25」枠4月期作品として、朝井麻由美の同名エッセイを原作とし、江口のりこ主演で2021年に「ドラマ25」枠で、2022年に「水ドラ25」枠で放送された『ソロ活女子のススメ』の第3作、『ソロ活女子のススメ3』を放送開始（全12話、 - 6月22日(21日深夜)）[185]。
    - 【青春】木曜（水曜深夜）3時20分 - 3時50分枠にて[186]、愛染マナの同名漫画を原作とする『俺の美女化が止まらない!?』を放送開始（全8話、 - 5月25日(24日深夜)）。大学進学を機に女装デビューしてしまった斉藤晴臣役をテレビドラマ初主演の楽駆が演じる。2023年2月1日からParaviで先行配信されている[187]。

  - いずれも【訃報】
    - 1972年に東京放送（現・TBS）に入社以来テレビドラマ畑一筋で活躍し、『3年B組金八先生』シリーズや『男女7人夏物語』、『ビューティフルライフ』など数多くの作品の演出を手掛け、また映画『手紙』や『余生』、『食べる女』などの監督も務めた生野慈朗がこの日、間質性肺炎のため死去（73歳没）。訃報は翌7日に判明した。関係者の話としてかねてから病気療養中だったという[188][189]。
    - 1950年代後半に詩集『返礼』にて詩壇に颯爽と登場し、1970年代からは『波うつ土地』、『立切れ』などを上梓して小説家としても活動を始め、また脚本家としても1972年の記録映画『札幌オリンピック』（製作：ニュース映画製作者連盟、総監督：篠田正浩）などを手掛け、1983年には同年の第38回芸術祭優秀賞を受賞したNHKドラマ『話すことはない』（主演：岸惠子）の原作者でもある詩人・小説家・脚本家の富岡多恵子（本名：菅多惠子）がこの日、老衰のため死去（87歳没）[190]。
- 7日（6日深夜）
  - 【グルメ】テレビ東京系「木ドラ24」枠4月期作品として、2021年1月期に「ドラマホリック!」枠で放送された桐山照史（ジャニーズWEST）主演による『ゲキカラドウ』の続編作品『ゲキカラドウ2』を放送開始（全12話、 - 6月23日(22日深夜)）。前作から森田甘路、前川泰之、平田満が続投するほか、新たに福本大晴（Aぇ! group）、高田純次、土村芳が加わる[191][192]。
  - 【恋愛・近畿広域圏】毎日放送「ドラマ特区」枠にて、soraの同名漫画をテレビドラマ化した『墜落JKと廃人教師』を放送開始（全9話、 - 6月2日(1日深夜)）[193]。主演は橋本涼（HiHi Jets / ジャニーズJr.）、共演に髙石あかりら。
- 8日
  - 【ヒューマン】（7日深夜）
    - 日本テレビは新ドラマ枠「金曜ドラマDEEP」を新設。その第1弾としてイギリス・BBCで2015年と2017年に放送された『女医フォスター 夫の情事、私の決断』をリメイクした『夫婦が壊れるとき』を放送開始（全13話、 - 7月1日(6月30日深夜)）[194]。主演は稲森いずみ。
    - テレビ東京系「ドラマ24」枠4月期作品として、古谷実の同名漫画をテレビドラマ化した『シガテラ』を放送開始（全12話、 - 6月24日(23日深夜)）[195]。主演は醍醐虎汰朗。

  - 【ホーム】東海テレビ制作・フジテレビ系「土ドラ」枠4月期作品として、高口里純の同名漫画をテレビドラマ化した『グランマの憂鬱』を放送開始（全8話、 - 5月27日）[196]。18年ぶりの連続ドラマ主演となる萬田久子が姑役を、足立梨花が嫁役を演じるほか、加藤柚凪、モト冬樹らが出演。主題歌はTHE ALFEEの『鋼の騎士Q』が使用される[197]。
  - 【BS・ヒューマン・スポーツ】WOWOWプライム土曜22時枠にて、クロマツテツロウの同名漫画をテレビドラマ化した『ドラフトキング』を放送開始（全10話、 - 6月10日）[198]。主演はムロツヨシと宮沢氷魚。
- 9日
  - 【ヒューマン・コメディ】日本テレビ系「日曜ドラマ」枠4月期作品として、若林正恭（オードリー）と山里亮太（南海キャンディーズ）の半生を描く『だが、情熱はある』を放送開始（全12話、 - 6月25日）。1月31日に同局で放送された『午前0時の森』（若林が火曜MCを担当、山里がゲスト出演）の番組内で制作・放送がサプライズ発表された[199]。若林役を髙橋海人（King & Prince）、山里役を森本慎太郎（SixTONES）、さらに若林の相方・春日俊彰役を戸塚純貴、山里の相方・山崎静代役を富田望生がそれぞれ演じる[200][201][202]。
  - 【恋愛・近畿広域圏】朝日放送テレビ制作「ドラマL」4月期作品として、星来のWeb漫画『ガチ恋粘着獣〜ネット配信者の彼女になりたくて〜』をテレビドラマ化した『ガチ恋粘着獣』を放送開始（全10話、 - 6月11日）[203]。
  - 【SP・ヒューマン】TBS系で、石井ふく子プロデュース、山本むつみ脚本による『ひとりぼっち -人と人をつなぐ愛の物語-』を放送（21時 - 22時48分）。石井作品初出演となる相葉雅紀（嵐）が15歳で両親も家も失った青年・杉信也役を[204][205]、ヒロイン役を上戸彩、おにぎり屋の店主役を坂本冬美がそれぞれ演じるほか、一路真輝[206]、仲野太賀、船越英一郎[207]、えなりかずき、角野卓造、中田喜子、藤田朋子らが共演。また語りを石坂浩二が務める[208]。
  - 【SF・オムニバス】NHK BSプレミアムにて、漫画家の藤子・F・不二雄（1996年没）の生誕90周年を記念し、『藤子・F・不二雄 SF短編ドラマ』として藤子が発表したSF短編作品の中から10作品を実写ドラマ化して放送（各回15分、全12回、 - 4月30日、6月4日・11日）。第1次発表タイトルとして『流血鬼』（前後編、出演：金子大地、堀田真由、加藤清史郎他）『昨日のおれは今日の敵』（出演：塚地武雅他）『テレパ椎』（出演：水上恒司他）『定年退食』（出演：加藤茶、井上順他）『メフィスト惨歌』（出演：又吉直樹、鈴木杏、遠藤憲一他）がラインナップされている[209]。また、4月放送分については5月29日から6月8日までNHK総合「夜ドラ」枠でも放送された[210]。
- 10日
  - 【教育】フジテレビ系「月9」枠4月期作品として、長岡弘樹の同名小説を原作とし、2020年と2021年にスペシャルドラマとして放送され、木村拓哉が警察学校の鬼教官・風間公親役を演じて好評を博した『教場』を連続ドラマ化し、『風間公親-教場0-』のタイトルで放送開始（全11話、 - 6月19日）。今作は風間が警察学校教官就任前の刑事指導官時代を描く。またスペシャルドラマに引き続き、君塚良一が脚本を、中江功が演出を担当[211]。風間の部下となる新人刑事役として新垣結衣、赤楚衛二、北村匠海、白石麻衣、染谷将太が出演する[212][213]。初回は30分拡大（21時 - 22時24分）[214]。また6月26日には特別編を放送した（20時 - 21時48分）[215]。
  - 【グルメ】テレビ東京系「ドラマプレミア23」枠4月期作品として、おかざき真里の同名漫画をテレビドラマ化した『かしましめし』を放送開始（全8話、 - 5月29日）[216]。主演は前田敦子、共演に成海璃子、塩野瑛久ら。
- 12日
  - （11日深夜）【犯罪・コメディ・関東広域圏】フジテレビ「火曜ACTION!」枠で、本郷奏多が表の顔は一流家庭教師だが実際は天涯孤独の詐欺師である松田郷役を演じるブラックコメディ『クライムファミリー』を放送開始（全4話、 - 5月3日(2日深夜)）。共演として犯罪一家・佐々木家の父親役を大倉孝二、母親役を真飛聖、長女役を吉田美月喜、長男役を荒木飛羽がそれぞれ演じる[217][218][219]。
  - 【経済】日本テレビ系「水曜ドラマ」枠4月期作品として、奥乃桜子の小説『それってパクリじゃないですか? 〜新米知的財産部員のお仕事〜』をテレビドラマ化した『それってパクリじゃないですか?』を放送開始（全10話、 - 6月14日）[220]。主演は芳根京子、共演に重岡大毅（ジャニーズWEST）、常盤貴子、福地桃子ら。また野球解説者で元横浜DeNAベイスターズ一軍監督の中畑清がソフトボール部監督役で第1話にゲスト出演した[221]。
  - 【ラブコメディ】フジテレビ系「水10」枠4月期作品として、柴なつみ原作の同名漫画をテレビドラマ化した『わたしのお嫁くん』を波瑠の主演で放送開始（全11話、 - 6月21日）[222]。共演に高杉真宙、宇梶剛士、富田靖子ら[223]。初回は15分拡大（22時 - 23時9分）[224]。
  - 【訃報】早稲田大学卒業後に旅行代理店社員や雑誌記者など職を転々とした後に1973年頃から脚本を書き始め、テレビドラマでは日本テレビ系「火曜サスペンス劇場」『狂った信号』（1984年）やNHK大河ドラマ『秀吉』（1996年）、『利家とまつ〜加賀百万石物語〜』（2002年）など数々の作品を担当したことで知られた脚本家の竹山洋（本名：武田淳一）がこの日夜遅く、敗血症性ショックのため東京都新宿区内の病院で死去（76歳没）。訃報は17日に明らかにされた[225][226]。所属事務所によると数日前に体調を崩して入院。入院後も仕事を精力的にこなしていたが11日に容体が急変したという[227][228]。
- 13日
  - （12日深夜）【恋愛・グルメ】テレビ東京系「ドラマParavi」枠4月期作品として、美波はるこの同名漫画をテレビドラマ化した『隣の男はよく食べる』を放送開始（全12話、 - 6月29日(28日深夜)）[229]。倉科カナと菊池風磨（Sexy Zone）のダブル主演。
  - 【編成・朝ドラ】この日7時52分ごろ、北朝鮮弾道ミサイル発射を受けて日本政府による「北海道付近にミサイル落下の恐れあり」とした全国瞬時警報システム（Jアラート）が発令されたことに伴う警報画面切り替えのため、NHK総合『らんまん』は通常の本放送枠（8時 - 8時15分）が休止となり、再放送枠である12時45分 - 13時に振替となった[注 15][230]。
  - 【刑事】テレビ朝日系「木曜ドラマ」枠4月期作品として、2020年1月期に同枠で放送された『ケイジとケンジ 所轄と地検の24時』の続編『ケイジとケンジ、時々ハンジ。』を放送開始（全9話、 - 6月8日）。前作に引き続き福田靖が脚本を担当、桐谷健太が主演を務めるほか、西村元貴、北村有起哉、岡崎紗絵、比嘉愛未、古田新太、伊藤淳史らが出演する[231][232]。
  - 【恋愛】フジテレビ系「木曜劇場」枠4月期作品として、ハルノ晴の同名漫画をテレビドラマ化した『あなたがしてくれなくても』を放送開始（全11話、 - 6月22日）[233]。主演に同局の連続ドラマ初主演となる奈緒、共演に永山瑛太、岩田剛典、田中みな実ら。また6月29日には特別編を放送した[234]。
  - 【法曹界】読売テレビ制作・日本テレビ系「木曜ドラマ」枠4月期作品として、小谷暢亮と本田隆朗のオリジナル脚本による『勝利の法廷式』を放送開始（全10話、 - 6月15日）[235]。主人公の元子役の弁護士を志田未来が、謎の脚本家を風間俊介がそれぞれ演じる。
- 14日（13日深夜） - 【近畿広域圏・コメディ・グルメ】関西テレビ金曜未明（木曜深夜）「EDGE」枠で、『全ラ飯』を放送開始（全12話、 - 6月30日(29日深夜)）[236]。主演にテレビドラマ初出演にして初主演となる近藤頌利を起用、総監督を藤井道人が務める。
- 15日
  - （14日深夜）【コメディ】テレビ東京系「ドラマ25」枠4月期作品として、那多ここねの同名漫画を原作とし、同局でテレビアニメ化[注 16]もされた『クールドジ男子』を放送開始（全12話、 - 7月1日(6月30日深夜)）[237]。将来に悩む大学生・一倉役を中本悠太（NCT 127）、ストイックなイケメン高校生役を藤岡真威人、専門学校生・四季役を川西拓実（JO1）、真面目な会社員役を桜田通がそれぞれ演じる[238]。
  - 【コメディ】テレビ朝日系「オシドラサタデー」枠4月期作品として、津村マミの同名漫画を原作とし、2021年4月期に同枠で放送され、横山裕（関ジャニ∞）が売れない漫画家役を、川原瑛都が訳あって一人暮らしをしている幼稚園児（今作より小学生）役を演じた『コタローは1人暮らし』の続編作品となる『帰ってきたぞよ!コタローは1人暮らし』を放送開始（全9話、 - 6月10日）[239]。
  - 【訃報】歌舞伎役者の三世市川左團次（1969年没）の長男として出生し、1947年に五代目市川男寅を名乗って初舞台を踏み、1962年に5代目市川男女蔵を、1979年に四代目市川左團次をそれぞれ襲名、歌舞伎だけでなくテレビドラマにも積極的に出演し、NHK大河ドラマ『義経』（2005年）の金売吉次役や、テレビ東京系「新世紀ワイド時代劇」の『宮本武蔵』（2001年1月2日）の池田輝政役などを演じたことでも知られた歌舞伎役者の四世市川左團次[注 17]（本名：荒川欣也）がこの日午前、右下葉肺癌のため死去（82歳没）[240]。
- 16日
  - （15日深夜） - 【恋愛・グルメ・BS・大阪府】BSテレ東（2K・4K）制作・テレビ大阪「真夜中ドラマ」枠4月期作品として、山口恵以子の同名小説をテレビドラマ化した『婚活食堂』を放送開始（全12話、 - 7月9日(8日深夜)）[241]。主人公の元占い師のおでん屋の女将を菊池桃子が演じる。
  - 【SP】TBS系「日曜劇場」枠にて2021年7月期に放送された『TOKYO MER〜走る緊急救命室〜』のスペシャルドラマ『TOKYO MER 隅田川ミッション』を放送（21時 - 22時19分）[242]。鈴木亮平、賀来賢人、中条あやみらに加え、伊藤淳史らが出演した。
- 17日 - 【ミステリー】関西テレビ制作・フジテレビ系「月10」枠4月期作品として、柚月裕子のミステリー小説を原作に、天海祐希演じる元凄腕弁護士の探偵があり得ない手段で悪党を滅ぼす『合理的にあり得ない〜探偵・上水流涼子の解明〜』を放送開始（全11話、 - 6月26日）。また松下洸平が女性が苦手な相棒役で共演[243][244]。
- 18日
  - 【ミステリー】NHK総合「ドラマ10」枠にて、似鳥鶏の同名小説をテレビドラマ化した『育休刑事』を放送開始（全10話、 - 6月20日）[245]。主人公の育休中の刑事を金子大地が演じる。
  - 【サスペンス】テレビ朝日系「火曜21時」枠4月期作品として、徳尾浩司脚本のオリジナル作品『unknown』を放送開始（全9話、 - 6月13日）[246]。主役の週刊誌のエース記者で吸血鬼の女性・闇原こころを高畑充希が、警察官の朝田虎松を田中圭がそれぞれ演じる。
  - 【恋愛・コメディ】TBS系「火曜ドラマ」4月期作品として、わたなべ志穂原作の同名漫画をテレビドラマ化した『王様に捧ぐ薬指』を放送開始（全10話、 - 6月20日）。橋本環奈が妻で生活苦の新人ウエディングプランナー、山田涼介（Hey! Say! JUMP）が夫で大企業の御曹司で結婚式場の社長役をそれぞれ演じる[247]。
  - 【ヒューマン】関西テレビ制作・フジテレビ系の火曜23時前半枠をこれまでのバラエティ番組枠[注 18]から転換し、30分の深夜ドラマ枠「火ドラ★イレブン」を新設[244][248]。その第1弾として、中村允俊のオリジナル脚本による『ホスト相続しちゃいました』を放送開始（全12話、 - 7月4日）[249]。主演は民放ドラマ初主演となる桜井ユキ、共演に三浦翔平、八木勇征（FANTASTICS from EXILE TRIBE）、宮世琉弥、鈴木ゆうから[244]。
- 21日 - 【ヒューマン】
  - テレビ朝日系「金曜ナイトドラマ」枠4月期作品として、沙村広明の同名漫画を原作とし、テレビアニメ化[注 19]もされた『波よ聞いてくれ』を放送開始（全8話、 - 6月9日）[250]。主役のスープカレー店のアルバイトから、ラジオパーソナリティに転身した女性を小芝風花が演じる。共演に北村一輝、原菜乃華、井頭愛海、中川知香、平野綾ら[251]。
  - TBS系「金曜ドラマ」4月期作品として、金子ありさのオリジナル脚本で、山田裕貴が主役のカリスマ美容師役を演じる『ペンディングトレイン-8時23分、明日 君と』を放送開始（全10話、 - 6月23日）[252]。共演として赤楚衛二が熱血漢の消防士役を演じる[253]。
- 22日・29日 - 【SP・サスペンス・BS】NHK BSプレミアムとNHK BS4Kで、金田一耕助シリーズの第4弾として、吉岡秀隆主演の『犬神家の一族』を前編・後編に分けて2週連続で放送（21時 - 22時30分）[254][255]。
- 22日
  - 【医療】日本テレビ系「土曜ドラマ」枠4月期作品として、秋元康が企画・原案を手掛ける『Dr.チョコレート』を放送開始（全10話、 - 6月24日）[256]。主演は坂口健太郎、共演に白山乃愛、西野七瀬ら。
  - 【恋愛・グルメ】テレビ朝日系「土曜ナイトドラマ」枠4月期作品として、アサダニッキの同名漫画をテレビドラマ化した『月読くんの禁断お夜食』を放送開始（全9話、 - 6月17日）[257]。主役の料理上手な謎多き歳下男子を萩原利久が、食に興味を失ってしまったパーソナルトレーナーをトリンドル玲奈がそれぞれ演じる。
- 23日
  - 【ミステリー】TBS系「日曜劇場」枠4月期作品として、黒岩勉のオリジナル脚本で、福山雅治が全盲のFBI特別捜査官・皆実広見役を、大泉洋（TEAM NACS）が孤高の警視庁刑事・護道心太朗役をそれぞれ演じる『ラストマン-全盲の捜査官-』を放送開始（全10話、 - 6月25日）。福山と大泉の共演は2010年のNHK大河ドラマ『龍馬伝』以来13年ぶり[258]。共演に上川隆也、永瀬廉（King & Prince）、今田美桜、寺尾聰、吉田羊、松尾諭ら[259][260]。
  - 【BS・サスペンス】WOWOWプライム「日曜連続ドラマW」枠で、井上由美子のオリジナル脚本で、世の中を裏から操る「フィクサー」の暗躍と金と権力に群がる人間たちを描く『フィクサー Season1』を放送開始（全5話、 - 5月21日）[261]。主役の謎のフィクサー役に唐沢寿明を起用。共演に藤木直人、町田啓太、小泉孝太郎、要潤、吉川愛、西田敏行、永島敏行ら。
- 25日（24日深夜） - 【恋愛・関東広域圏】日本テレビ「シンドラ」枠4月期作品として、椎葉ナナの同名漫画をテレビドラマ化した『春は短し恋せよ男子。』を放送開始（全10話、 - 6月27日(26日深夜)）[262]。主演は美 少年の岩﨑大昇、那須雄登、藤井直樹、金指一世。
- 26日
  - （25日深夜）【ヒューマン・コメディ・関東広域圏】日本テレビ水曜（火曜深夜）0時59分 - 1時29分枠にて、2021年10月から11月に同局で放送された『あいつが上手で下手が僕で』のシーズン2を放送開始（全8話、 - 6月14日(13日深夜)）[263]。主演はシーズン1に引き続き荒牧慶彦。
  - 【不祥事・朝ドラ】NHK大阪局（BK）は、同局制作で今秋に放送の『ブギウギ』において、百済寺（滋賀県東近江市）でのダンスシーンの撮影中、本邦の重要文化財に指定されている同寺本堂の濡れ縁の床板約20枚を約5メートルにわたって陥没させる不祥事を犯したことを発表。同局では文化財を破損したことを受け、直ちに撮影を中止して寺側に謝罪するとともに、関係各機関に本件に関する詳細を報告した。同局は「文化財を破損したことをお詫び申し上げ、修復等に適切に対応し、今後は文化財保護に徹底する」とのコメントを発表。寺側も翌27日に公式サイトで「過度の負荷に耐えられなかった」として拝観を一部制限することを発表した[264][265]。
- 28日
  - 【法曹界】テレビ東京系「金曜8時のドラマ」がこの日から若い世代にターゲットを広げて「ドラマ8」にリニューアル。その第1弾作品として、泉澤陽子のオリジナル脚本により、福士蒼汰が詐欺加害者専門の悪徳弁護士役を演じる『弁護士ソドム』を放送開始（全7話、 - 6月16日）[266]。共演に加藤清史郎、山下美月（乃木坂46）、玄理、光石研、高岡早紀、勝村政信ら。初回は21時48分までの2時間スペシャルとして放送された[267][268]。
  - 【表彰】「第60回ギャラクシー賞」（NPO法人放送批評懇談会主催）にて、『カムカムエヴリバディ』（NHK、2021年10月 - 2022年3月）『あなたのブツが、ここに』（NHK総合、2022年8月 - 9月）『鎌倉殿の13人』（NHK、2022年1月 - 12月）『ブラッシュアップライフ』（日本テレビ、本年1月 - 3月）の各ドラマがフロンティア部門に入賞、『ふたりのウルトラマン』（NHK、2022年4月）『17才の帝国』（NHK総合、2022年5月 - 6月）『拾われた男』（NHK BSプレミアム、2022年6月 - 8月）『石子と羽男-そんなコトで訴えます?-』（TBS、2022年7月 - 9月）『大河ドラマが生まれた日』（NHK総合、本年2月）『大奥』（NHK総合、本年1月 - 3月）『生理のおじさんとその娘』（NHK総合、本年3月）の各ドラマ作品が奨励賞を受賞[269]。
- 30日 - 【ヒューマン】テレビ朝日系では朝日放送テレビ制作により当月より新設される日曜22時枠の第1弾として、岡田惠和脚本、清野菜名が主演を務める『日曜の夜ぐらいは…』を放送開始（全10話、 - 7月2日）。共演に岸井ゆきの、生見愛瑠ら[270]。

### 5月
- 2日

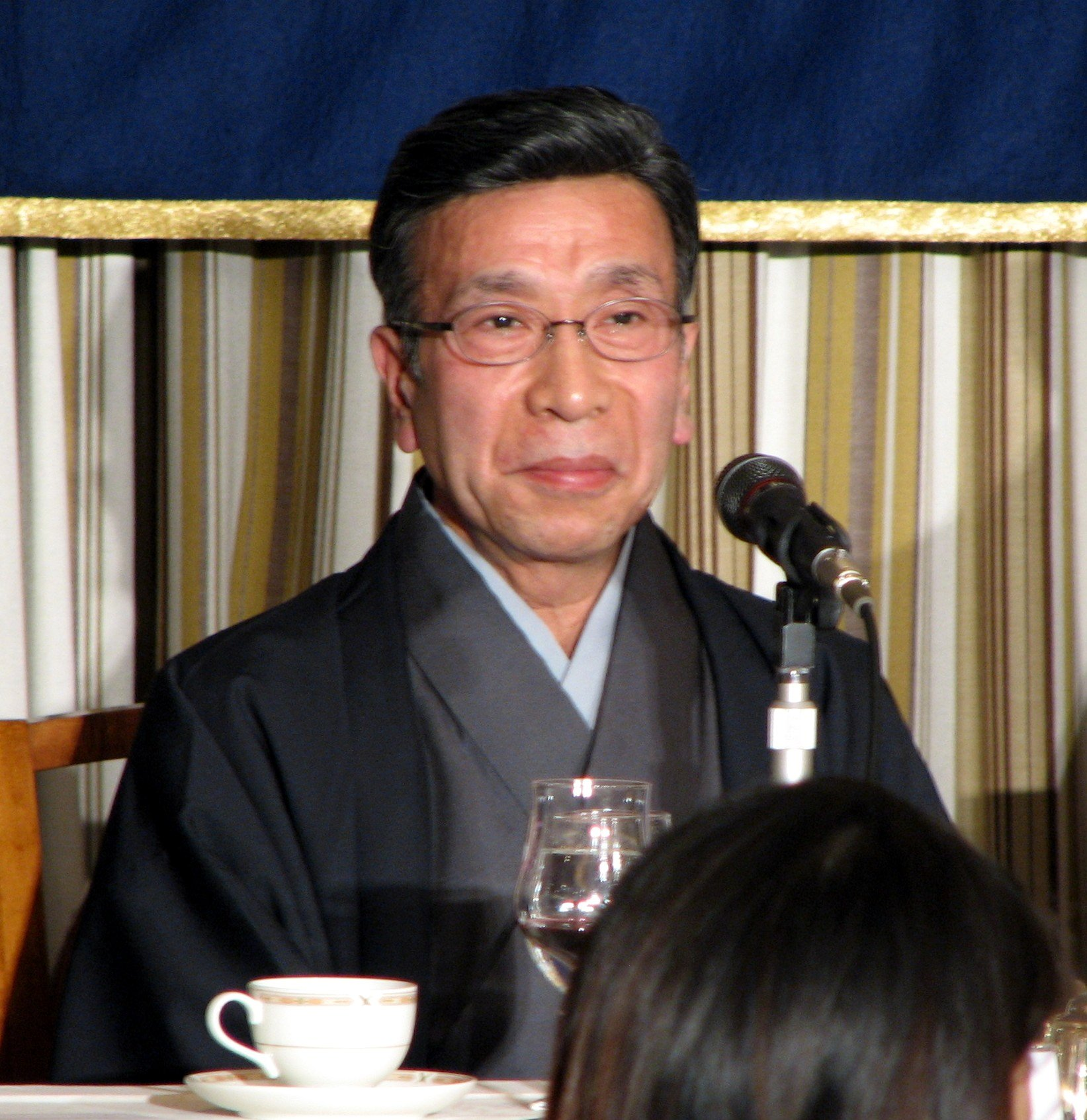
四世市川段四郎死去（5月18日、76歳没。写真は2007年撮影）

  - 【業務問題・朝ドラ・高知県】NHK高知放送局はこの日更新した局の公式Twitterにおいて、高知県内でNHKのディレクターを名乗る人物から現在放送中の連続テレビ小説『らんまん』のエキストラにならないかなどという不審電話が相次いでいるとして注意喚起した。同局によるとエキストラの募集は行っておらず、詐欺に巻き込まれる可能性があるという[271]。
  - 【訃報】近畿大学卒業後に演劇界に入り、舞台を中心に数々のテレビドラマや映画などでバイプレーヤーとして活動した俳優の雑賀克郎がこの日未明死去（49歳没）。訃報は所属する演劇集団「LIVES」が5日に公式Twitterにて報告した[272]。
- 5日 - 【災害・編成・朝ドラ】この日14時42分ごろに石川県能登半島にてマグニチュード6.5の地震が発生したことを受け、NHK総合では発生時に放送されていた連続テレビ小説『舞いあがれ!』総集編[注 20][注 21]を中断し、臨時報道特別編成に切り替えて地震に関するニュースを放送した[273][274]。
- 6日 - 【法曹界】NHK総合「土曜ドラマ」枠にて大門剛明の同名小説を原作とし、2021年9月から10月に同枠で放送された『正義の天秤』のSeason2を放送開始（全5話、 - 6月3日）[275]。主演は前作に引き続き亀梨和也（KAT-TUN）、共演に奈緒、北山宏光（Kis-My-Ft2）、山口智子ら。
- 8日（7日深夜） - 【ヒューマン】テレビ東京 月曜（日曜深夜）1時35分 - 2時5分枠にて、note主催の「創作大賞2022」で優秀作品賞を受賞した目からウロコの小説を原作とした『好感度上昇サプリ』を放送開始（全4話、 - 5月29日(28日深夜)）。主演は三浦貴大、共演に生駒里奈ら[276]。
- 10日（9日深夜） - 【ヒューマン・関東広域圏】フジテレビ「火曜ACTION!」枠で、『バイバイ、マイフレンド』を放送開始（全4話、 - 5月31日(30日深夜)）[277]。主演は地上波ドラマ初主演となる森田望智。
- 14日 - 【ホームドラマ・BS】NHK BSプレミアム・BS4K「プレミアムドラマ」枠にて、作家・岸田奈美の自伝的エッセイを原作とした『家族だから愛したんじゃなくて、愛したのが家族だった』（演出：大九明子、脚本：市之瀬浩子・鈴木史子・大九明子、全10話、 - 7月16日）を放送開始。家族や関係者への取材によるエピソードや独自の視点での脚色を加えており、主人公・岸本七実役にはこれが連続ドラマ初主演となる河合優実を起用。共演に坂井真紀、錦戸亮、吉田葵、美保純ら[278]。また、2024年7月からはNHK総合「ドラマ10」枠でも放送された。
- 17日（16日深夜） - 【恋愛・近畿広域圏】毎日放送「ドラマイズム」枠にて、をのひなおの同名漫画を原作とし、2022年4月期に同枠で放送された『明日、私は誰かのカノジョ』のシーズン2を放送開始（全7話、 - 6月28日(27日深夜)）[279]。主演は茅島みずき。なお、3日（2日深夜）と10日（9日深夜）にはシーズン1の主要人物・「高橋優愛」（演・齊藤なぎさ）の過去を描く特別編を放送[280]。
- 18日 - 【訃報】歌舞伎役者・三世市川段四郎（1963年没）の次男として誕生し、1957年に初代市川亀治郎を名乗り初舞台を踏み、市川團子を経て1969年に父の名を4代目として襲名し、兄である2代目市川猿翁（3代目市川猿之助）と共に澤瀉屋のお家芸であるスーパー歌舞伎にて数々の作品に出演、テレビドラマでは四世中村梅之助（2016年没）のあとを受けてNET系『ご存知遠山の金さん』（1973年、東映京都撮影所制作）にて主役の遠山金四郎景元を演じたことで知られた歌舞伎役者の四世市川段四郎[注 17]（本名：喜熨斗弘之[注 22]）がこの日、東京都内の自宅で倒れているところを発見され、直ちに病院に救急搬送されたものの死亡が確認された（76歳没）[281]。
- 19日 - 【訃報】1959年に「横山パンチ」の芸名を名乗り横山ノック（2007年没）らとのトリオ『漫画トリオ』を結成して芸能界にデビュー。1970年代に横山ノックの政界進出[注 23]に伴ってトリオを解散した後は上岡龍太郎と芸名を改めてピン芸人・タレントとして数々のテレビ番組で活躍してお茶の間に親しまれ、20世紀最後の年である2000年限りで惜しまれつつ芸能界を引退。テレビドラマでは漫画トリオ時代に読売テレビ制作の連続ドラマ『花とスッポン』（主演：藤山陽子）に出演した経歴を持つ元タレント・司会者の上岡龍太郎（本名：小林龍太郎）がこの日、肺癌及び間質性肺炎のため大阪市内の病院で死去（81歳没）。訃報は現役引退後の上岡のメディア対応窓口先であった米朝事務所を通して6月2日に故人の長男である小林聖太郎（映画監督）より発表された[282]。
- 24日（23日深夜） - 【恋愛・関東広域圏】TBS「ドラマストリーム」枠にて、たまいずみの同名漫画をテレビドラマ化した『スイートモラトリアム』を放送開始（全9話、 - 7月19日(18日深夜)）[283]。主演は鈴鹿央士、共演に小西桜子、田辺桃子ら。
- 28日 - 【BS・ヒューマン】WOWOWプライム「日曜連続ドラマW」枠で、『0.5の男』を放送開始（全5話、 - 6月25日）[284][285]。主人公の実家にひきこもったままの40歳の男を松田龍平が演じる。共演に臼田あさ美、井之脇海、青木柚、西野七瀬ら。
- 31日 - 【賞】「第60回ギャラクシー賞」（NPO法人放送批評懇談会主催）の授賞式がこの日執り行われ、テレビ部門大賞は関西テレビ・フジテレビ系『エルピス-希望、あるいは災い-』（2022年10月 - 12月）が[286]、個人賞はNHK大河ドラマ『鎌倉殿の13人』（2022年1月 - 12月）のナレーションや『エルピス』主人公・浅川恵那役の長澤まさみ（俳優）が[287]、志賀信夫賞は岡崎栄（演出家・脚本家）がそれぞれ受賞[288]。またマイベストTV賞には毎日放送・TBS系『美しい彼 シーズン2』（本年2月）が受賞、前年のシーズン1に続いて2連覇を達成した[289]。

### 6月

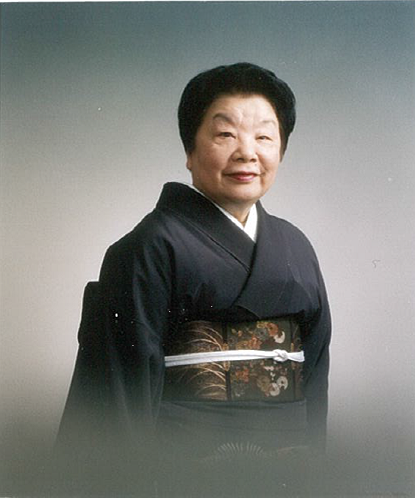
平岩弓枝死去（6月9日、91歳没）

- 1日（5月31日深夜）- 【恋愛】テレビ東京 木曜（水曜深夜）3時20分 - 3時50分枠にて、綾野綾乃の同名漫画をドラマ化した『私と夫と夫の彼氏』を放送開始（全10話、 - 8月3日(2日深夜)）。主人公の仲道美咲を堀田茜が、夫の悠生を古川雄輝が、夫の元教え子で不倫相手である伊奈周平役を本田響矢が演じる。Paraviでは3月28日から1 - 5話、4月11日から6 - 10話が独占先行配信されている[290]。
- 2日
  - 【BS】WOWOWプライム「連続ドラマW-30」枠にて、品川ヒロシの同名小説をテレビドラマ化し、品川自身が脚本・監督を務める『ドロップ』を放送開始（全10話、 - 8月4日）[291]。主演は細田佳央太。
  - 【訃報】1975年に東宝映画『メカゴジラの逆襲』で脚本家デビュー。その後は映画を中心にテレビドラマでも朝日放送テレビ制作・テレビ朝日系『必殺シリーズ』などの脚本を手掛け、映画監督や小説家としても活動した髙山由紀子がこの日午前、老衰のため東京都世田谷区内の自宅で死去（83歳没）[292][293]。
- 3日 - 【ヒューマン・コメディ】東海テレビ制作・フジテレビ系「土ドラ」枠で、「2時間ドラマの帝王」と言われる船越英一郎が、テレビ局が2時間ドラマを制作しなくなったことにより仕事を失った「元2時間ドラマの帝王」・熱護大五郎役に扮し、戸田菜穂演じる女性敏腕マネージャー・吉田ゆかりと共に人生のリベンジを描く『テイオーの長い休日』を放送開始（全8話、 - 7月29日）。他に売れない俳優で熱護の付き人・萩原匠役で今井悠貴、熱護の所属事務所社長・城戸太一役で木場勝己らが出演。またナレーションを大和田伸也が務める[294][295][296]。
- 7日
  - （6日深夜）【ホームドラマ・関東広域圏】フジテレビ「火曜ACTION!」枠で、事故によって新しく記憶を作ることができなくなった「前向性健忘症」の男性を描いた『もう一度パパと呼ばれる日』をNAOTO（EXILE）の主演により放送開始（全4話、 - 6月28日(27日深夜)）[297]。共演に前田亜季、梨里花ら[298]。
  - 【刑事】テレビ朝日系「水曜21時」枠で、2015年から開始された東山紀之主演による『刑事7人』のシーズン9を放送開始（全9話、 - 8月9日）。北大路欣也、吉田鋼太郎、田辺誠一らレギュラー陣も引き続き出演する[184]。
  - 【賞】「第49回放送文化基金賞」（公益財団法人放送文化基金主催）の受賞作品がこの日発表。テレビドラマでは、関西テレビ・フジテレビ系「月曜22時枠」で2022年10月期に放送された『エルピス-希望、あるいは災い-』が最優秀賞、また番組部門個人賞でも同ドラマに主演した長澤まさみが「演技賞」に選出された。また、NHK総合「ドラマ10」で1月 - 3月に放送された『大奥』（→1月10日を参照）が優秀賞、同ドラマで脚本を担当した森下佳子も脚本賞、さらにNHK BSプレミアムで2022年5月2日に放送された『ふたりのウルトラマン』と日本テレビ「日曜ドラマ」『ブラッシュアップライフ』（本年1月 - 3月）が奨励賞、『ふたりのウルトラマン』に金城哲夫役で出演した満島真之介も個人賞「演技賞」をそれぞれ受賞した[299]。
- 9日
  - （8日深夜）【サスペンス・近畿広域圏】毎日放送「ドラマ特区」枠にて、朝賀庵の同名漫画をテレビドラマ化した『犬と屑』を放送開始（全8話、 - 7月28日(27日深夜)）[300]。主演は倉悠貴、共演に三原羽衣、中村嶺亜（7 MEN 侍 / ジャニーズJr.）ら。
  - 【訃報】TBS系で京塚昌子（1994年没）主演で放送された『肝っ玉かあさん』（1968年 - 1972年）、水前寺清子主演で放送された『ありがとう』（1970年 - 1975年）やNHK連続テレビ小説『旅路』（横内正主演、1967年）、さらにフジテレビ系で放送された「平岩弓枝ドラマシリーズ」（1977年 - 1985年）など、テレビドラマ原作者として数多くの作品を手掛けた作家・脚本家の平岩弓枝がこの日早朝、間質性肺炎のため東京都内の病院で死去（91歳没）。訃報は18日に判明した[301][302][303]。
- 11日 - 【訃報】1959年に東京大学から東映に入社し、東映京都撮影所で修行を積んだ後に倉本聰と自身の共同脚本作でもある東映映画『くノ一忍法』（1964年、主演：芳村真理）で監督デビュー。以後は時代劇やヤクザ映画などを中心に数々の作品でメガホンを執り、テレビドラマでは関西テレビ・東映製作の『大奥』（1968年）、『徳川おんな絵巻』（1970年）などで演出を手掛け、脚本家としては日本テレビ系刑事アクションドラマ『ゴールドアイ』（1970年、東映製作）の第1話「闇を裂く男たち」を手掛けるなど幅広く活動した映画監督・脚本家・演出家の中島貞夫がこの日夕方、肺炎のため京都市内の病院で死去（88歳没）。訃報は15日に公表された[304][305]。
- 12日
  - 【帯・ヒューマン・コメディ】NHK総合「夜ドラ」枠で、たけだのぞむの同名漫画をテレビドラマ化した『褒めるひと 褒められるひと』を放送開始（全32話、 - 8月3日）[306]。主演は森川葵、共演に川崎鷹也ら。
  - 【恋愛】テレビ東京系「ドラマプレミア23」枠にて、茜田千の同名漫画をテレビドラマ化した『さらば、佳き日』を放送開始（全8話、 - 7月31日）[307]。主演は山下美月（乃木坂46）と鈴木仁。
  - （死去推定日）【訃報】2006年から俳優活動を開始し、テレビドラマでは2016年上半期放送のNHK連続テレビ小説『とと姉ちゃん』やテレビ朝日系水曜21時枠『刑事7人』などに出演していた佐藤仁が持病のため死去（48歳没）。訃報は27日に所属事務所の公式サイトで公表された[308][309]。
- 15日 - 【訃報】落語家の柳家金語楼（1972年没）が主宰していた「金語楼劇団」に入り子役として活動し、喜劇役者転身後は金語楼主演映画『おトラさんシリーズ』など数々の映画に出演、テレビドラマではドラマ版『おトラさん』（1956年、ラジオ東京テレビ[注 24]）や毎日放送『丹下左膳』（1963年）などの作品に出演、幅広くジャンルを問わず活動した喜劇役者・タレントの小桜京子（本名：稲葉郷子）がこの日、脳梗塞のため死去（90歳没）[310]。
- 20日 - 【ヒューマン・社会問題・BS】NHK BS1にて、同名のベストセラーとコミカライズを原作とした、知的障害をもつ少年の犯罪を題材としたドキュメンタリードラマ『ケーキの切れない非行少年たち』を放送（20時 - 21時39分）。ドラマ部分は主役の境界知能をもつ女子高生を小林桃子が演じ、共演に菊池日菜子、平岡祐太、工藤夕貴ら[311][312]。
- 23日 - 【時代劇・BS】NHK BSプレミアム「BS時代劇」の新作として、幡大介原作、中村隼人主演のシリーズ第3作『大富豪同心3』を放送開始（全8回、 - 8月11日）[313]。
- 24日 - 【ヒューマン】NHK総合「土曜ドラマ」枠にて、中島京子の同名小説をテレビドラマ化した『やさしい猫』を放送開始（全5話、 - 7月29日）[314]。主演は優香、共演に伊東蒼、オミラ・シャクティら。
- 26日 - 【訃報】1970年に古今亭志ん朝門下に入門し修行を経て1973年に「古今亭志ん吉」の名で前座として初高座を踏み、1975年の二つ目昇進を機に芸名を「古今亭八朝」と改め、1984年に真打に昇進するなど活躍する傍ら、テレビドラマではTBS系『高原へいらっしゃい』（1976年、田宮二郎〈1978年没〉版）に出演した経歴を持つ落語家の古今亭八朝（本名：丸山美治）がこの日、老衰のため死去（71歳没）[315][316]
- 28日（27日深夜） - 【ホラー・サスペンス】テレビ東京系「ドラマチューズ!」枠にて、内海八重の同名漫画をテレビドラマ化した『なれの果ての僕ら』を放送開始（全12話、 - 9月13日(12日深夜)）[317]。主演は連続ドラマ単独初主演となる井上瑞稀（HiHi Jets / ジャニーズJr.）、共演に犬飼貴丈ら。
- 30日
  - （29日深夜）【プラモデル】テレビ東京「木ドラ24」枠にて、与田祐希（乃木坂46）主演の『量産型リコ -もう1人のプラモ女子の人生組み立て記-』を放送開始（全10話、 - 9月1日(8月31日深夜)）。2022年7月期に同枠で放送された『量産型リコ -プラモ女子の人生組み立て記-』とは別の「もう1つの世界」を生きる小向璃子の成長を描く。また前作に引き続き、望月歩、藤井夏恋、田中要次らが共演[318][319]。
  - 【訃報】1970年代より東宝映画の俳優としてデビューし、フジテレビ系『泣くな青春』（1972年）、TBS系『ウルトラマンレオ』（1974年、円谷プロダクション制作）など数々の作品に出演した後に日本コロムビア専属歌手としても活動し、現役引退後にはビクターレコードに入社して音楽プロデューサーとして数々のアーティストをプロデュースした音楽プロデューサーで元俳優・歌手の朝倉隆がこの日、膵臓がんのため東京都内の病院で死去（71歳没）[320]。

### 7月
- 2日

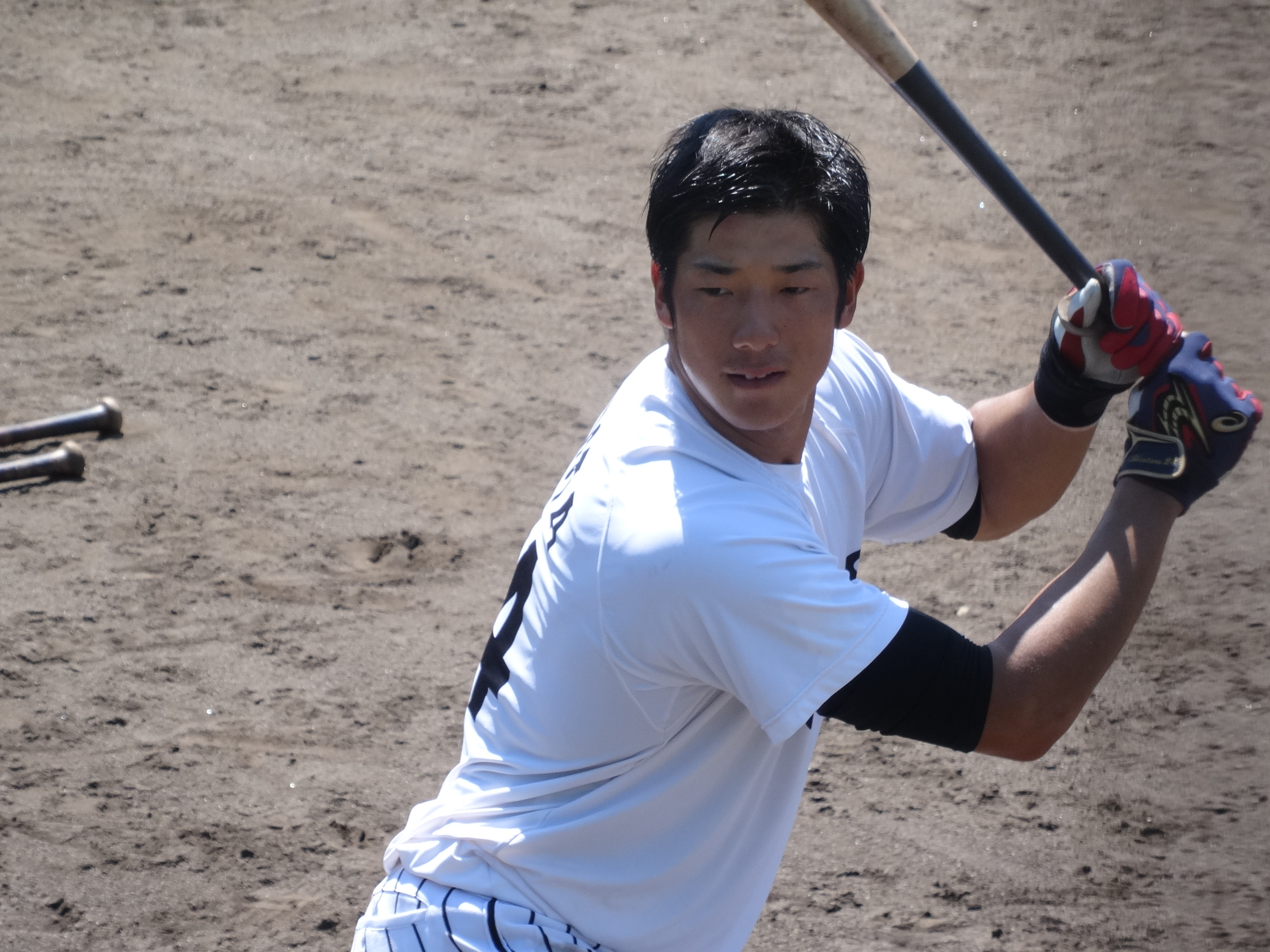
横田慎太郎死去（7月18日、28歳没。写真は2016年8月撮影）

  - 【サスペンス】読売テレビ制作[注 25]・日本テレビ系「日曜ドラマ」枠7月期作品として、2016年に台湾で放送された『浮士德遊戲（英題：CODE）』をリメイクした『CODE-願いの代償-』を放送開始（全10話、 - 9月3日）[321]。主演は4月期の土曜ドラマ『Dr.チョコレート』に引き続き同局系の連続ドラマに主演する坂口健太郎、共演に染谷将太ら。
  - 【事件・北海道】1984年に日本テレビ系で放送された倉本聰脚本のドラマ『昨日、悲別で』の舞台となった北海道歌志内市の「悲別ロマン座」の建物などが落書きされているのを市民が発見し、北海道警赤歌署に通報した。同署で器物損壊の疑いで調べている。同施設は2020年4月に不審火が発生したため以降は閉鎖されていた[322]。
- 3日 - 【ヒューマン・BS】BS松竹東急「月曜ドラマ」枠7月期作品として、しろの同名漫画をテレビドラマ化した『カメラ、はじめてもいいですか?』を放送開始（全12話、 - 9月18日）[323]。主演は田牧そら。
- 4日
  - （3日深夜）【酒・グルメ・紀行・BS】BSテレ東（2K・4K）火曜未明0時（月曜深夜24時）枠で、新久千映の同名コミック漫画を原作に、武田梨奈が26歳の独身OL・村崎ワカコ役を演じる『ワカコ酒』の最新シリーズとなるSeason7を放送開始（全12話、 - 9月19日(18日深夜)）[324][325]。またワカコの母親役を島崎和歌子が演じる[326]。
  - 【司法】テレビ朝日系「火曜21時」枠7月期作品として、小川潤平の「執行官物語」を原案とする『シッコウ!!〜犬と私と執行官〜』を放送開始（全9話、 - 9月12日）[327]。主演は同局の連続ドラマ初主演となる伊藤沙莉、共演に織田裕二、中島健人（Sexy Zone）ら[328]。
- 5日（4日深夜）
  - 【ヒューマン・関東広域圏】フジテレビ「火曜ACTION!」枠で、『リズム』を放送開始（全4話、 - 7月26日(25日深夜)）[329]。主演はドラマ初主演となる岡本圭人。
  - 【教育・ヒューマン・近畿広域圏】毎日放送「ドラマイズム」枠にて、2022年10月から12月にテレビ東京で放送されたテレビアニメ『Do It Yourself!! -どぅー・いっと・ゆあせるふ-』をテレビドラマ化した『DIY!! -どぅー・いっと・ゆあせるふ-』を放送開始（全8話、 - 8月30日(29日深夜)）[330]。主演は上村ひなの（日向坂46）、共演に野口衣織（=LOVE）ら。
- 6日
  - （5日深夜）テレビ東京系
    - 【BL】「ドラマParavi」枠と提携していた動画配信サービスParaviが7月よりU-NEXTに統合されたことに伴い、同時間帯（木曜 0時30分 - 1時(水曜深夜)）のドラマ枠名が「ドラマNEXT」に変更。7月期作品として「ドラマParavi」2022年7月期に放送された『みなと商事コインランドリー』の続編『みなと商事コインランドリー2』を放送開始（全12話、 - 9月21日(20日深夜)）。主演の草川拓弥（超特急）、共演の西垣匠を始めとする主要キャストは引き続き出演[331]。
    - 【旅・温泉】「水ドラ25」枠7月期作品として、観月ありさ演じる広告会社勤務のキャリアウーマンと吉沢悠演じる大手銀行員の夫婦が週末旅に出掛け、これまで失っていた夫婦の時間を取り戻すことを描いた『週末旅の極意〜夫婦ってそんな簡単じゃないもの〜』を放送開始（全8話、 - 8月24日(23日深夜)）[332]。

  - 【訃報】早稲田大学卒業後、文学座研究所に入り修業を経て1970年代に俳優としてデビューし、アニメーション声優としても活動。テレビドラマではNHK大河ドラマ『おんな太閤記』（1981年、榊原康政役）並びに『峠の群像』（1982年、亀井茲親役）にそれぞれ出演するなどして、1990年代にフェードアウトするまで数々の作品に出演した俳優・声優の田辺宏章（本名並びに旧芸名：田辺進三）がこの日死去（78歳没）。訃報は自身の甥が死去当日にTwitterにて報告した[333]。
- 7日 - 【警察・アクション】テレビ朝日系「金曜ナイトドラマ」枠7月期作品として、リチャード・ウー原作、コウノコウジ作画の同名漫画をテレビドラマ化した『警部補ダイマジン』を放送開始（全8話、 - 9月1日）。主役のダークヒーロー警部補・台場陣役を生田斗真が演じ、また監督を三池崇史が務める[334][335]。他に向井理、土屋太鳳、松平健、片岡鶴太郎、宅麻伸らが出演[336]。
- 8日
  - （7日深夜）
    - 【ミステリー・関東広域圏】日本テレビ「金曜ドラマDEEP」枠7月期作品として、嶋伏ろうと梅澤夏子の同名漫画をテレビドラマ化した『癒やしのお隣さんには秘密がある』を放送開始（全13話、 - 9月30日(29日深夜)）[337]。主演は田辺桃子と小関裕太。
    - テレビ東京系
      - 【恋愛】「ドラマ24」枠7月期作品として、ざくざくろの同名漫画をテレビドラマ化した『初恋、ざらり』を放送開始（全12話、 - 9月23日(22日深夜)）[338]。主演は小野花梨と風間俊介。
      - 【グルメ】「ドラマ25」枠7月期作品として、2022年7月期に同枠で放送された『晩酌の流儀』のシーズン2となる『晩酌の流儀2』を放送開始（全12話、 - 9月23日(22日深夜)）。主演の栗山千明をはじめ、武田航平、辻凪子、馬場裕之（ロバート）、おかやまはじめらが引き続き出演するほか、スーパーの店長役としてミスターちんが新たに加わる[339]。

  - 【特撮】円谷プロダクション制作・テレビ東京系「ウルトラシリーズ」最新作となる『ウルトラマンブレーザー』（土曜 9時 - 9時30分）を放送開始（全25話（全28回）、 - 2024年1月20日）。本作は田口清隆がメイン監督を担当、ウルトラマンブレーザーに変身する、蕨野友也が演じるヒルマ ゲントはシリーズ初の防衛チームの隊長が主人公となる[340]。
- 9日
  - 【恋愛・近畿広域圏】朝日放送テレビ制作「ドラマL」7月期作品として、緒之の同名漫画をテレビドラマ化した『around1/4 アラウンド・クォーター』を放送開始（全10話、 - 9月24日）[341]。主演は佐藤大樹（FANTASTICS from EXILE TRIBE）、共演に美山加恋、工藤遥、松岡広大、曽田陵介ら。
  - 【サスペンス・BS】WOWOWプライム「日曜連続ドラマW」枠で、『フィクサー Season2』を放送開始（全5話、 - 8月6日）。主演はSeason1に引き続き唐沢寿明[342]。
- 10日 - 【恋愛】フジテレビ系「月9」枠7月期作品として、市東さやか脚本のオリジナル作品『真夏のシンデレラ』を放送開始（全11話、 - 9月18日）[343]。主演は森七菜と間宮祥太朗、共演に神尾楓珠、吉川愛、萩原利久、白濱亜嵐、水上恒司、森崎ウィン、桜井ユキ、山口智充ら。初回は30分拡大で放送[344]。
- 11日 - 【恋愛】
  - TBS系「火曜ドラマ」枠7月期作品として、福原遥演じる青春と引き換えに孤軍奮闘する「オトナ初心者」の18歳の未婚妊婦と、深田恭子演じる恋愛素人の独身「オトナ未満女子」のアラフォー女性との年の差を超えたシスターフッド（女性の絆）と、彼女たちの訳あり男子との恋愛を描く『18/40〜ふたりなら夢も恋も〜』を放送開始（全10話、 - 9月12日）[345]。共演に鈴鹿央士、上杉柊平、安田顕（TEAM NACS）、片平なぎさ、髙嶋政宏、美村里江、松本若菜ら。
  - 関西テレビ制作・フジテレビ系「火ドラ★イレブン」枠7月期作品として、時名きうい原作の同名漫画をテレビドラマ化した『ウソ婚』を放送開始（全12話、 - 9月26日）。菊池風磨（Sexy Zone）演じる一級建築士と長濱ねる演じる初恋相手が半年間限定でウソの結婚をする。他に渡辺翔太（Snow Man）、トリンドル玲奈、鶴見辰吾らが出演[346]。
- 12日
  - 【恋愛・コメディ】日本テレビ系「水曜ドラマ」枠7月期作品として、ねむようこの同名漫画をテレビドラマ化した『こっち向いてよ向井くん』を放送開始（全10話、 - 9月13日）[347]。主演は地上波ゴールデン・プライム帯の連続ドラマ初主演となる赤楚衛二、共演に生田絵梨花、藤原さくら、岡山天音、波瑠、森脇健児、財前直見ら。
  - 【コメディ】フジテレビ系「水10」枠7月期作品として、ヨシノサツキの同名漫画を原作とし、テレビアニメ化[注 26]もされた『ばらかもん』を放送開始（全11話、 - 9月20日）。長崎県・五島列島を舞台に、ゴールデン・プライム帯で放送される連続ドラマ初主演となる杉野遥亮が孤高の青年書道家役を演じる。共演に豊嶋花、近藤華、綱啓永、山口香緒里、飯尾和樹（ずん）ら[348][349]。
- 13日 - 【ミステリー】テレビ朝日系「木曜ドラマ」枠7月期作品として、池井戸潤の同名小説を原作に、山間部にある小さな集落「ハヤブサ地区」で次々と起こる怪事件を描いた『ハヤブサ消防団』を中村倫也の主演で放送開始（全9話、 - 9月14日）。中村は亡き父が住んでいたハヤブサ地区に移り住み、消防団に加入しだスランプ気味の小説家・三馬太郎役を演じる[350][351]。また川口春奈が東京からハヤブサ地区に移り住んだ女性映像ディレクター役で共演[352]。川口以外の共演に満島真之介、山本耕史、生瀬勝久ら。
- 14日 - 【経済・金融】TBS系「金曜ドラマ」枠7月期作品として、稲垣理一郎原作、池上遼一作画の同名漫画をテレビドラマ化した『トリリオンゲーム』を目黒蓮（Snow Man）の主演により放送開始（全10話、 - 9月15日）。目黒は連続ドラマ単独初出演となる。共演に佐野勇斗、吉川晃司、今田美桜、國村隼ら[353]。
- 15日 - 【教育】日本テレビ系
  - 【関東広域圏】日本テレビ「Zドラマ」枠にて、同日開始の同局系土曜ドラマ『最高の教師 1年後、私は生徒に■された』のクロスオーバー作品『最高の生徒〜余命1年のラストダンス〜』を放送開始（全10話、 - 9月23日）[354]。主演は畑芽育。
  - 【サスペンス】「土曜ドラマ」枠7月期作品として、オリジナル脚本による『最高の教師 1年後、私は生徒に■された』を放送開始（全10話、 - 9月23日）。同局系連続ドラマ初主演となる松岡茉優が高校の化学教師役を演じる他、生徒役として芦田愛菜、藤崎ゆみあ、莉子、山時聡真、本田仁美（AKB48）、丈太郎、當真あみ、加藤清史郎、寺本莉緒、茅島みずき、田牧そら、山下幸輝、奥平大兼、田中美久（HKT48）らが出演する[355][356]。
- 16日
  - （15日深夜）【紀行・BS・大阪府】テレビ大阪制作・BSテレ東（2K・4K）「真夜中ドラマ」枠7月期作品として、まんきつの同名漫画をテレビドラマ化した『湯遊ワンダーランド』を放送開始（全12話、 - 10月1日(9月30日深夜)）[357]。主演は17年ぶりのドラマ主演となるともさかりえ、共演に須賀健太ら[358]。
  - 【サスペンス】TBS系「日曜劇場」枠7月期作品として、福澤克雄原作・演出の壮大活劇ドラマ『VIVANT』を放送開始（全10話、 - 9月17日）。堺雅人が主人公の商社マン役を演じる。共演に役所広司、阿部寛、二階堂ふみ、松坂桃李、竜星涼、水谷果穂、林遣都、高梨臨、小日向文世、檀れい、濱田岳、キムラ緑子ら。またナレーションを林原めぐみが務める。初回は54分拡大版で放送（21時 - 22時48分）[359][360][361]、さらに最終回は25分拡大で放送（21時 - 22時19分）[362]。
- 17日 - 【経済】関西テレビ制作・フジテレビ系「月10」枠7月期作品として、額賀澪原作の同名経済小説をテレビドラマ化した『転職の魔王様』を放送開始（全11話、 - 9月25日）。成田凌が時に毒舌を浴びせる転職キャリアアドバイザー・来栖嵐役を、また小芝風花が元大手広告代理店社員で来栖の務める会社に転職希望を出す未谷千晴役をそれぞれ演じる[363]ほか、石田ゆり子、山口紗弥加、おいでやす小田、井本彩花らが出演[364]。
- 18日 - いずれも【訃報】
  - 元プロ野球・阪神タイガース外野手で、脳腫瘍と闘いながら選手生活を送り、前年3月に朝日放送テレビ制作・テレビ朝日系で間宮祥太朗主演でテレビドラマ化された『奇跡のバックホーム』の著者である横田慎太郎がこの日早朝、神戸市内の病院で死去（28歳没）。訃報は阪神球団から発表された[365][366]。
  - 1976年（昭和51年度）下期NHK連続テレビ小説第18作目『火の国に』（脚本：石堂淑朗）にて主演デビューを果たし、その後は舞台演劇を中心とした活動を展開し、テレビドラマに出演するなどしていた俳優の鈴鹿景子（本名：鈴木克枝）がこの日の夜、病気のため東京都大田区内の自宅で死去（67歳没）。訃報は26日に判明した[367][368]。
- 20日
  - 【サスペンス】読売テレビ制作・日本テレビ系「木曜ドラマ」枠7月期作品として、横関大の同名小説をテレビドラマ化した『彼女たちの犯罪』を放送開始（全10話、 - 9月22日(21日深夜)）[369]。主演は日本テレビ系ドラマ初主演となる深川麻衣、共演に前田敦子、石井杏奈ら。
  - 【コメディ】フジテレビ系「木曜劇場」枠7月期作品として、スーパーマーケットのパート従業員でもあるごく普通の主婦がひょんなことから大物女優の替え玉役になってしまい二重生活を送る羽目になるコメディ『この素晴らしき世界』を放送開始（全9話、 - 9月14日）。出演は沢村一樹、木村佳乃、マキタスポーツ、平祐奈、永瀬莉子ら。初回は15分拡大で放送[370][371][372]。なお当初は20年ぶりに同局の連続ドラマ主演となる鈴木京香が主役を務める予定だったが、体調不良により降板[373]。代役を若村麻由美が務める[374]。また9月21日には特別編を放送した[375]。
- 21日 - 【訃報】宝塚歌劇団40期生を経て同歌劇団星組の男役トップスターとして君臨し、1968年6月に退団した後は女優として舞台を中心に演劇活動を展開、テレビドラマでは『科学捜査官』（1973年、関西テレビ）や『悪魔のようなあいつ』（1975年、TBS）などに出演した俳優の那智わたる（本名：佐藤美弥子〈旧姓：丸山〉）がこの日死去（86歳没）。訃報は28日に判明した[376]。
- 23日（22日深夜） - 【ヒューマン・中京広域圏】中京テレビ日曜（土曜深夜）0時55分枠でスーパーマーケットを舞台にした人間ドラマ『スーパーのカゴの中身が気になる私』を放送開始（ - 10月1日(9月30日深夜)）[377]。主役のスーパーマーケットでアルバイトをしている俳優役を戸塚純貴が演じる。共演に石田ひかり、清水麻璃亜ら。
- 24日 - 【訃報】ホテル勤務を経て作家活動に入り、1969年に発表した『高層の死角』[注 27]で第15回江戸川乱歩賞を受賞し、その後は1977年に映画化され、1978年（毎日放送制作・TBS系）、1993年（フジテレビ系）、2001年（テレビ東京系）、2004年（フジテレビ系・「木曜劇場」枠）にテレビドラマ化もされた『人間の証明』などがベストセラーになるなどし、テレビドラマではテレビ朝日系『土曜ワイド劇場』の定番シリーズでもあった『棟居刑事シリーズ』[注 28]（1996年 - 2000年（主演・佐藤浩市）、2005年 - 2019年（主演・東山紀之））などの原作者としても知られた推理作家の森村誠一がこの日早朝、肺炎のため東京都内の病院で死去（90歳没）[378][379]。
- 25日（24日深夜） - 【恋愛・コメディ・関東広域圏】日本テレビ「シンドラ」枠7月期作品として、オリジナルコスメで起業を目指すメーク男子と研究一筋なすっぴん女子の奮闘を描いたラブコメディ『紅さすライフ』を大西流星（なにわ男子）の主演により放送開始（全10話、 - 9月26日(25日深夜)）[380]。
- 26日（25日深夜） - 【コメディ・関東広域圏】TBS「ドラマストリーム」枠にて、伊吹一脚本のオリジナル作品『埼玉のホスト』を放送開始（全8話、 - 9月20日(19日深夜)）[381]。主演は山本千尋、共演に福本大晴（Aぇ! group / 関西ジャニーズJr.）、楽駆ら。
- 29日 - 【ミステリー】テレビ朝日系「オシドラサタデー」枠7月期作品として、青崎有吾の同名小説をテレビドラマ化した『ノッキンオン・ロックドドア』を放送開始（全9話、 - 9月23日）[382]。主演は松村北斗（SixTONES）と西畑大吾（なにわ男子）、監督は堤幸彦がそれぞれ務める。共演に石橋静河、渡部篤郎ら。初回は30分拡大（23時 - 翌0時）。

### 8月
- 2日（1日深夜） - 【学園・関東広域圏】フジテレビ「火曜ACTION!」枠最終作として、木戸大聖主演の『僕たちの校内放送』を放送開始（全4話、 - 8月23日(22日深夜)）[383]。
- 5日
  - 【サスペンス】テレビ朝日系「土曜ナイトドラマ」枠にて、若杉栞南脚本のオリジナル作品『ハレーションラブ』を放送開始（全9話、 - 9月30日）[384]。主演は同局系ドラマ初主演となる髙橋ひかる、共演に眞島秀和、一ノ瀬颯ら。
  - 【訃報】
    - 千田是也（1994年没）に弟子入りし、演劇人として1962年にデビューし、舞台演劇を中心にテレビアニメの声優としても活動する傍ら、テレビドラマでは東映制作の『ザ・ボディガード』（1974年、NETテレビ）などに出演した俳優・声優・演出家の池田一臣（本名：池田一臣）がこの日、肺炎のため東京都内の病院で死去（91歳没）[385]。
    - 鳥取の高等学校卒業後に手塚治虫（1989年没）に入門して漫画家を目指し、1975年に雑誌「冒険王」（秋田書店）にて『もうひとつの世界』が掲載されて本格デビュー。また1975年10月 - 1976年3月に放送された日本テレビ系特撮ドラマ『少年探偵団』（原作：江戸川乱歩、制作：日本現代企画、主演：黒沢浩）のコミカライズ漫画版を発表するなどの足跡を記し、1990年代からは故郷鳥取を拠点に活動を続けていた漫画家の岩田廉太郎がこの日未明、心不全のため鳥取県鳥取市内の病院で死去（73歳没）[386]。
- 6日
  - 【ヒューマン】朝日放送テレビ制作・テレビ朝日系「日曜22時」枠第2弾作品として、野島伸司が5年振りに地上波での連続ドラマ脚本を手がけるオリジナルドラマ『何曜日に生まれたの』を放送開始（全9話、 - 10月8日）。飯豊まりえが10年間にわたって引きこもり生活を続ける独身女性役を演じる[387][388]。共演に早見あかり、溝端淳平、陣内孝則、シシド・カフカら[389]。
  - 【訃報】1989年に円演劇研究所に入門、3年後の1992年に演劇集団 円正座員に昇格した後は舞台演劇を中心に活動、テレビドラマではTBS系『長男の嫁』（1994年）や「東芝日曜劇場」枠『パパ・サヴァイバル』（1995年）、フジテレビ系『古畑任三郎ファイナル ラスト・ダンス』（2006年1月）などに出演経歴を持つ舞台女優の入江純がこの日、がんのため死去（53歳没）。訃報は15日に所属先より公表された[390][391]。
- 7日 - 【ラブコメディ】
  - テレビ東京系「ドラマプレミア23」枠で、長田亜弓原作の同名漫画をテレビドラマ化した『やわ男とカタ子』を放送開始（全8話、 - 9月25日）。主役のイケメン弁護士でありながらオネエ言葉を発する男役を三浦翔平が、また自虐ヒロイン役を松井玲奈がそれぞれ演じる[392]。
  - 【東京都】TOKYO MX1月曜22時「ドラマニア!」枠で、アキラ原作の同名女性漫画をテレビドラマ化した『その結婚、正気ですか?』を放送開始（同局公式配信サイト「エムキャス」でも同時配信）（全8話、 - 9月25日）。連続ドラマ初主演となる岡本玲がズボラなアラサー女子役を、長妻怜央（7ORDER）が年下のイケメン社長役をそれぞれ演じる[393]。
- 12日 - 【警察・ミステリー】東海テレビ制作・フジテレビ系「土ドラ」枠で、天樹征丸原作の同名漫画をテレビドラマ化した『ギフテッド Season1』を放送開始（全8話、 - 10月1日(9月30日深夜)[注 29]）。増田貴久（NEWS）がイケメン天才刑事役を、浮所飛貴（美 少年）が殺人犯を見抜く目を持つ高校生役をそれぞれ演じる。本作品は東海テレビとWOWOWの共同制作で、『…Season2』はWOWOWプライムで10月14日より土曜22時枠にて放送された（全8話、 - 12月2日）[394][395]。
- 13日 - 【法曹界・サスペンス・BS】WOWOWプライム「日曜連続ドラマW」枠で、大岡昇平原作で、1978年には映画化、さらに数度テレビドラマ化もされた『事件』を椎名桔平の主演で放送開始（全4話、 - 9月3日）[396]。
- 14日 - 【SP】NHK総合「NHKスペシャル」にて終戦記念ドラマ『アナウンサーたちの戦争』を放送（22時 - 23時29分）[397]。第二次世界大戦当時のNHKアナウンサーの活動をドラマ化したもの。主役の開戦のニュースを伝えるアナウンサー「和田信賢（1952年没）」を森田剛が演じる。共演に橋本愛（和田実枝子役、ナレーション兼務）、高良健吾（館野守男役）、浜野謙太（今福祝役）、大東駿介（志村正順役）、藤原さくら（赤沼ツヤ役）、古舘寛治（松内則三役）、安田顕（米良忠麿役）ら。
- 16日 - 【警察・ミステリー】テレビ朝日系「水曜21時」枠で、1999年から続く沢口靖子主演の人気シリーズ『科捜研の女』のseason23を放送開始（全8話、 - 10月4日）。内藤剛志、小池徹平、若村麻由美、風間トオルらレギュラーメンバーも引き続き出演。初回は2時間スペシャルとして放送され、ゲストとして徳重聡と市毛良枝が出演した[398][399]。
- 18日 - 【郵便・アクション】テレビ東京系「ドラマ8」枠で、田中圭が郵便配達人でありながら警察も司法も手を出さない事件から子供たちを守り、加害者を制裁するダークヒーロー・副島力也役を演じる『ブラックポストマン』を放送開始（全7話、 - 9月29日）[400]。共演に志田未来、近藤春菜（ハリセンボン）、高橋メアリージュンら。初回は2時間スペシャルとして放送（20時 - 21時48分）[401][402]。
- 19日 - 【訃報】日本でも2017年にNHK総合で放送された米国NBCテレビ制作のドラマ『THIS IS US/ディス・イズ・アス 36歳これから』にウィリアムズ役で出演していたロン・シーファス・ジョーンズ（英語版）がこの日、肺疾患のため死去（66歳没）[403]。
- 21日
  - 【帯・ヒューマン】NHK総合「夜ドラ」枠で、大阪局（BK）制作による『わたしの一番最悪なともだち』を放送開始（全32話、 - 10月12日）[404]。主演はテレビドラマ初主演となる蒔田彩珠、共演に髙石あかり、高杉真宙、倉科カナ、原田泰造（ネプチューン）ら[405]。
  - 【訃報】文学座養成所を経て1964年に劇団雲所属俳優としてデビューし、西ドイツ在住を経て1980年に演劇集団円に移籍して舞台を中心に活動。テレビドラマではNHK大河ドラマ『竜馬がゆく』（1968年）で薩摩藩士・田中新兵衛を演じたのを皮切りに数々の作品に出演した俳優の野村昇史がこの日、胃がん及び十二指腸がんの併発などにより死去（85歳没）。訃報は28日に演劇集団円より公表された[406]。
- 25日 - 【時代劇・BS】NHK BSプレミアム・BS4K「BS時代劇」枠にて、過去に5度制作・放送された池波正太郎原作の『雲霧仁左衛門』シリーズ第6作となる『雲霧仁左衛門6』を放送開始（全8回、 - 10月13日）[407]。過去5作同様、主人公で稀代の盗賊・雲霧仁左衛門を中井貴一、雲霧の宿敵である安部式部役を國村隼がそれぞれ演じる。
- 26日 - 【SP・ヒューマン】日本テレビ系ではこの日、『24時間テレビ 愛は地球を救う46』内のSPドラマとして、チョーク製造・販売大手の「日本理化学工業」の実話を基にした『虹色のチョーク 知的障がい者と歩んだ町工場のキセキ』を放送（21時19分 - 23時15分）[408][409]。主演は本年の『24時間テレビ』メインパーソナリティを務めるなにわ男子の道枝駿佑で、社長の息子役を演じる。共演に芳根京子、小林聡美、江口洋介ら。
- 31日（30日深夜） - 【恋愛・オムニバス】テレビ東京系「水ドラ25」枠にて、ボーイズダンスグループ「原因は自分にある。」のメンバーが1度ハマると抜け出せない「沼オトコ」を演じるオムニバスドラマ『沼オトコと沼落ちオンナのmidnight call 〜寝不足の原因は自分にある。〜』を放送開始（全6話、 - 10月5日(4日深夜)）[410]。共演（沼落ちオンナ役）に小西桜子、河村花、工藤遥、佐藤玲、松浦りょう、水谷果穂ら。

### 9月

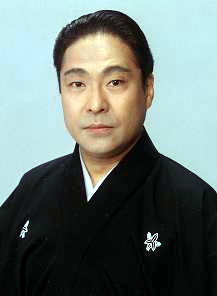
二世市川猿翁死去（9月13日、83歳没）

- 3日 - 【特撮】テレビ朝日系・東映製作の老舗特撮シリーズ「仮面ライダーシリーズ」の最新作『仮面ライダーガッチャード』がこの日より放送開始（全50話、 - 2024年8月25日）[411]。
- 6日（5日深夜） - 【恋愛・近畿広域圏】毎日放送「ドラマイズム」枠にて、新田チハルの同名漫画をテレビドラマ化した『灰色の乙女』を放送開始（全7話、 - 10月18日(17日深夜)）[412]。主演は桜井玲香と中田圭祐、共演に桃月なしこ、松本大輝ら。
- 8日（7日深夜） - 【ヒューマン・コメディ】テレビ東京系「木ドラ24」枠で、福島県楢葉町を舞台に、ドラマ初出演かつ初主演となる子役の大沢一菜が姉夫婦を事故で亡くした姪役に、また本郷奏多が姪を引き取り面倒を見る独身の叔父役を演じる『姪のメイ』を放送開始（全6話、 - 10月13日(12日深夜)）。今作は楢葉町を始め福島県内の12市町村でロケを敢行する[413]。
- 9日 - 【SP・ミステリー】フジテレビ系「土曜プレミアム」枠にて、田村由美の同名漫画を原作とし、同局系「月9」枠にて2022年1月期に放送された『ミステリと言う勿れ』の特別編を放送（21時 - 23時25分）[414]。今作は連続ドラマ版第1話のリブート版と新作「タイムカプセル編」[注 30]により編成される。主演は連続ドラマ版に引き続き菅田将暉、ゲスト出演者に篠原涼子、志尊淳、塚地武雅ら。
- 10日
  - 【特番】TBS系「日曜劇場」枠で放送されている『VIVANT』の緊急生放送スペシャルを放送（19時 - 21時30分）[415]。同作に出演している堺雅人、阿部寛、二宮和也らが生出演し、撮影の裏話などを語るコーナーや未公開映像、スペシャルダイジェストなどの内容となっている。司会は同局系『ラヴィット!』の川島明（麒麟）と田村真子（TBSアナウンサー）が務めた。また、同特番に引き続き『VIVANT』第9話を放送（21時30分 - 22時49分）。
  - 【ミステリー・BS】WOWOWプライム「日曜連続ドラマW」枠で、湊かなえの同名小説をテレビドラマ化した『落日』を放送開始（全4話、 - 10月1日）[416]。主演は北川景子、共演に吉岡里帆、竹内涼真ら。
- 13日 - 【訃報】三世市川段四郎（1963年没）の長男として生まれ、1947年1月に東京劇場「二人三番叟」の附千歳で三代目市川團子を名乗り初舞台を踏み、1963年に三代目市川猿之助を襲名、歌舞伎の演目に宙乗りを復活させてケレン芸の名手としてならし、古典歌舞伎の新解釈上演やスーパー歌舞伎と題する新作歌舞伎を続々と発表上演して「歌舞伎界の異端児」と謳われる一方、テレビドラマでは1964年のフジテレビ系「シオノギテレビ劇場」枠にて『若き日の信長』（原作：大佛次郎）にて主演（織田信長役）を務めたり、1970年度NHK大河ドラマ『樅ノ木は残った』（原作：山本周五郎）の第1話「野のふたり」にフィルム出演するなどの経歴を持ち、2012年に隠居名「市川猿翁」を二代目として襲名した後も長男の九代目市川中車と孫の五代目市川團子を指導するなど精力的な活動を続けた歌舞伎役者の二世市川猿翁[注 17]（本名：喜熨斗政彦）がこの日早朝、不整脈のため死去（83歳没）。訃報は15日に松竹より発表された[417]。
- 18日（17日深夜） - 【コメディ・近畿広域圏】毎日放送月曜（日曜深夜）0時50分枠にて『女子高生、僧になる。』を放送開始（全6話、 - 10月23日(22日深夜)）[418]。主演は畑芽育、共演に奥野壮ら。
- 20日
  - （19日深夜）【紀行】テレビ東京系「ドラマチューズ!」枠にて、八馬智の著書『日常の絶景 知ってる街の、知らない見方』を原案とした『日常の絶景』を放送開始（全3話、 - 10月4日(3日深夜)）[419]。主演は伊藤万理華、共演に石山蓮華ら。
  - 【訃報】東京教育大学（現・筑波大学）体育学部在学中の1954年にパントマイム演劇『雪の夜に猫を捨てる』を発表し、その後アメリカ合衆国にて修行を積んだ後には「ママコ・ザ・マイムスタジオ」を設立してモダンダンスやパントマイムなどを駆使した表現を中心にした演劇活動を展開、テレビドラマではNHK総合のパントマイムドラマ『不思議なパック』（1960年 - 1961年）にて主演のパック役を演じるなど日本を代表するパントマイラーとしてテレビや映画などで幅広く活動した振付師・パントマイラー・俳優のヨネヤマママコ（本名：米山ママコ）がこの日、老衰のため埼玉県内の病院で死去（88歳没）。訃報は23日に公表された[420]。
- 21日 - 【刑事・SP】テレビ朝日系にて2011年4月から2022年9月まで7シーズン[注 31]放送された上川隆也主演のドラマシリーズ『遺留捜査』のスペシャル第11弾を放送（20時 - 21時54分）[421]。
- 22日 - 【恋愛・BS】WOWOWプライム「連続ドラマW-30」枠にて、咲坂伊緒の同名漫画を原作とし、2014年にテレビアニメ化[注 32]および実写映画化[注 33]もされた『アオハライド』のSeason1を放送開始（全8話、 - 11月10日）。主演は出口夏希と櫻井海音[422]。
- 23日 - 【ヒューマン】NHK総合「土曜ドラマ」枠にて、1980年に公開された同名映画（監督・山田洋次、主演・高倉健（2014年没））を原作とし、2018年11月にBSプレミアムで放送され、2022年9月には続編が放送された『遙かなる山の呼び声』の再編集版を放送開始（全4話、 - 10月14日）[423]。主演は阿部寛と常盤貴子。
- 27日
  - （26日深夜）【BL・関東広域圏】TBS「ドラマストリーム」枠にて、みかの同名漫画をテレビドラマ化した『君には届かない。』を放送開始（全8話、 - 11月15日(14日深夜)）[424]。主演は前田拳太郎と柏木悠（超特急）。
  - 【音楽・コメディ】フジテレビ系「水10」枠で、四葉夕卜原作、小川亮作画の同名漫画を原作とし、テレビアニメ化[注 34]もされた『パリピ孔明』を向井理主演で放送開始（全10話、 - 11月29日）。向井は現代の渋谷に転生し、上白石萌歌演じる歌手を目指す少女の軍師（マネジャー）・諸葛孔明役を演じる[425][426]。共演に森山未來、菅原小春、宮世琉弥、八木莉可子、関口メンディー、アヴちゃん（女王蜂）、森崎ウィン、ディーン・フジオカら。なおフジオカはナレーションも兼務する。初回は15分拡大で放送[427][428]。
- 28日 - 【時代劇・BS】BS朝日（2K・4K）で、2017年から開始され、海老沢泰久の短編小説を基に、水谷豊が隠居した旗本・日向半兵衛を演じ、巨悪を成敗する人気シリーズの最新作で第7弾を迎える『無用庵隠居修行7』を放送（19時 - 20時54分）。例年通り岸部一徳、檀れいも共演[429]。
- 29日 - 【訃報】1958年に早稲田大学を卒業して東宝現代劇に入団、主に舞台俳優として活動して師匠の菊田一夫（1973年没）の戯曲を中心に数々の作品に出演し、後には舞台演出家としても『熊楠の家』（脚本：小幡欣治（2011年没））などを手掛けるなどし、俳優としてテレビドラマではTBS系正月大型時代劇『関ヶ原』（1981年）などに出演経歴を持つ舞台俳優・演出家の丸山博一がこの日、腎不全のため東京都内の自宅で死去（88歳没）[430]。訃報は12月5日に明らかにされた。
- 30日（29日深夜）・10月7日（6日深夜） - 【グルメ】テレビ東京系「ドラマ25」枠にて、群馬県高崎市を舞台とする『こむぎの満腹記』を2週連続で放送[431]。主演は同局系ドラマ初主演となる原菜乃華。

### 10月

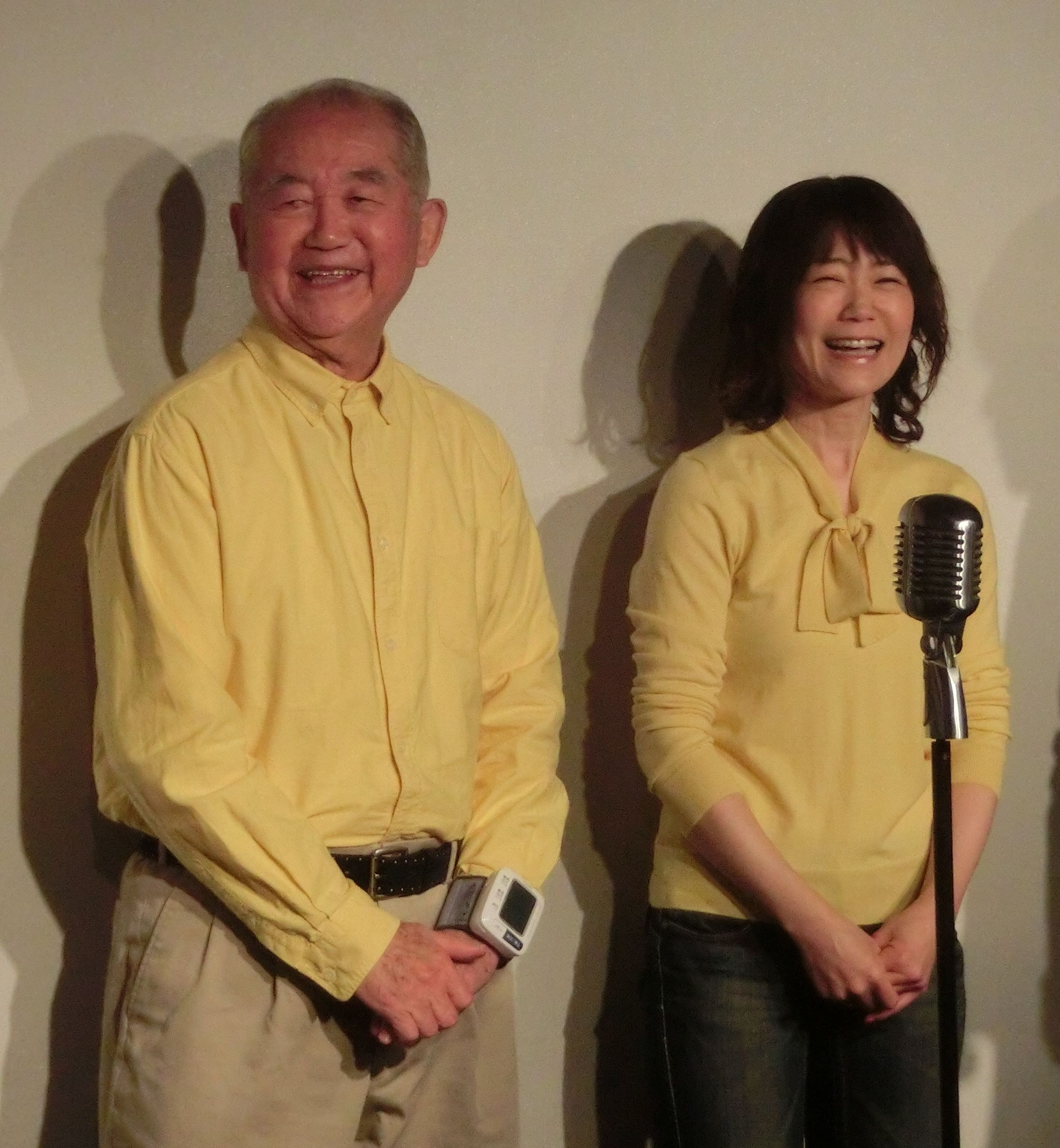
ティーチャ（左）死去（10月22日（訃報発表日）、88歳没。写真は2018年1月撮影）

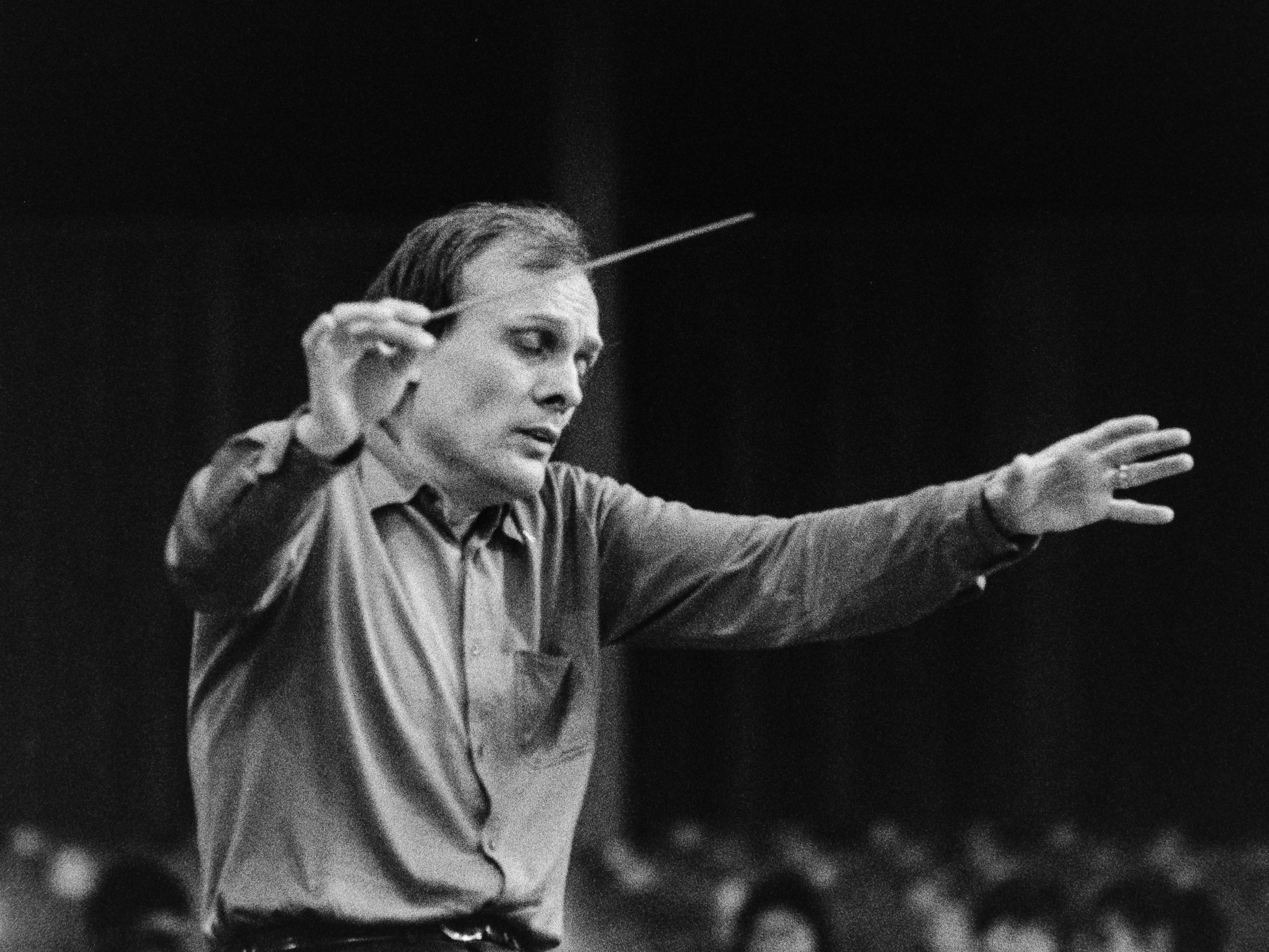
ズデニェク・マーツァル死去（10月25日、87歳没。写真は1982年4月撮影）

- 1日 - 【ミステリー・BS】BS-TBS（2K・4K）にて、『精神分析医 氷室想介の事件簿2-ベストセラー小説に隠された殺人事件の謎-』を放送（19時 - 20時54分）。前年2月に放送された『精神分析医 氷室想介の事件簿〜超高層ビル密室殺人の謎〜』の第2弾で、主人公の精神分析医・氷室想介役の小泉孝太郎を始め、美村里江、筧美和子らが引き続き出演する。ゲストに内田理央ら[432]。
- 2日 - 【朝ドラ】2023年度後期のNHK連続テレビ小説（第109作、大阪局〈BK〉制作）として、戦後「ブギの女王」として一世を風靡した歌手の笠置シヅ子（1985年没）をモデルにした『ブギウギ』を足立紳の脚本により放送開始（全126話（全26週）、 - 2024年3月29日）[注 35]。笠置の代表曲「東京ブギウギ」を作曲した服部良一（1993年没）の孫である作曲家の服部隆之が音楽を担当[433][434]、主演となる「花田鈴子」役に趣里を起用する[435]ほか、澤井梨丘、本上まなみ、中越典子、石倉三郎、三林京子、えなりかずき、市川実和子、近藤芳正らが出演[436][437]。またドラマの語りを大阪局アナウンサーの高瀬耕造が務める[438]。
- 3日 - 【時代劇・コメディ】NHK総合「ドラマ10」枠にて、よしながふみの同名漫画を原作とし、本年1月 - 3月に同枠でシーズン1が放送された『大奥』のシーズン2を放送開始（全11回、 - 12月12日）[439]。脚本はシーズン1に引き続き森下佳子が担当、本シーズンは「医療編」と「幕末編」をドラマ化する。「医療編」の出演は松下奈緒、安達祐実、仲間由紀恵、蓮佛美沙子ら、「幕末編」の出演は古川雄大、福士蒼汰、岸井ゆきのら。
- 5日
  - （4日深夜）【恋愛】テレビ東京系「ドラマNEXT」枠10月期作品として、東ゆき原作、森永いと漫画の同名漫画をテレビドラマ化した『推しが上司になりまして』を放送開始（全12話、 - 12月21日(20日深夜)）[440][441]。主演は鈴木愛理、共演に片寄涼太（GENERATIONS）ら。
  - 【グルメ・BS】BS-TBS（2K・4K）「木曜ドラマ23」枠にて、田中相の同名漫画をテレビドラマ化した『天狗の台所』を放送開始（全10話、 - 12月7日）[442]。主演は駒木根葵汰、共演に塩野瑛久、越山敬達ら。
- 6日（5日深夜） - 【ミステリー・復讐劇】読売テレビ制作・日本テレビ系「木曜ドラマ」枠10月期作品として、佐藤友治のオリジナル脚本で、次女が「担任の男性教師とパパ活していた」と捏造された流出映像で世間から非難を浴び、それを苦に自殺したことから、映像流出した実業家に家族総出で壮大な「なりすまし」復讐計画を実行する様子を描く復讐ミステリー『ブラックファミリア〜新堂家の復讐〜』を放送開始（全10話、 - 12月7日）[443]。主演は連続ドラマ初主演となる板谷由夏、共演に山中崇、森崎ウィン、渡邉理佐、星乃夢奈ら。
- 7日
  - （6日深夜）
    - 【ホラー・サスペンス】日本テレビ系「金曜ドラマDEEP」枠10月期作品として、ホラーの巨匠として知られる中田秀夫が監督を務め、少年と少女の残酷な運命を描いた『秘密を持った少年たち』を放送開始（全12話、 - 12月23日(22日深夜)）。主演をドラマ初出演となる佐藤海音が務め、共演に大原優乃、大谷亮平ら[444][445]。
    - 【グルメ・BL】テレビ東京系「ドラマ24」枠10月期作品として、よしながふみの同名漫画を原作とし、2019年4月期に同枠で放送[注 36]された『きのう何食べた?』のseason2を放送開始（全12話、 - 12月23日(22日深夜)）。西島秀俊と内野聖陽が引き続き主演を務める[446][447]。

  - 【ミステリー・SP】日本テレビ系で、日本テレビ開局70周年を記念して視聴者参加型の特別企画ミステリードラマ『THE MYSTERY DAY』を3時間にわたって放送（19時56分 - 22時54分、番組は生放送、ドラマ部分は事前VTR）。怖がりな刑事役をユースケ・サンタマリアが演じるほか、小栗旬、川栄李奈、中条あやみ、劇団ひとり、原田泰造（ネプチューン）、武田真一らが出演。また番組ナビゲーターをアニメ『名探偵コナン』の主人公・江戸川コナンが、番組MCを山里亮太（南海キャンディーズ）と水卜麻美（日本テレビアナウンサー）が務めた。さらに黒幕役を当てた場合は抽選で総額1000万円を贈呈するリアルタイム予想を実施[448][449]。
  - 【グルメ・BS】BSテレ東（2K・4K）「土曜ドラマ9」枠にて、安倍夜郎の同名漫画をテレビドラマ化した『たそがれ優作』を放送開始（全8話、 - 11月25日）[450]。主演は北村有起哉、共演に坂井真紀、瀬戸さおり、駒木根葵汰、浅田芭路、駒井蓮、前田美波里、田畑智子ら。
  - 【ヒューマン・BS】BS松竹東急「土曜ドラマ」枠が3か月ぶりに再開。再開第1弾作品として、『商店街のピアニスト 永遠の調べ』を放送開始（全12話、 - 12月23日）[451]。主演は田口浩正、共演に藤田朋子、井上想良、景井ひなら。
- 8日
  - （7日深夜）【恋愛・BS・大阪府】BSテレ東（2K・4K）制作・テレビ大阪「真夜中ドラマ」枠10月期作品として、青井ぬゐの漫画『少年を飼う』をテレビドラマ化した『猫カレ -少年を飼う-』を放送開始（全12話、 - 12月24日(23日深夜)）[452]。主演は連続ドラマ初主演となる石川恋、共演に齋藤潤ら。
  - 【サスペンス・BS】WOWOWプライム「日曜連続ドラマW」枠で、『フィクサー Season3』を放送開始（全5話、 - 11月5日）。主演はSeason1・2に引き続き唐沢寿明[453]。
  - 【訃報】落語家の傍ら、俳優として1979年 - 1980年放送のテレビ朝日系時代劇『江戸の牙』や2015年公開の映画『の・ようなもの のようなもの』にも出演した六代目古今亭志ん橋（本名・小椋幸彦）がこの日早朝、大腸がんのため死去（79歳没）[454]。
- 9日
  - 【ヒューマン】フジテレビ系「月9」枠10月期作品として、徳永友一のオリジナル脚本で、クリスマスイブの日の出来事を題材とした『ONE DAY〜聖夜のから騒ぎ〜』を放送開始（全11話、 - 12月18日）。二宮和也（嵐）が記憶喪失の逃亡犯、大沢たかおが孤高のシェフ、中谷美紀が報道キャスターをそれぞれ演じる[455]。共演に江口洋介、松本若菜、中川大志、福本莉子、小手伸也、桜井ユキ、佐藤浩市ら。
  - 【不倫】テレビ東京系「ドラマプレミア23」枠10月期作品として、ばったんの同名漫画をテレビドラマ化した『けむたい姉とずるい妹』を放送開始（全8話、 - 11月27日）[456]。主演は栗山千明、共演に馬場ふみか、栁俊太郎ら。
  - 【訃報】1962年に中央大学から讀賣テレビ放送（YTV）に入社し、ディレクターとして主にテレビドラマ畑で活動、同局制作（日本テレビ系）の『木曜ゴールデンドラマ』枠で『五瓣の椿』などの作品の演出を手掛け、同局を退職してフリーの演出家になってからもテレビ朝日系スペシャルドラマ『天国と地獄』（2007年）、『警官の血』（2009年）などの作品の演出を手掛け、晩年には映画監督としても活動していた演出家・脚本家の鶴橋康夫（本名：倉田康夫）がこの日、誤嚥性肺炎のため死去（83歳没）。訃報は17日に公表された[457]。
- 10日
  - 【コメディ】テレビ朝日系「火曜21時」枠10月期作品として、2016年から同局系「金曜ナイトドラマ」枠で開始され、松岡昌宏（TOKIO）が女装した家政夫・三田園薫役を演じ、第5シリーズまで放送された『家政夫のミタゾノ』の最新作となる第6シリーズをゴールデン枠に昇格させて放送開始（全9話、 - 12月5日）。伊野尾慧（Hey! Say! JUMP）、余貴美子らレギュラー陣も続投するほか、三田園のパートナーとなる新人家政婦役を桜田ひよりが演じる[458][459][460]。
  - 【ラブコメディ】関西テレビ制作・フジテレビ系「火ドラ★イレブン」枠10月期作品として、上田誠（ヨーロッパ企画）のオリジナル脚本により、吉岡里帆が広告代理店で働く女性役、また永山瑛太が未来から来たタイムパトロール隊員役をそれぞれ演じるラブコメディ『時をかけるな、恋人たち』を放送開始（全11話、 - 12月19日）[461]。
- 11日（10日深夜） - 【ヒューマン】テレビ東京系「ドラマチューズ!」枠にて、ふちいく子の著書『くすぶり女のシンデレラストーリー』を原案とし、MEGUMIが企画・プロデュースを担当する『くすぶり女とすん止め女』を放送開始（全8話、 - 11月29日(28日深夜)）[462]。主演は西田尚美と香音。
- 12日
  - （11日深夜）
    - 【恋愛】テレビ東京系「水ドラ25」枠10月期作品として、椎名軽穂の同名漫画を原作とし、テレビアニメ化や実写映画化もされたことがある『君に届け』を放送開始（全12話、 - 12月28日(27日深夜)）[463][464]。主演は南沙良と鈴鹿央士。同作品は3月30日よりNetflixで配信されている。
    - 【不倫・大阪府】テレビ大阪では新ドラマ枠「DRAMA ADDICT」を新設（BSテレ東（2K・4K）およびテレビ東京以外のTXN系列局でも放送）。その第1弾としてりお原作、瀬畑純漫画の同名漫画をテレビドラマ化した『インターホンが鳴るとき』を放送開始（全10話、 - 12月14日(13日深夜)）[465]。主演は土村芳、共演に堀井新太、古屋呂敏ら。

  - 【恋愛】フジテレビ系「木曜劇場」枠10月期作品として、生方美久脚本のオリジナル作品『いちばんすきな花』を放送開始（全11話、 - 12月21日）[466]。主演は多部未華子、松下洸平、神尾楓珠、今田美桜の4名が務める。共演に仲野太賀、齋藤飛鳥、臼田あさ美、白鳥玉季、田辺桃子ら。初回は20分拡大で放送[467][468][469]。
  - いずれも【訃報】
    - 文学座にて「島津元」の芸名で俳優として活動した後、1974年に『若い!先生』（国際放映制作・TBS系）にて脚本家としてデビュー。その後は日本テレビ系『俺たちの勲章』（1975年）などユニオン映画制作作品に深く携わり、CBCテレビ制作（TBS系）の『キッズ・ウォー』シリーズのメインライターを務めるなど数多くの作品を手掛けた脚本家の畑嶺明がこの日、老衰のため死去（80歳没）。訃報は17日に公表された[470]。
    - 1993年に「白泉社アテナ新人大賞」佳作入選をきっかけに翌1994年に同社の漫画誌「花とゆめ」第23号掲載の『ハートの果実』でデビュー。1999年には同誌で連載を開始した『花ざかりの君たちへ』が大ヒットし、同作はフジテレビ系にて2007年に堀北真希主演で、2011年に前田敦子（当時AKB48）主演でそれぞれテレビドラマ化されるなど少女漫画界に足跡を残した女流少女漫画家の中条比紗也がこの日、心臓病のため死去（50歳没）。訃報は26日に白泉社より告知された[471][472]。
- 13日 - 【改編・枠復帰・芸能・法曹界】フジテレビ系の10月期改編で、1969年3月以来54年半ぶりに金曜21時台の連続ドラマ枠が復活。復活第1弾作品として、オリジナル脚本によりムロツヨシが元芸能マネージャーでパラリーガルの蔵前勉役、また平手友梨奈が新米の弁護士・天野杏役をそれぞれ演じる『うちの弁護士は手がかかる』を放送開始（全11話、 - 12月22日）。また演出を瑠東東一郎が手掛ける。共演に吉瀬美智子、戸田恵子、安達祐実、大倉孝二ら。今回の枠復帰により同局系のドラマ枠は系列局の関西テレビ、東海テレビ制作分を含めると7枠になる[473][474][475]。これに伴い、9月まで同枠で放送されていたバラエティ番組『ウワサのお客さま』は1時間繰り上がり同日より金曜20時枠に移動したほか、金曜20時枠で放送されていた『爆買い☆スター恩返し』は9月15日をもって終了した[476]。
- 14日
  - （13日深夜）【恋愛・ミステリー】テレビ東京系「ドラマ25」枠10月期作品として、燃え殻による同名エッセイを阿部寛の主演でテレビドラマ化した『すべて忘れてしまうから』を放送開始（全10話、 - 12月16日(15日深夜)）[477]。ハロウィンの夜に突如失踪した恋人を探すことになるミステリー作家が、恋人の側面や秘密を知ることになる。共演に尾野真千子、Chara、宮藤官九郎、渡辺大知、酒井美紀、草笛光子、大島優子ら。2022年9月14日からDisney+にて先行配信されている[478]。
  - 【税務】日本テレビ系「土曜ドラマ」枠10月期作品として、慎結原作で2016年から17年に月刊誌「BE・LOVE」に連載された『ゼイチョー!〜納税課第三収納係〜』を基にした『ゼイチョー〜『払えない』にはワケがある〜』をゴールデン・プライム帯に放送される連続ドラマ初主演となる菊池風磨（Sexy Zone）により放送開始（全10話、 - 12月23日）。菊池は市役所納税課の徴税吏員・饗庭蒼一郎役を演じる[479]。共演に山田杏奈、白洲迅、松田元太（Travis Japan）、光石研、石田ひかり、本郷奏多、石野真子ら。
  - 【不倫・サスペンス】テレビ朝日系「オシドラサタデー」枠10月期作品として、いわしげ孝の漫画『単身花日 桜木舜の単身赴任・鹿児島』をテレビドラマ化した『単身花日』を放送開始（全9話、 - 12月9日）[480]。主演は重岡大毅（ジャニーズWEST）、共演に新木優子、田中樹（SixTONES）、高梨臨ら。
  - 【グルメ】東海テレビ制作・フジテレビ系「土ドラ」枠10月期作品として、白乃雪の同名漫画をテレビドラマ化した『あたりのキッチン!』を放送開始（全11話、 - 12月23日）[481]。主演は桜田ひより、共演に渡部篤郎、窪塚愛流[注 37]、工藤美桜、原沙知絵、峯村リエら[482]。
  - 【訃報】1955年に喜劇役者の石井均（1997年没）に入門し、「財津肇メ」の芸名で舞台役者としてデビューし、1964年に拠点を大阪に移して吉本興業に入り、芸名を「財津一郎」と改めて1960年代に一世を風靡した公開時代劇バラエティ『てなもんや三度笠』（朝日放送【ABCテレビ】制作、TBS系[注 3]）への出演をきっかけにブレイク、1971年に吉本興業を退社して本格的に俳優業に乗り出した後にはNHK大河ドラマ『武田信玄』(1988年）の太原雪斎役など数々のテレビドラマ、そして映画に出演したコメディアン、俳優、タレントの財津一郎（本名：財津永榮）がこの日夕方、慢性心不全のため東京都内の自宅で死去（89歳没）。訃報は19日に子息が週刊誌の取材に応じたことにより判明した[483]。
- 15日
  - 【スポーツ・ヒューマン】TBS系「日曜劇場」枠10月期作品として、菊地高弘の同名ノンフィクションを基にした『下剋上球児』を鈴木亮平の主演で放送開始（全10話、 - 12月17日）。鈴木は廃部寸前の弱小高校野球部を再建し、下克上を目指す元アマチュア野球選手の社会科教師役を演じる[484]。共演に黒木華、井川遥、小日向文世、松平健、生瀬勝久、小泉孝太郎ら[485]。また、中沢元紀、兵頭功海、菅生新樹ら野球部員役は実技審査も含めたオーディションを経て選考された[486]。
  - 【恋愛・コメディ・近畿広域圏】朝日放送テレビ「ドラマL」枠10月期作品として、わたなべ志穂の同名漫画を原作とする『18歳、新妻、不倫します。』を放送開始（全10話、 - 12月18日(17日深夜)）。主演は藤井流星（ジャニーズWEST）、共演に矢吹奈子、小林涼子、小宮璃央、山本涼介、逢沢りなら[487][488]。
- 16日
  - 【帯・ヒューマン】NHK総合「夜ドラ」枠で、青木U平の同名漫画をテレビドラマ化した『ミワさんなりすます』を放送開始（全32話、 - 12月7日）[489]。主演は松本穂香と堤真一、共演に恒松祐里、片桐はいり、山口紗弥加、伊藤万理華、高岡早紀ら。
  - 【警察】関西テレビ制作・フジテレビ系「月10」枠10月期作品として、橋本環奈が警察の経費削減の特命を受けた女性警察官・一円役を演じる『トクメイ!警視庁特別会計係』を放送開始（全11話、 - 12月25日）[490]。共演に沢村一樹、福井晶一、松本まりか、佐藤二朗、結城モエら[491]。
- 17日 - 【ラブコメディ】TBS系
  - （16日深夜）【編成・帯】深夜の帯ドラマ枠「よるおびドラマ」が1年ぶりに復活。その第3弾として、秋元康の企画・原案による声優学校を舞台にしたラブコメディ『Maybe 恋が聴こえる』を放送開始（全40話、 - 12月22日(21日深夜)）[492]。2021年10月期の第1弾『この初恋はフィクションです』、2022年10月期の第2弾『差出人は、誰ですか?』に引き続き、公開オーディション番組『私が女優になる日_ season3』出演者から本作主演として大和奈央が抜擢起用される。共演に橋本涼（HiHi Jets / ジャニーズJr.）ら。
  - 「火曜ドラマ」枠10月期作品として、北川亜矢子のオリジナル脚本により、広瀬アリスが大学で学び直す30歳のOL役を演じる『マイ・セカンド・アオハル』を放送開始（全10話、 - 12月19日）。また年下でありながら先輩の大学生役を道枝駿佑（なにわ男子）が、さらに先輩OL役を4年ぶりのドラマ出演となるイモトアヤコがそれぞれ演じる[493][494][495]。
- 18日
  - 【ホームドラマ・コメディ】日本テレビ系「水曜ドラマ」枠10月期作品として、金子茂樹のオリジナル脚本で、民放のゴールデン・プライム帯に放送される連続ドラマ初主演となる小池栄子が3人のダメ男を養うやり手のウエディングプランナーかつ経営者・深堀万里江役に扮する『コタツがない家』を放送開始（全10話、 - 12月20日）[496][497]。またダメ男3人役として吉岡秀隆、作間龍斗（HiHi Jets / ジャニーズJr.）、小林薫が出演する[498]。この3名以外の共演にホラン千秋、高橋惠子、北村一輝ら。
  - 【刑事】テレビ朝日系「水曜21時」枠10月期作品として、水谷豊主演の人気シリーズドラマ『相棒 season22』を放送開始（2クール放送、全20話、 - 2024年3月13日）。本作でも水谷演じる杉下右京の相棒として、前作「season21」でシリーズ復帰した寺脇康文演じる亀山薫が続投する[499]。
  - いずれも【訃報】
    - 1970年代に中川イサト（2022年没）らと共に音楽活動を始め、北島音楽事務所所属として1980年にロックバンド「もんた&ブラザーズ」で再デビューして「ダンシング・オールナイト」が大ヒットし、その年の『第31回NHK紅白歌合戦』に出場、また俳優としても1985年にNHK銀河テレビ小説『二度のお別れ』（原作：黒川博行）で主演した経歴を持つロックシンガー・俳優のもんたよしのり（本名：門田頼命）がこの日、大動脈解離のため死去（72歳没）。訃報は22日に公表された[500]。
    - 高校在学中から音楽活動を始め、キーボード奏者としてヤマハ音楽振興会所属アーティストたちを中心に数々のミュージシャンのバック演奏を務める傍ら、作曲家としても日本テレビ系刑事ドラマ『もっとあぶない刑事』（1988年）の挿入歌「RUN FOR YOUR LIFE」（歌唱：Christina）を手掛けた作曲家・アレンジャーの牧野信博がこの日死去（63歳没）。訃報は死去から一周忌となる2024年の同日に長女の牧野由依が報告した[501]。
- 19日 - 【恋愛】テレビ朝日系「木曜ドラマ」枠10月期作品として、2023年度「第27回手塚治虫文化賞」マンガ大賞を受賞した入江喜和の同名漫画を原作とする『ゆりあ先生の赤い糸』を放送開始（全9話、 - 12月14日）。主演は同局系ドラマ24年ぶりの主演となる菅野美穂が務める[502][503]。共演に鈴鹿央士、木戸大聖、田中哲司、松岡茉優、志田未来、吉瀬美智子、三田佳子ら。
- 20日
  - （19日深夜）
    - 【ヒューマン】テレビ東京系「木ドラ24」枠で、1996年に任天堂よりゲームソフト第1作が発売され、1997年からは同局でテレビアニメも放送されている「ポケットモンスター」シリーズを原案とする『ポケットに冒険をつめこんで』を放送開始（全10話、 - 12月22日(21日深夜)）[504]。主演は西野七瀬、共演に笠松将、内田理央、塚地武雅ら。また、ストーリーテラーを柳葉敏郎が務める。
    - 【恋愛・近畿広域圏】読売テレビでは新ドラマ枠「ドラマDiVE」を新設。その第1弾として、ましい柚茉の漫画『帰ってきたらいっぱいして。〜アラサー漫画家、年下リーマンに愛でられる〜』をテレビドラマ化した『帰ってきたらいっぱいして。』を放送開始（全10話、 - 12月22日(21日深夜)）[505]。主演は小島健（Aぇ! group）と浅川梨奈。

  - 【法曹界】テレビ東京系「ドラマ8」枠10月期作品として、2020年に韓国で放送されたテレビドラマ『ハイエナ -弁護士たちの生存ゲーム-』をリメイクした『ハイエナ』を放送開始（全8話、 - 12月8日）[506]。主演は篠原涼子と山崎育三郎、共演に瀧本美織、中尾明慶、八木勇征（FANTASTICS）、高橋克典ら[507]。
  - 【グルメ】TBS系「金曜ドラマ」枠10月期作品として、小林有吾の同名漫画をテレビドラマ化した『フェルマーの料理』を高橋文哉と志尊淳のダブル主演により放送開始（全10話、 - 12月22日）[508]。共演に小芝風花、仲村トオル、板垣李光人、白石聖、宮澤エマ、宇梶剛士、及川光博ら[509][510]。
  - 【訃報】新劇俳優として舞台デビューした後には声優としても活動、テレビドラマでは『特別機動捜査隊』（NET・東映）や『太陽にほえろ!』（日本テレビ・国際放映）など刑事ドラマの犯人役をメインに活動、また『仮面ライダー（1979年版）』[注 38]（毎日放送・東映）の魔神提督役、『大戦隊ゴーグルファイブ』[注 39]（テレビ朝日・東映）のデスマルク大元帥役など、特撮ドラマの悪の組織の幹部を演じたことでも知られた俳優・声優の中庸助（本名：中島和男）がこの日死去（93歳没）。訃報は11月10日に所属していたマウスプロモーションより公表された[511]。
- 21日 - 【不倫】テレビ朝日系「土曜ナイトドラマ」枠10月期作品として、伊奈子の同名漫画をテレビドラマ化した『泥濘の食卓』を放送開始（全9話、 - 12月16日）[512]。主演はドラマ単独初主演となる齊藤京子（日向坂46）、共演に吉沢悠、櫻井海音ら。
- 22日
  - 【ヒューマン】日本テレビ系「日曜ドラマ」枠10月期作品として、芦原妃名子の同名漫画をテレビドラマ化した『セクシー田中さん』を放送開始（全10話、 - 12月24日）[513]。主人公の40歳の独身OLにしてベリーダンサーの女性を木南晴夏が演じる。共演に生見愛瑠、毎熊克哉、川村壱馬（THE RAMPAGE from EXILE TRIBE）、前田公輝、安田顕（TEAM NACS）、生駒里奈、なえなの、高橋メアリージュンら[514][515]。
  - 【ヒューマン・ラブストーリー】朝日放送テレビ制作・テレビ朝日系「日曜22時枠」の第3弾として、堀田真由が主演し、萩原利久、風間俊介、岡田結実、檀れいらが共演する、兵庫県神戸市を舞台にした『たとえあなたを忘れても』を放送開始（全9話、 - 12月17日）[516]。
  - 【訃報】大映映画社員として映画に出演したり、高校教師時代には日大明誠高校野球部監督を務めるなどし、教師を定年退職した後に芸能界入りし、2008年に実娘（サッチィー）とのコンビで漫才コンビ「めいどのみやげ」を結成して数々のテレビ番組に出演、またピン芸人としても「めいどのみやげティーチャ」、「年金ちゃん」の芸名で活動。テレビドラマではTBS系『重版出来!』 第4話（2016年5月3日放送）にゲスト出演するなど幅広く活動した漫才師のティーチャ（本名：佐川真勝）がこの月（正式な没日は非公表）に死去していたことを実娘からSNSで報告された（88歳没）[517]。
- 24日
  - （23日深夜）【恋愛・関東広域圏】日本テレビ「シンドラ」枠10月期作品として、右腹の同名漫画をテレビドラマ化した『君が死ぬまであと100日』を放送開始（全10話、 - 12月26日(25日深夜)）[518]。主演は髙橋優斗（HiHi Jets / ジャニーズJr.）、共演に井上瑞稀（同）ら。
  - 【賞】東京ドラマアウォード2023の授賞式が都内で行われ、日本テレビ「日曜ドラマ」『ブラッシュアップライフ』（本年1月 - 3月）が連続ドラマ部門グランプリを、TBS系で本年4月に放送された『TOKYO MER 隅田川ミッション』が単発ドラマ部門グランプリをそれぞれ受賞した[519]。
  - いずれも【訃報】
    - 1968年に「南田聖子」名義で日本クラウンから歌手としてデビュー後、芸名を「一城みゆ希」と改め、NHK総合のヤング音楽番組『ステージ101』のヤング101初期メンバーとして1970年1月から1972年9月まで出演、その後はNHK『おかあさんといっしょ』に出演した後、声優に転身してフジテレビ系『タイムボカンシリーズ ヤッターマン』（竜の子プロダクション制作、1977年 - 1979年）など数々のアニメ作品に声優として出演、テレビドラマでは米英合作作品『アガサ・クリスティー ミス・マープル』（日本ではNHK BSプレミアムにて放送）に於いてジェーン・アッシャーの日本語版アテレコを担当、また自身も1978年の東京12チャンネル『恐竜戦隊コセイドン』や1984年の日本テレビ系「土曜グランド劇場」『気分は名探偵』に顔出し出演するなど長年に亘って多彩なジャンルでの活動を展開した歌手・タレント・声優の一城みゆ希（本名：千枝浩子）がこの日、多臓器不全のため死去（76歳没）[520]。
    - 舞台俳優として劇作家・中島らも（2004年没）主宰の劇団「笑殺集団リリパット・アーミー」や自ら主宰した「PM/飛ぶ教室」などで活動し、またNHK連続テレビ小説では『舞いあがれ!』（2022年後期/BK制作）など10作品以上に出演し、さらにTBS系『水戸黄門』や毎日放送制作・同系「ドラマ30」枠『いのちの現場から』などにも出演した俳優・劇作家の蟷螂襲がこの日、脳梗塞のため死去（65歳没）。訃報は27日までに所属事務所のライターズカンパニーの公式サイトで公表された[521]。
- 25日
  - （24日深夜）【サスペンス・近畿広域圏】毎日放送「ドラマイズム」枠にて、山川直輝原作、朝基まさし作画の同名漫画をテレビドラマ化した『マイホームヒーロー』を放送開始（全10話（全9回）、 - 12月20日(19日深夜)）[522]。主演は佐々木蔵之介、共演に高橋恭平（なにわ男子）、齋藤飛鳥、木村多江、吉田栄作ら。また、2024年春には同キャストで映画版が公開される予定。
  - 【訃報】 チェコ出身の世界的指揮者であり、2006年にフジテレビ系「月9」枠で放送された『のだめカンタービレ』でヴィエラ先生役で出演した経歴を持つズデニェク・マーツァルがこの日死去したことを現地メディアが報じた（87歳没）[523]。
- 26日 - 【訃報】1955年結成のコミックバンド「ハナ肇とキューバン・キャッツ」（後に「ハナ肇とクレージーキャッツ」に改名）のベーシストとして活動する傍ら、俳優としてもNHK連続テレビ小説『本日も晴天なり』（1981年）、『こころ』（2003年）、『おひさま』（2011年）などに出演するなどテレビドラマ・映画でも活躍した犬塚弘（いぬづか・ひろし、本名の読み：いぬづか・ひろむ）が死去（94歳没）[524][525]。訃報は27日に判明した[526]。
- 27日 - 【アクション】テレビ朝日系「金曜ナイトドラマ」枠10月期作品として、むとうひろしの同名漫画を原作とし、2009年には実写映画が、2014年にはウェブドラマがそれぞれ制作された『今日からヒットマン』を放送開始（全8話、 - 12月15日）[527]。主演は相葉雅紀、共演に山本舞香、本仮屋ユイカ、深澤辰哉（Snow Man）、筧利夫、勝村政信ら。

### 11月
- 2日 - 【訃報】1958年に東京放送（TBS）劇団に入り俳優として活動を開始、特にアメリカ合衆国のテレビドラマ『奥さまは魔女』（1966年、TBS系）では主演のエリザベス・モンゴメリー（1995年没）扮するサマンサ・スティーブンスの吹替を担当したことで知られ、他にも『宇宙家族ロビンソン』や『謎の円盤UFO』などの外国テレビドラマ作品に吹替担当として数多く出演したことでも知られた俳優・タレント・声優・ナレーターの北浜晴子（本名：塩浜晴子）がこの日、慢性肺疾患のため死去（86歳没）。訃報は10日に所属していた青二プロダクションより公表された[528]。
- 3日（2日深夜） - 【恋愛・オムニバス】テレビ東京 金曜（木曜深夜）1時枠にて、『キス×kiss×キス〜LOVE ii SHOWER〜』を放送開始（全8回、 - 12月22日(21日深夜)）。NTTドコモとエイベックス通信放送による『キス×kiss×キス』シリーズの地上波第2弾で、前年10月期の『キス×kiss×キス〜メルティングナイト〜』同様、様々なシチュエーションのキスを描いた毎週2本立てのオムニバスドラマ[529]。
- 4日 - 【訃報】1958年に松竹専属俳優として映画界にデビューし、1970年代に日本舞踊家に転身するまで映画俳優として活動。テレビドラマではNHK大河ドラマ『赤穂浪士』（1964年）、『竜馬がゆく』（1968年）の2作品を始めとする多くの作品に出演した俳優・日本舞踊家の花ノ本寿（本名：加藤龍一郎）がこの日、入院先の病院で死去（84歳没）。訃報は本人の公式ブログにて親族による代筆の形で告知された[530]。
- 5日 - 【訃報】愛知学芸大学時代にNHK名古屋放送劇団に入団して演劇活動を始め、ラジオパーソナリティや俳優として東海エリアを中心に活動。テレビドラマではNHK大河ドラマ『太閤記』（1965年）、NHK銀河テレビ小説『坂の上の家』（1973年）を始めとして数々の作品に出演した俳優の天野鎮雄がこの日の夜、多臓器不全のため名古屋市内の病院で死去（87歳没）[531][532]。
- 6日 - 【訃報】コピーライターを経て1977年より作詩家として活動を始め、シンガーソングライター：八神純子とのコンビで八神作曲・歌唱の「みずいろの雨」など数々の楽曲の作詩を手掛け、テレビドラマ主題歌ではTBS系『噂の刑事トミーとマツ』（1979年、大映テレビ制作）の「WONDERFUL MOMENT（ワンダフル・モーメント）」、「愛の静けさ」（歌唱・松崎しげる[注 40]）や日本テレビ系『妻たちの課外授業』（1985年）の「ブルーな嵐」（歌唱・森川美穂）、テレビ朝日系『法医学教室の事件ファイル 第1シリーズ』（1992年、後にスペシャルドラマとして「土曜ワイド劇場」枠などで放送）の「LEAVE ME ALONE」（歌唱・TWINZER、亜伊林名義）などの作詩を担当するなど数多の作品を世に送り出した作詩家の三浦徳子（本名：高原徳子）がこの日未明、肺炎のため死去（75歳没）。訃報は所属事務所のアップフロントグループ傘下のアップフロント音楽出版より告示された[533][534]。
- 8日 -【訃報】1976年に「演劇集団 円」の座員としてデビュー後、舞台俳優として数々の作品に出演、また声優としても活動。テレビドラマでは2002年度NHK大河ドラマ『利家とまつ〜加賀百万石物語〜』での滝川一益役や日本テレビ系「火曜サスペンス劇場」枠で放送された『わが町』（渡辺謙主演、1992年 - 1998年）で警部補役を演じるなど数多くの作品に出演した経歴を持つ俳優・声優の松井範雄がこの日、病気のため死去（72歳没）。訃報は12月4日に劇団のマネージメント事務所である円企画より発表された[535][536]。
- 9日 -【訃報】1974年にフィリップス・レコードよりアルバム『フィーリングナウ』でメジャーデビューし、バンド活動等を経てソロシンガーとなり、テレビドラマ主題歌では『獅子のごとく』（TBS系、1978年8月21日放送）の「たそがれマイ・ラブ」や『外科医有森冴子II』（日本テレビ系、1992年）の「愛は時を越えて」を歌唱、自身も2000年に放送されたTBS系サスペンスドラマ『はなまるマーケット殺人事件』に出演した経歴を持つ歌手の大橋純子がこの日夕方、東京都内の病院で死去（73歳没）。死因は公表されていないが、2018年に食道がんを患い、翌2019年に復帰。しかし今年3月末の定期検査で再発が発覚、活動を休止して療養していた[537][538][539]。
- 12日 -【訃報】福岡県出身で小学校時代に少年モデルとして地元の老舗百貨店である岩田屋[注 41]のCMに出演し、その後、1987年にポリドール・レコードよりシンガーソングライターとしてデビュー、1991年にフジテレビ系バラエティ番組『邦ちゃんのやまだかつてないテレビ』の第三期エンディングテーマとして自作の「愛は勝つ」が採用されたことがきっかけでブレイク、同曲で『第33回日本レコード大賞（ポップス・ロック部門大賞）』を受賞し、俳優としても1991年4月期のTBS系『熱血!新入社員宣言』[注 42]に出演した経験があるシンガーソングライターのKAN（本名：木村和）がこの日夕方死去（61歳没）。訃報は17日に所属事務所のアップフロントグループ傘下のアップフロントクリエイトより発表された[540][541]。
- 19日 - 【訃報】日本大学芸術学部卒業後、滝沢修（2000年没）、宇野重吉（1988年没）らと共に『劇団民藝』結成に参加、1972年に劇団民藝を離れて『劇団銅鑼』を結成して主に舞台演劇を中心に活動しつつ声優やテレビ番組などのナレーターとしても数多くの作品に出演、テレビドラマでは1964年度NHK大河ドラマ『赤穂浪士』の神崎与五郎役を始めとして数多くの作品に俳優として出演、また日本テレビ系『年末時代劇スペシャル』（1985年 - 1989年[注 43]）ではナレーターを担当するなど重厚な演技を持ち味にジャンルを問わず多彩な活動を展開した俳優・声優・ナレーターの鈴木瑞穂がこの日夜遅く、心不全のため東京都内で死去（96歳没）。訃報は28日に自らが結成に携わった劇団銅鑼が公式X（旧Twitter）にて公表した[542][543][544]。
- 22日（21日深夜） - 【ラブコメディ・関東広域圏】TBS「ドラマストリーム」枠にて、男子名門進学校を舞台にしたラブコメディ『恋愛のすゝめ』を放送開始（全8話、 - 2024年1月17日(16日深夜)）[545]。主演は連続ドラマ単独初主演となる綱啓永、共演に本田響矢、一ノ瀬ワタル、矢吹奈子、竹中直人ら。
- 24日 -【訃報】立教大学卒業後に広告代理店に就職し、CMディレクター、音楽プロデューサー、作詩家（伊達歩名義）などを経て1981年に小説家となり、鳥井信治郎（サントリー創業者、1962年没）を描いた小説『琥珀の夢 小説 鳥井信治郎』がテレビ東京・BSテレ東にて『日経ドラマスペシャル 琥珀の夢』（2018年10月5日放送、主演：内野聖陽）としてテレビドラマ化されるなど数々の作品を著し、多年に亘ってマルチな活動を続けた小説家・コラムニストの伊集院静（本名：西山忠来）がこの日、肝内胆管がんのため死去（73歳没）。訃報は死去当日に実妻の篠ひろ子より公表された[546]。
- 26日 - 【お笑い】日本テレビ系で、落語家・タレント・司会者の明石家さんまにスポットを当てたバラエティ『誰も知らない明石家さんま 第9弾』（19時 - 21時54分）内で、ドラマ「笑いに魂を売った男たち」を放送。さんま役を岩田剛典、ビートたけし役を香取慎吾がそれぞれ演じ、さんまとたけしの友情物語をドラマ化する。他に後藤輝基（フットボールアワー）、粗品（霜降り明星）、田口浩正らが出演[547]。
- 28日 - 【訃報】武蔵大学在学中の1963年にS-Fマガジン（早川書房）に掲載された「火星で最後の……」にてSF作家としてデビュー、また1960年代の日本におけるテレビアニメ創世記には脚本家としてTBS系の『エイトマン』（1963年）、『宇宙少年ソラン』（1965年）、『冒険ガボテン島』（1967年）やフジテレビ系『鉄腕アトム』（1963年）、『ジャングル大帝（第1作）』（1965年）などの作品に関わり、テレビドラマでは円谷プロダクション制作のTBS系SFドラマ『猿の軍団』（1974年）の原作を小松左京（2011年没）、田中光二と共に担当するなど、日本のSF作家第一世代として数々の作品を世に送り出した作家の豊田有恒[注 44]がこの日、食道がんのため死去（85歳没）。訃報は12月5日に自身の公式X（旧Twitter）に妻が死去を知らせる一文を掲載したことにより明らかにされた[548][549]。
- 29日 - 【訃報】1958年に早稲田大学教育学部を卒業後、松竹に入社し、昭和の名監督・木下惠介（1998年没）の下で助監督を務め、木下の勧めで脚本家への道を進み、フジテレビ系スペシャルドラマ『まごころ』（主演：下條正巳（2004年没）、1968年）、TBS系「木下惠介アワー／木下惠介・人間の歌シリーズ」では『おやじ太鼓』（主演：進藤英太郎（1977年没）、1968年）、『それぞれの秋』（主演：小林桂樹（2010年没）、1973年）などを手掛け、他にもNHK総合『男たちの旅路』シリーズ（1976年 - 1982年）、TBS系『岸辺のアルバム』（1977年）や『ふぞろいの林檎たち』シリーズ（1983年 - 1997年）など数々の名作ドラマの脚本を手掛けた脚本家の山田太一（本名：石坂太一）がこの日、老衰のため川崎市内の施設で死去（89歳没）。訃報は12月1日に家族からの連絡を受けたフジテレビにより公表された[550][551]。
- 30日 - 【事業終了】映像作品の現像制作や編集[注 45]などを主業務とする東宝グループのポストプロダクションで、TBS系『ウルトラシリーズ』（円谷プロダクション制作、昭和期）やフジテレビ系『電人ザボーガー』（1974年、ピー・プロダクション制作）などの特撮やTBS系テレビドラマ『コメットさん』（1978年、国際放映制作、大場久美子版）など数々の作品の現像を手掛けた東京現像所がこの日をもって全事業を終了、68年の歴史に幕。同社の事業は東宝グループ内[注 46]へ承継[552][553]。

### 12月

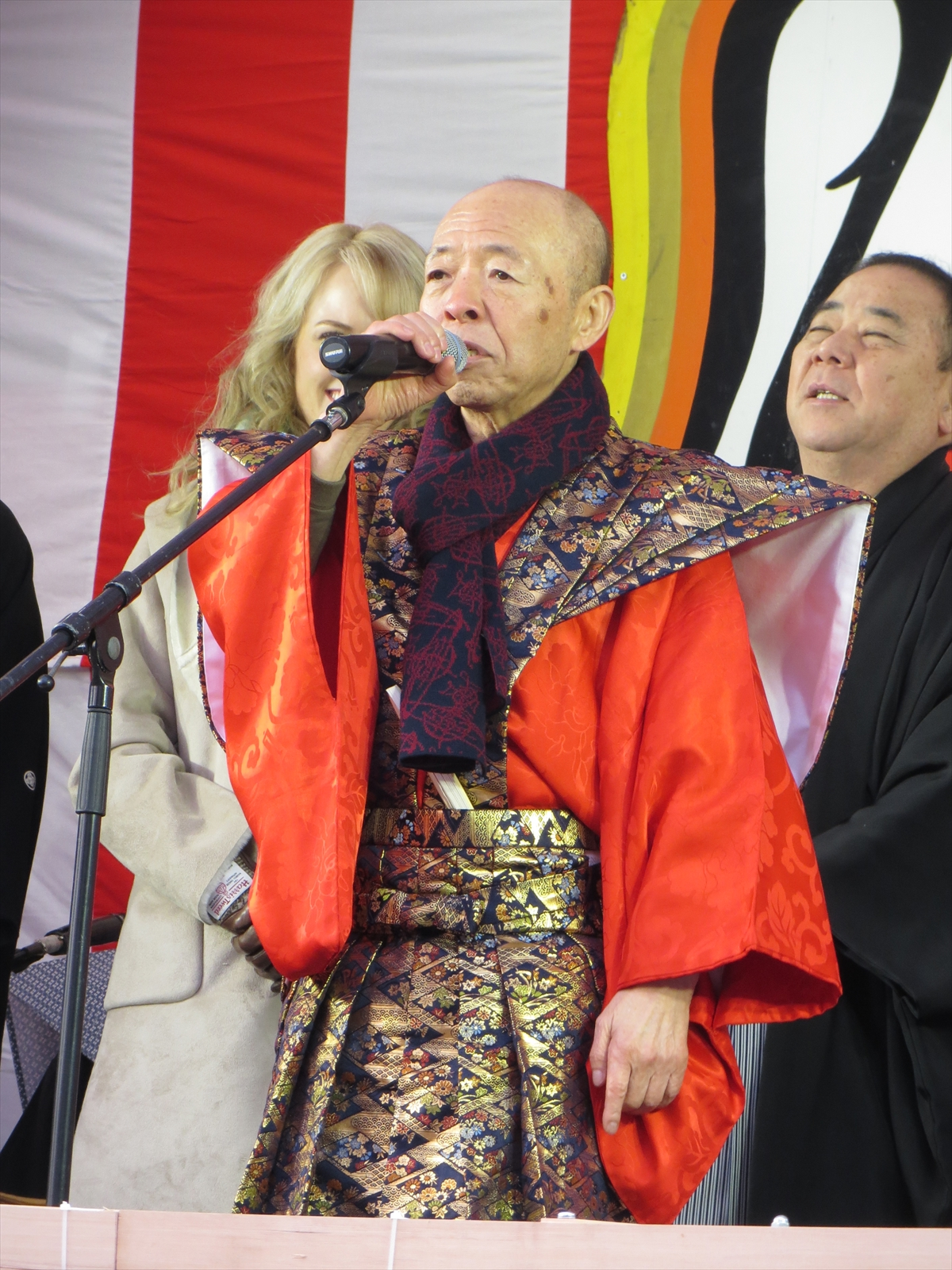
坂田利夫死去（12月29日、82歳没。写真は2015年1月撮影）

- 1日 - 【音楽・歴史・BS】NHKBSプレミアム4Kにて1970年代のジャパンポップシーンを彩ったアイドルスター誕生の物語をテーマとした特集ドラマ『アイドル誕生 輝け昭和歌謡』（21時 - 22時29分）を放送。1970年代から1980年代にかけて日本の音楽界を席捲した数々のアイドルスター誕生の物語を、稀代のヒットメーカーである阿久悠（作詩家、2007年没）と都倉俊一（作曲家、現・文化庁長官）のふたりの男を主役に描く。本作では児島秀樹と吉田照幸が共同脚本を担当、吉田が演出を担当し、主人公の阿久悠役には宇野祥平、都倉俊一役には宮沢氷魚を起用、共演に濱津隆之、堀部圭亮、仙道敦子、萩原聖人ら。また本作は2024年1月2日にBS2Kチャンネルでも21時 - 22時29分枠で放送された[554][555]。
- 4日 - 【復讐劇・サスペンス】テレビ東京系「ドラマプレミア23」枠で、大学2年の女子学生4人のうち1人を妊娠させた男から100万円強奪を目論む復讐劇『SHUT UP』を放送開始（全8話、 - 2024年1月29日）。主演を民放の連ドラ初主演となる仁村紗和が務め、渡邉美穂、莉子、片山友希らが共演[556][557]。
- 4日・5日（4日深夜） - 【追悼・BS】NHK BSにて、11月29日に死去した脚本家の山田太一（89歳没）を偲び、1992年4月11日・18日に2週連続でNHK総合「土曜ドラマ」枠で高倉健（2014年没）主演で放送された『チロルの挽歌』を2週分まとめて放送（前編：4日 23時30分 - 5日 0時59分、後編：5日 0時59分 - 2時28分）[558]。
- 5日 - 【訃報】平凡出版（現：マガジンハウス）の編集者として『平凡パンチ』『週刊平凡』『POPEYE』などに携わり、1980年に独立して作家活動を開始、1988年に発表した小説「凍れる瞳」[注 47]等で「第99回直木三十五賞」を受賞。その『凍れる瞳』が日本テレビ系「水曜グランドロマン」枠（1989年8月9日放送、主演：緒形直人）でテレビドラマ化されるなど数々の著作を発表した作家の西木正明（本名：鈴木正昭）がこの日、敗血症性ショックのため神奈川県川崎市内の病院で死去（83歳没）[559]。
- 6日
  - （5日深夜）【報道】テレビ東京系「ドラマチューズ!」枠にて、松田翔太が企画・主演を務め、架空のニュースショーを舞台とした『THE TRUTH』を放送開始（全4話、 - 12月27日(26日深夜)）[560]。
  - 【訃報】1973年にハナ肇（クレージーキャッツリーダー〈本名：野々山定夫〉、1993年没）に弟子入りし、1979年に川上泰生、小林すすむ（2012年没）とコントトリオ「ヒップアップ」を結成し、お笑い番組を中心に多くの番組に出演。トリオ解散後にピン芸人・タレントとなってからもバラエティ番組や情報番組のリポーターなどでも活動、俳優としてもTBS系ドラマ『嫁はミツボシ。』（2001年）などの作品に出演した経歴を持つタレントの島崎俊郎がこの日東京都内の自宅で倒れ、救急搬送先の病院で死亡が確認された（68歳没）。死因は急性心不全で、島崎は約1週間前から体調不良を訴え、診断の結果インフルエンザに感染していたという[561][562]。
- 16日・23日 - 【福祉・ミステリー】NHK総合テレビで、丸山正樹の同名小説をテレビドラマ化した『デフ・ヴォイス 法廷の手話通訳士』をスペシャルドラマとして2週にわたって放送（いずれも22時 - 23時15分）。主役の手話通訳士役を草彅剛が演じる[563]。共演に松本若菜、橋本愛、遠藤憲一ら[564]。
- 16日 - 【訃報】1967年に劇団日活青年劇場専属俳優として「久坂龍馬」の芸名で初舞台を踏み、1970年に三船プロダクションに移籍して芸名を「中山剣吾」と改め、俳優として同プロダクション制作の時代劇『大忠臣蔵』（1971年、NET（現・テレビ朝日）系）や日本テレビ系で放送された特撮『サンダーマスク』（1972年 - 1973年、東洋エージェンシー（現：創通）制作）などに出演、1984年の東宝映画『ゴジラ』に於いてゴジラのスーツアクターを務めたことを機に薩摩剣八郎と芸名を改め、その後も平成ゴジラシリーズのスーツアクターを務めたことで知られた俳優、スタントマン、殺陣師、スーツアクターの薩摩剣八郎（本名：前田靖昭）がこの日、間質性肺炎のため死去（76歳没）[565][566]。
- 25日 - 【特番・特撮・中京広域圏】武内直子の同名漫画を原作とし、2003年10月から2004年9月までCBCテレビ・東映製作、TBS系で放送された『美少女戦士セーラームーン』[注 48]が、放送20周年を迎えたのを記念した特別番組『セーラー戦士 20年目の同窓会』を、この日CBCテレビにて23時10分 - 23時40分に放送（TVerでの全国配信もあり）。沢井美優（月野うさぎ/セーラームーン役）、泉里香（水野亜美/セーラーマーキュリー役、当時は浜千咲名義）、北川景子（火野レイ/セーラーマーズ役）、安座間美優（木野まこと/セーラージュピター役）、小松彩夏（愛野美奈子/セーラーヴィーナス役）のメインキャスト5人が再集結し、オーディションの裏話や仲を深めるきっかけとなった秘話など様々なエピソードを語った[567]。
- 29日
  - 【動物・警察・ミステリー・BS】BS-TBS（2K・4K）で『ペットドクター花咲万太郎の事件カルテ2〜お隣さんは殺人犯!?〜』を放送（19時 - 20時54分）、前年3月に放送されたスペシャルドラマの第2弾で、主役の獣医師・花咲万太郎役の坂本昌行を始め、矢田亜希子、中山優馬、秋元才加らが引き続き出演する他、新たに研ナオコがトラブルメーカー役で出演する[568]。
  - 【時代劇】年内をもって芸能活動を引退する東山紀之の最終出演作が2作放送された[569]。
    - 【BS】NHK BS・BSプレミアム4Kにて、2013年より放送されている『大岡越前』のスペシャル版『大岡越前スペシャル〜大波乱!宿命の白洲〜』を放送（19時30分 - 20時59分）。スペシャルゲストとしてゴリ、南沢奈央、榎木孝明、中島ひろ子、小野武彦、竹下景子が出演[570]、また、若山騎一郎が10年ぶりにテレビ出演した[571]。
    - テレビ朝日系にて、朝日放送テレビ・テレビ朝日・松竹との共同制作による『必殺シリーズ』の最新作『必殺仕事人』を放送（21時 - 22時55分）。前作で卒業した遠藤憲一に代わり、シリーズ16年ぶりとなる新女性仕事人・棗役として松下奈緒が出演する[572]。

  - 【訃報】
    - 大相撲の春日野部屋力士から1971年に日本プロレス入りし、小沢正志名義でデビュー。その後新日本プロレス入りした後に海外を拠点に活動し、WWFを転戦した際にリングネームを「キラー・カーン」に改名し日本でも同名義で活動した後、1987年に現役を引退して居酒屋経営に乗り出した後には俳優・タレントとしても活動し、テレビドラマでは『必殺スペシャル・春 世にも不思議な大仕事 主水と秀 香港・マカオで大あばれ』（1991年、朝日放送テレビ・テレビ朝日系）などの作品に出演した経歴を持つ元プロレスラー・実業家・タレントのキラー・カーン（本名：小澤正志）がこの日、自身が経営する東京都内の飲食店「カンちゃんの人情酒場」で接客中に倒れ、救急搬送されたが搬送先の病院で動脈破裂のため死去（76歳没）[573]。
    - 1961年に吉本新喜劇に研究生として入団し、1967年に前田五郎（2021年没）との漫才コンビ「コメディNo.1」を結成し、「アホの坂田」の愛称で関西エリアを中心に『あっちこっち丁稚』（朝日放送「日曜笑劇場」枠、1975年 - 1983年）などのテレビ番組に数多く出演、コンビを解消した後はピン芸人として数々のバラエティ番組に出演、テレビドラマでは『ナニワ金融道』（2005年、フジテレビ）などに俳優として出演した経歴を持つお笑い芸人・タレント・俳優の坂田利夫（本名：地神利夫）がこの日、老衰のため大阪市内で死去（82歳没）。訃報は翌30日に所属先の吉本興業から発表された[574][575]。
- 30日 - 【訃報】1971年にテイチクレコードより「愛は死んでも」にて歌手デビューし、1973年に発売した「なみだ恋」が大ヒットし、その年の『第24回NHK紅白歌合戦』に初出場し、以後通算23回出場。また1980年には「雨の慕情」にて第11回日本歌謡大賞並びに第22回日本レコード大賞にて大賞を受賞して二冠に輝くなど“演歌の女王”として日本歌謡界に燦然とその名を刻み、また読売テレビ・ 日本テレビ系「木曜ゴールデンドラマ」『北のめぐり逢い』で自ら主演を務めたり、自身のヒット曲「愛の終着駅」をモチーフにした同名ドラマがTBS系「花王 愛の劇場」枠で1978年に放送されるなどテレビドラマの世界でも軌跡を残した歌手の八代亜紀がこの日、急速進行性間質性肺炎のため死去（73歳没）。訃報は翌2024年1月9日に公式サイトの告示という形で所属事務所のミリオン企画より公表された[576][577]。
- 31日
  - 【食・紀行】テレビ東京系で、久住昌之原作・谷口ジロー作画で、松重豊が輸入雑貨商・井之頭五郎役を演じる人気グルメドラマの7年連続となる大晦日スペシャル『孤独のグルメ2023大晦日スペシャル 井之頭五郎、南へ逃避行『探さないでください。』』（22時 - 23時30分）を放送。今回は沖縄県を舞台に五郎がドラマ史上最大の珍道中を繰り広げる。ゲストとして共に沖縄県出身の国仲涼子、川平慈英、そしてお笑いトリオ・東京03の豊本明長が出演した[578][579][580]。
  - 【訃報】小説家の中村正常の長女として出生、昭和中期から天才子役として人気を集め、またタレントとしても活動。また1940年代のテレビジョン実験放送時に制作されたテレビドラマ『ほがらか日記』に出演し、戦後も俳優としてフジテレビ系『グーチョキパー』（第2シリーズ）及び『船場[注 49]』を始め、数々の作品に出演するなど、テレビ放送創世記から息の長い活動をしてきたことで知られ、1988年前期のNHK連続テレビ小説『ノンちゃんの夢』ではナレーションを担当した俳優・タレント・司会者の中村メイコ（出生名：中村五月、結婚後の本名[注 50]：神津五月）がこの日、肺塞栓症のため死去（89歳没）[581][582]。訃報は翌2024年1月7日に所属事務所のホリプロより公表された[582]

### 2024年以降のテレビドラマに関する情報
- NHK
  - 【朝ドラ】
    - 2024年度前期の連続テレビ小説（第110作）として、日本初の女性弁護士・三淵嘉子をモデルにした『虎に翼』（脚本：吉田恵里香）を製作すると2月22日に発表した。主演の伊藤沙莉は2017年前期の『ひよっこ』以来2度目の朝ドラ出演となる[583]。共演に石田ゆり子、松山ケンイチ、戸塚純貴、仲野太賀ら[584]。
    - 2024年度後期の連続テレビ小説（第111作、大阪局〈BK〉制作）として、平成時代のギャルが栄養士として現代の問題を食の知識と持ち前のコミュニケーション能力で解決していくオリジナル作品『おむすび』（脚本：根本ノンジ）を制作すると8月9日に発表した。主演の橋本環奈はNHKのドラマ初出演にして朝ドラ主演を務める[585]。
    - 2025年度前期の連続テレビ小説（第112作）として、『アンパンマン』を生み出した漫画家のやなせたかし（2013年没）とその妻小松暢をモデルにした『あんぱん』（脚本：中園ミホ）を製作すると10月20日に発表した[586]。

  - 【大河ドラマ】2025年放送予定の大河ドラマ第64作として、江戸時代の出版人である蔦屋重三郎の生涯を描く『べらぼう〜蔦重栄華乃夢噺〜』（脚本：森下佳子）が制作されることを4月27日に発表した。主役の重三郎役を横浜流星が務める[587]。
  - 【経済】総合テレビ・BSプレミアム4Kにて、2022年4月期に「ドラマ10」枠で放送された『正直不動産』のスペシャルドラマを2024年1月3日に放送予定。主演の山下智久とヒロインの福原遥が引き続き出演、また総合では90分、BSプレミアム4Kでは100分の特別編として放送される[588]。

## 2023年のテレビドラマ

### 日本テレビ系の主なテレビドラマ

#### スペシャルドラマ (日本テレビ系)
- ノンレムの窓 - 制作協力：ソケット、製作著作：日本テレビ（公式サイト）
  - 原案・窓先案内人[注 51]：バカリズム
  - 総合演出：内田秀実
  - 第3弾「2023・新春」[589]
    - 1月7日
    - 脚本：「匿う男」 バカリズム / 「代行社会」 安部裕之 / 「大人になってからの友達作り」 松島瑠璃子
    - 監督：「匿う男」 椿本慶次郎 / 「代行社会」 上條大輔 / 「大人になってからの友達作り」 上田信義
    - 出演：「匿う男」 ほしのディスコ、吉岡里帆、犬飼貴丈 / 「代行社会」 佐藤隆太、勝村政信、温水洋一 / 「大人になってからの友達作り」 木南晴夏、香椎由宇 / 斉藤由貴（声のみ）、他

  - 第4弾「2023・夏」[590][591]
    - 7月8日
    - 脚本：「夕暮れ時の葛藤」 バカリズム / 「推してもいいデスか?」 安部裕之 / 「出世したくない君へ」 竹村武司
    - 監督：「夕暮れ時の葛藤」 水野格 / 「推してもいいデスか?」 内田秀実 / 「出世したくない君へ」 椿本慶次郎
    - 出演：「夕暮れ時の葛藤」 小澤征悦 / 「推してもいいデスか?」 夏帆 / 「出世したくない君へ」 瀬戸康史 / 斉藤由貴（声のみ）、他

  - 第5弾「2023・冬」[592][593][594]
    - 12月25日
    - 脚本：「野崎さんの夢」 バカリズム / 「れんあいそうかんず」 左子光晴・上田誠（ヨーロッパ企画） / 「デスゲーム」 金沢知樹
    - 監督：「野崎さんの夢」 鈴木勇馬 / 「れんあいそうかんず」 椿本慶次郎 / 「デスゲーム」 内田秀実
    - 出演：「野崎さんの夢」 森七菜、小野花梨 / 「れんあいそうかんず」 滝藤賢一、堀内敬子 / 「デスゲーム」 斎藤工、岡山天音、蓮佛美沙子、堀内健（ネプチューン） / 遠藤憲一 / 斉藤由貴（声のみ）、他

- 日本テレビ開局70年特別番組 THE MYSTERY DAY - 制作協力：トータルメディアコミュニケーション、製作著作：日本テレビ（公式サイト）[448][595][449]
  - 10月7日
  - 番組企画・プロデュース：宮崎慶洋
  - 番組企画・演出：吉川真一朗、有田駿介
  - ドラマ脚本：清水友佳子
  - ドラマ演出：佐久間紀佳
  - 番組MC：山里亮太、水卜麻美
  - 番組ナビゲーター：江戸川コナン
  - ドラマ出演：ユースケ・サンタマリア、小栗旬、川栄李奈、中条あやみ、笑福亭鶴瓶、木村多江、髙嶋政伸、原田泰造（ネプチューン）、劇団ひとり、武田真一、町田啓太、松本まりか、迫田孝也、宮世琉弥、佐藤寛太、鈴之助、片岡礼子、笠原秀幸、阿部亮平、阪田マサノブ、峯村リエ、他

- 笑いに魂を売った男たち - 制作：日本テレビ[547]
  - 11月26日（『誰も知らない明石家さんま 第9弾』内で放送）
  - 脚本：伊達さん（大人のカフェ）
  - 演出：水野格
  - 出演：岩田剛典、香取慎吾、後藤輝基（フットボールアワー）、粗品（霜降り明星）、田口浩正、他

#### 系列局ローカル (日本テレビ系)
山梨放送
- YBS特別ドラマ メンドウな人々 - 製作・山梨放送・映画24区（公式サイト）
  - 3月18日（山梨県ローカル）
  - 脚本・監督：安田真奈
  - 出演：片岡千之助、藤嶋花音、柳明日菜、的場浩司、筒井真理子（特別出演）、他

### テレビ朝日系の主なテレビドラマ

#### スペシャルドラマ (テレビ朝日系)
- キッチン革命 - 制作：テレビ朝日、東映（公式サイト）
  - 3月25日・26日
  - 脚本：羽原大介
  - 脚本協力：新井静流
  - 監督：豊島圭介
  - 出演
    - 第一夜：葵わかな、薬師丸ひろ子、林遣都、杉本哲太、石田ひかり、伊東四朗、筒井真理子、美村里江、和田正人、渡部篤郎、他
    - 第二夜：伊藤沙莉、成田凌、中村アン、戸塚純貴、佐藤寛太、毎熊克哉、板尾創路、寺島進、北村一輝、他

- 私小説 -発達障がいのボクが純愛小説家になれた理由- - 制作協力：ワタナベエンターテインメント、制作著作：テレビ朝日（公式サイト）
  - 4月7日・8日
  - 原作：市川拓司「私小説」（朝日新聞出版）
  - 脚本：岡田惠和
  - 演出：野尻克己
  - 出演：瀬戸康史、上野樹里、他

- 第22回テレビ朝日新人シナリオ大賞 拝啓、奇妙なお隣さま - 制作：テレビ朝日、MMJ（公式サイト）[596]
  - 7月16日（15日深夜）
  - 脚本：若杉栞南
  - 演出：竹園元
  - 出演：川﨑皇輝、大東立樹、鈴木浩介、平泉成、映美くらら、入山法子、尾上寛之、前田亜季、他

- テレビ朝日ドラマプレミアム 友情〜平尾誠二と山中伸弥『最後の一年』〜 - 制作協力：KADOKAWA、制作著作：テレビ朝日（公式サイト）[597]
  - 11月11日
  - 原作：山中伸弥 / 平尾誠二・恵子『友情 平尾誠二と山中伸弥「最後の一年」』（講談社刊）
  - 脚本：吉田紀子
  - 監督：藤田明二
  - 出演：本木雅弘、滝藤賢一、佐久間由衣、賀来千香子、濱田岳、山下真司、倍賞美津子、吉瀬美智子、石田ゆり子、他

#### 系列局ローカル (テレビ朝日系)
北海道テレビ
- HTB開局55周年ドラマ 弁当屋さんのおもてなし - 制作：北海道テレビ（公式サイト）[123]
  - 2月25日 - 3月18日（全4週、北海道ローカル）
  - 原作：喜多みどり「弁当屋さんのおもてなし」（KADOKAWA刊）
  - 脚本：山本透
  - 演出：平尾由佳子
  - 出演：久保田紗友、飯島寛騎、戸次重幸（TEAM NACS）

### TBS系の主なテレビドラマ

#### スペシャルドラマ (TBS系)
- ひとりぼっち -人と人をつなぐ愛の物語- - 製作著作：TBS（公式サイト）[204][206][207][208]
  - 4月9日
  - 脚本：山本むつみ
  - プロデュース：石井ふく子
  - 演出：清弘誠
  - 出演：相葉雅紀（嵐）、上戸彩、坂本冬美、一路真輝、仲野太賀、船越英一郎、えなりかずき、角野卓造、中田喜子、藤田朋子、小林綾子、野村真美、川﨑皇輝、深田竜生、石坂浩二（ナレーション）、他

### テレビ東京系の主なテレビドラマ

#### スペシャルドラマ (テレビ東京系)
- 新春ドラマスペシャル ホリデイ〜江戸の休日〜 - 制作協力：東映京都撮影所、製作著作：テレビ東京（公式サイト）[16]
  - 1月6日
  - 原作：『江戸っ子祭』（大映映画・1958年、脚本：小国英雄、監督：島耕二）
  - 脚本：山本むつみ
  - 演出：山下智彦
  - 出演：望月歩、葵わかな、高嶋政伸、戸田菜穂、里見浩太朗、小林稔侍、高橋英樹、財前直見、内藤剛志、上川隆也、名取裕子、中村梅雀、本田博太郎、他

- ドラマスペシャル ペルソナの密告 3つの顔をもつ容疑者 - 制作協力：メディアプルポ、製作著作：テレビ東京（公式サイト）[155][157]
  - 3月24日
  - 脚本：大北はるか
  - 監督：若松節朗
  - 出演：沢村一樹、竹内涼真、畑芽育、矢田亜希子、勝村政信、萩原聖人、伊藤かずえ、馬渕英里何、飯田基祐、大鷹明良、糸瀬七葉、森永悠希、他

- テレビ愛知開局40周年記念ドラマ 秀吉、スタートアップ企業で働く - 制作協力：共同テレビジョン、製作著作：テレビ愛知（公式サイト）
  - 9月9日
  - 脚本：政池洋佑
  - 監督：吉村慶介
  - 出演：岩﨑大昇、曽田陵介、祷キララ、小林涼子、守谷周徒、田中要次、他

### フジテレビ系の主なテレビドラマ

#### スペシャルドラマ (フジテレビ系)
- 心霊内科医 稲生知性 - 制作：フジテレビ・共同テレビ（公式サイト）
  - 3月28日（27日深夜） - 31日（30日深夜、4夜連続放送）
  - 企画：松木創
  - 脚本：池田テツヒロ、松木創
  - 演出：松木創
  - 出演：じろう（シソンヌ）、伊勢佳世、平田敦子、中村鶴松、他

#### 系列局ローカル (フジテレビ系)
テレビ熊本
- テレビ熊本ドキュメンタリードラマ 郷土の偉人シリーズ 第30作 名優笠智衆 春風のあるがごとし - 制作著作：テレビ熊本（公式サイト）
  - 1月22日（FNS系列九州7局ブロックネット）
  - 企画：玉名市
  - 脚本：樋口徹
  - 総合演出：松田竜介
  - 出演：小日向文世、松下由樹、笠兼三、他

テレビ西日本
- ホークス球団創設85周年・ドーム開業30周年&TNC開局65周年 特別ドラマ 1回表のウラ - 制作：テレビ西日本・福岡ソフトバンクホークス（公式サイト）[134]
  - 3月4日 - 3月25日（全4週、福岡県ローカル）
  - 脚本：木下半太
  - 演出：本田克哉
  - 出演：福山翔大、吉本実憂、カンニング竹山、豊永阿紀（HKT48）、原口あきまさ、デビット伊東、石橋凌、他

関西テレビ
- 新・ミナミの帝王 銀次郎の新たな敵は神様!? - 制作：関西テレビ（公式サイト）[165]
  - 3月25日（近畿広域圏ローカル）
  - 原作：天王寺大（原作）、郷力也（萬画）「難波金融伝・ミナミの帝王」（日本文芸社『週刊漫画ゴラク』連載中）
  - 脚本：ひかわかよ
  - 演出：髙山浩児
  - 出演：千原ジュニア、大東駿介、若月佑美、赤井英和、塩野瑛久、夙川アトム、他

### BS放送の主なテレビドラマ

#### BS朝日
- 4K時代劇スペシャル 無用庵隠居修行7 - 制作：テレビ朝日・BS朝日・松竹（公式サイト）[429]
  - 9月28日
  - 原作：海老沢泰久「無用庵隠居修行」（文春文庫）
  - 脚本：土橋章宏
  - 監督：吉川一義
  - 出演：水谷豊、岸部一徳、檀れい、前田吟、田山涼成、榎木孝明、夏木マリ（ナレーション）、他